# Augspleiß

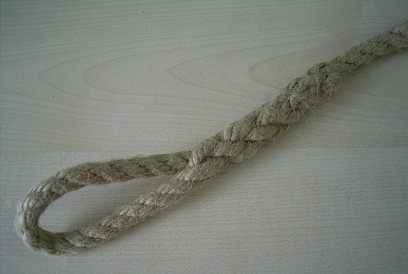
Tau mit Augspleiß

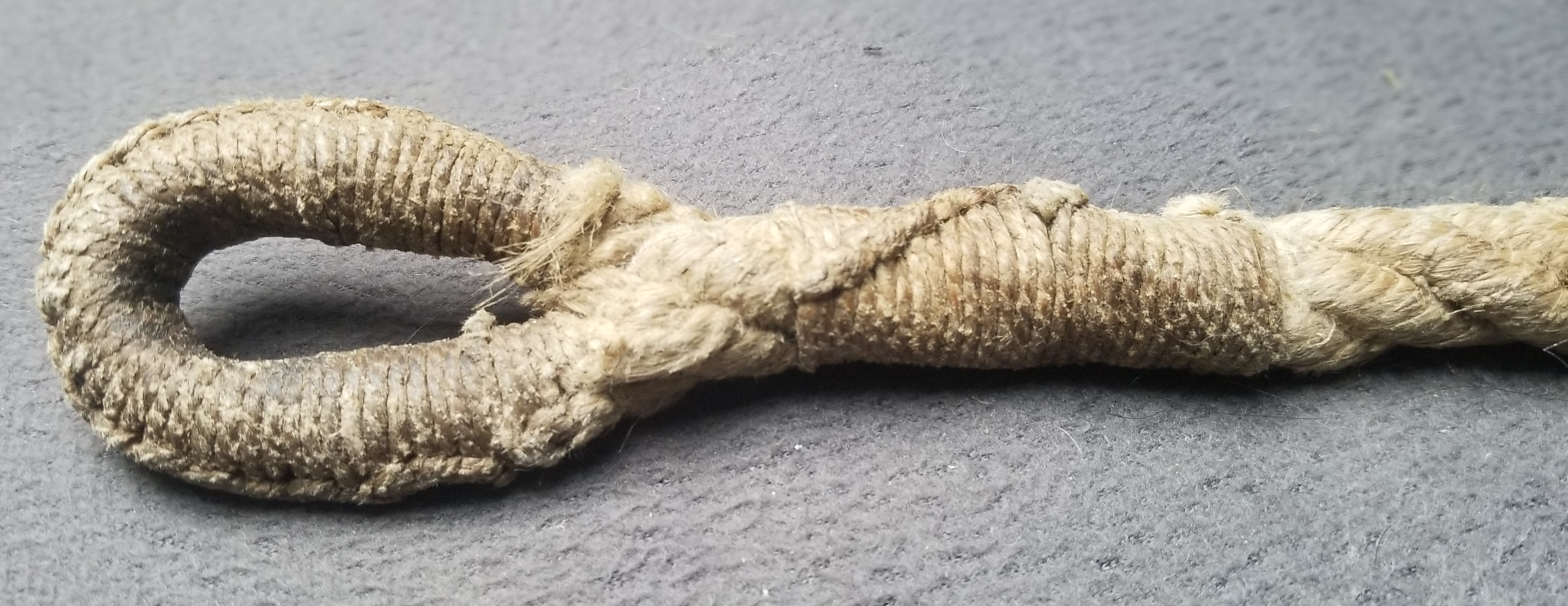
Hier wurde zum Schutz des Augspleißes und des Auges jeweils noch ein Takling angebracht

Ein Augspleiß ist ein in das Tauwerk eingespleißtes festes Auge (Schlaufe).
Das Auge entsteht, indem man das Ende eines Taus in seine Stränge (Kardeele) aufdröselt, eine Schlaufe formt, und dann die Stränge in das Tau einflicht.
Je nach Dicke und Art des Materials werden 3–5 Einsteckvorgänge angebracht. Bei Naturfasern braucht man üblicherweise weniger Einsteckvorgänge als bei Kunstfasern.
Man kann die Stränge nach der dritten Flechtung nach und nach verjüngen. Üblicherweise gibt man dem Spleiß nach dem Knüpfen seine endgültige Form, indem man ihn auf den Boden legt und mit einem beschuhten Fuß hin und her rollt. Danach kann man die überstehenden Stränge abtrennen.
Üblicherweise werden solche Knoten mit den Kardeelen eines Hanf- oder Sisalseils geknotet. Zur besseren Übersicht werden hier unterschiedlich farbige Reepschnüre verwendet.

## Übersicht
Die ersten 5 Augspleiße unterscheiden sich nur im ersten Einsteckvorgang. Alle weiteren Kardeele werden danach gegen den Schlag immer einmal über und einmal unter das nächste Kaardel gesteckt. Die Richtung des Einsteckens (ob von links nach rechts oder von rechts nach links) hängt von der Schlagrichtung des mehrsträngigen Taues ab (siehe auch unten die Knüpfanleitung).

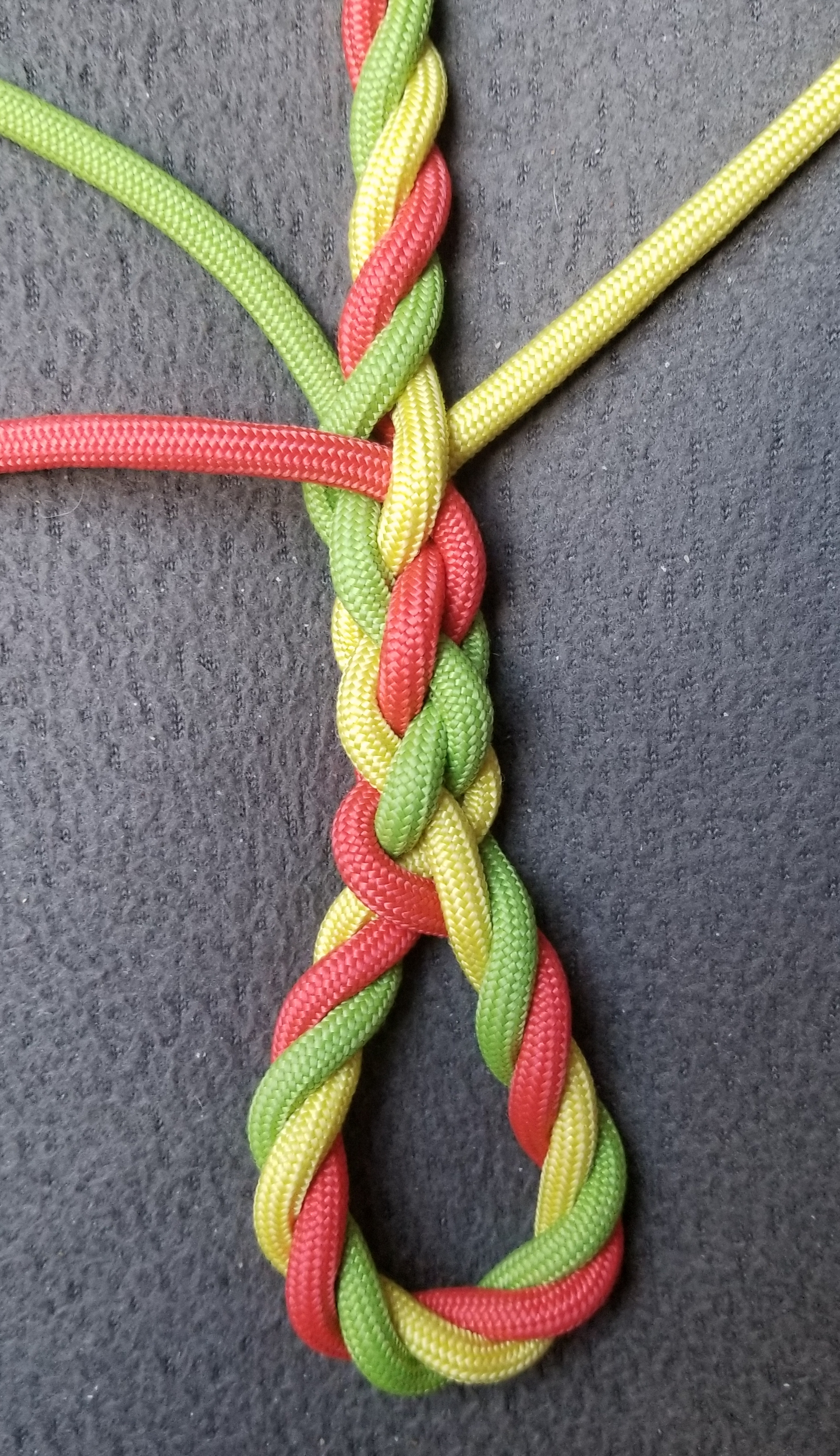
Seemanns Augspleiß bei einem dreisträngigen Tau.
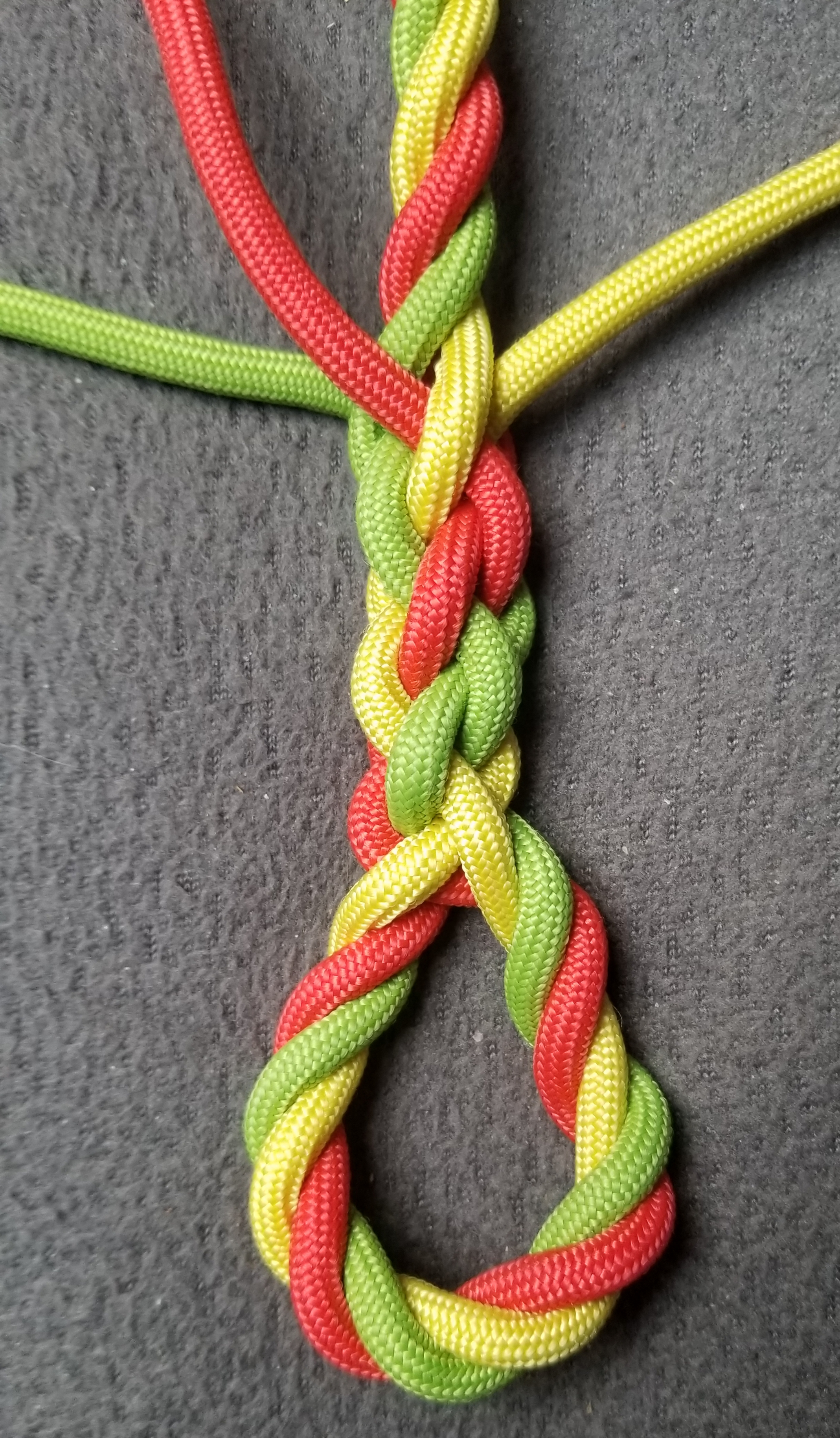
Seemannsaugspleiß nach Darcy Lever
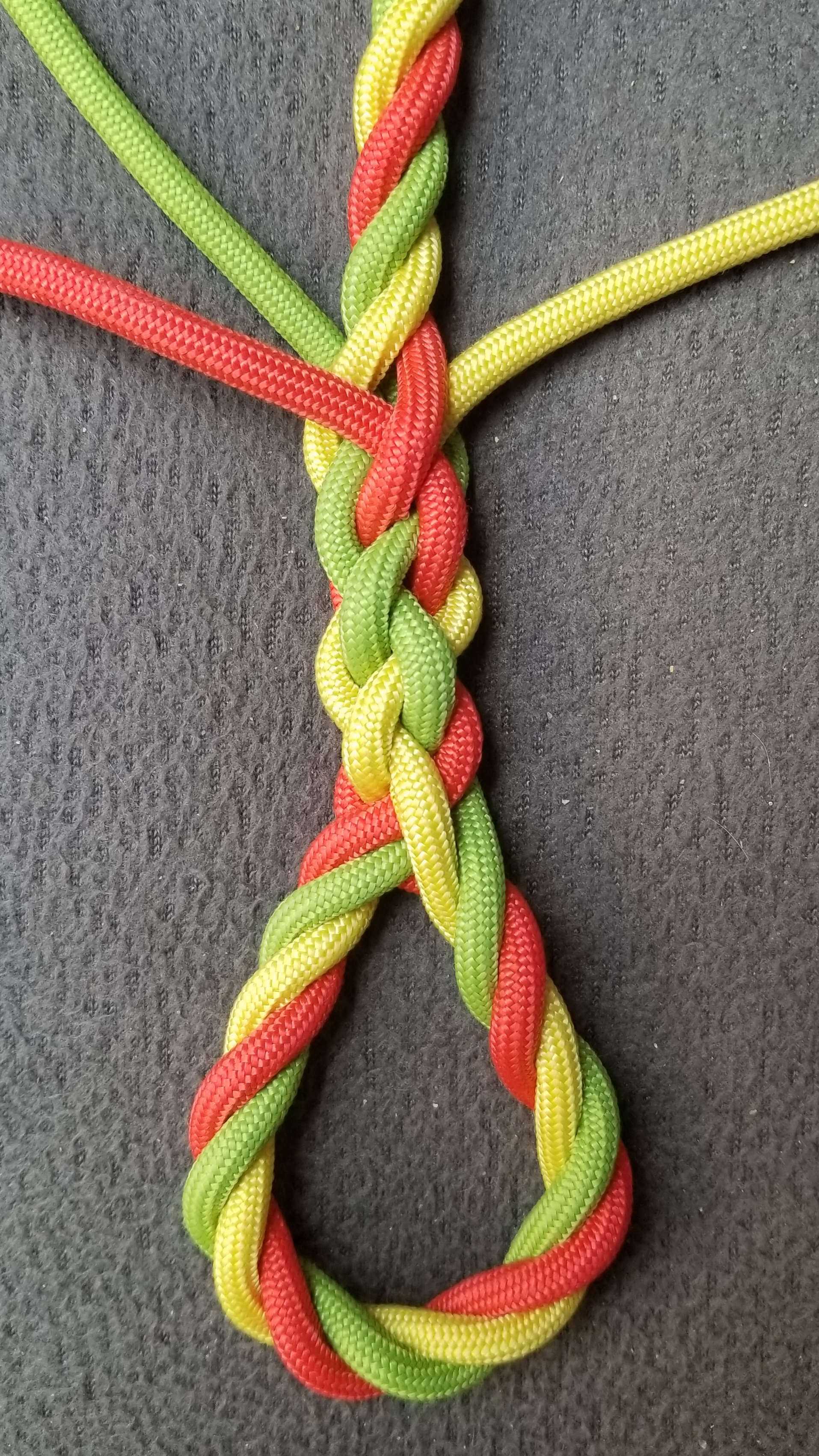
Augspleiß nach Ashley (2734)
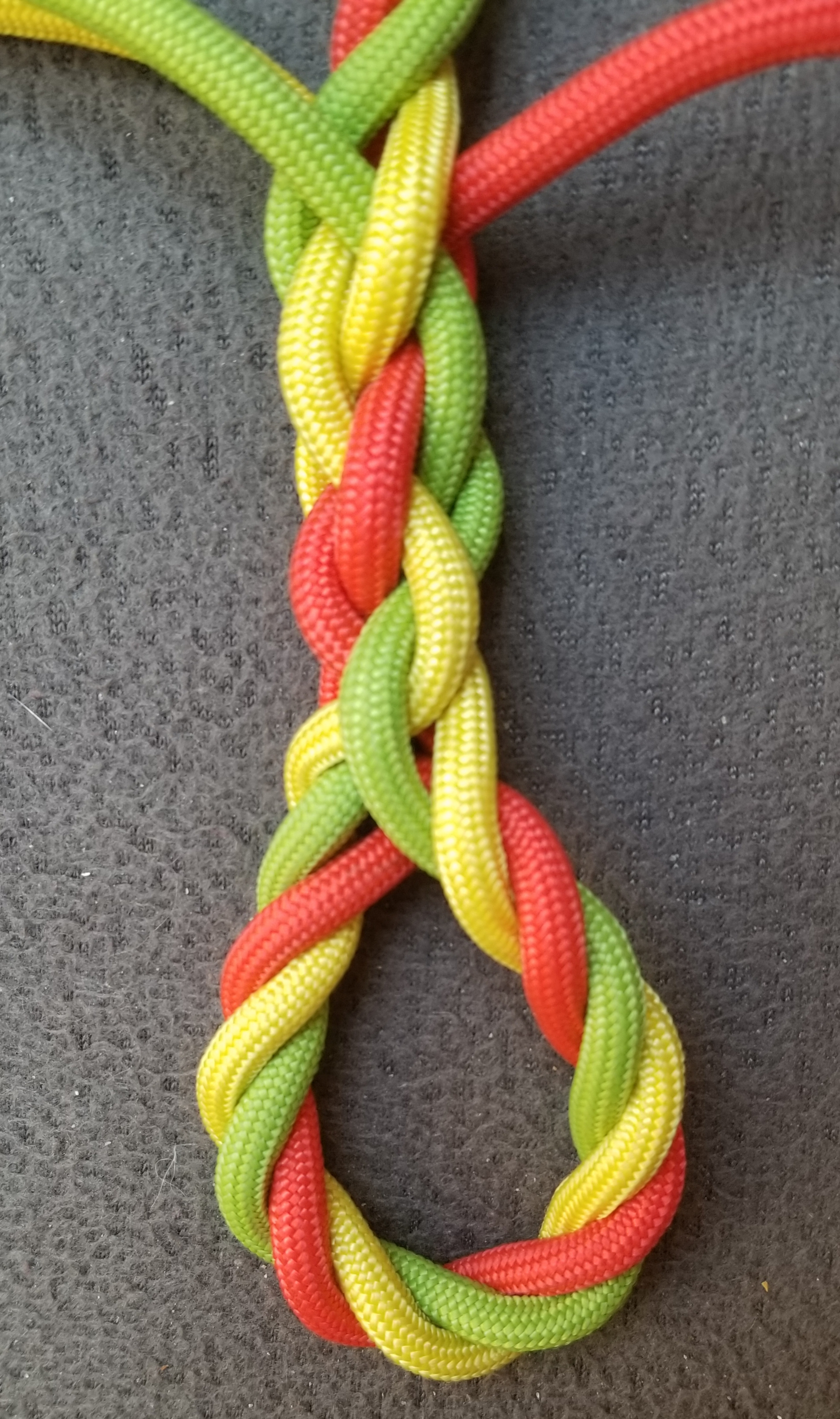
Augspleiß nach Ashley (2735)
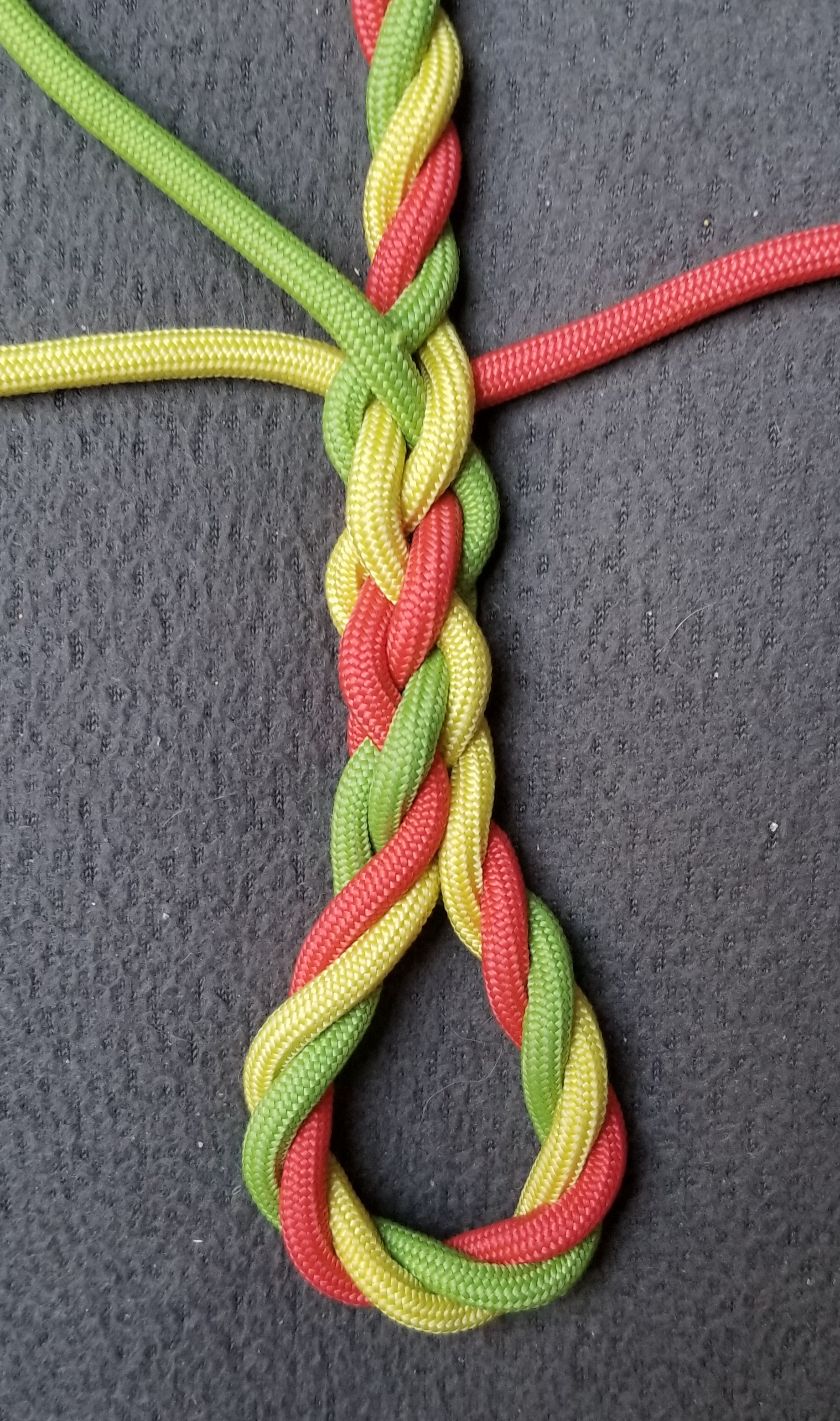
Augspleiß (Methode von Brion Toss[2])
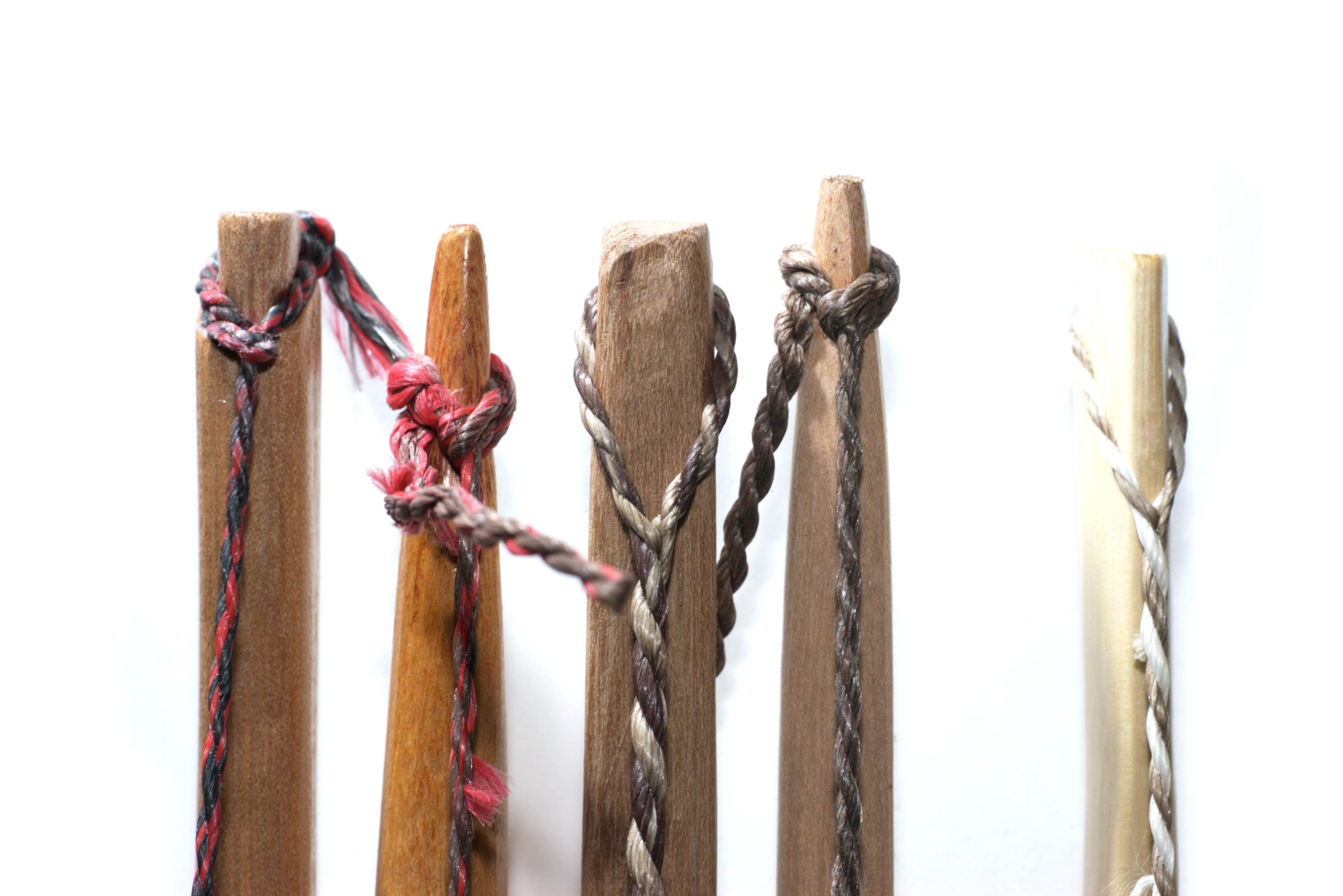
V. l. n. r. Nr. 3 und 5, Öhrchen der Bogensehne mit Flämischem Augspleiß

## Beschreibung und Knüpfen

### Seemanns Augspleiß bei einem dreisträngigen Tau
Im Folgenden wird der Seemanns Augspleiß mit der ABOK #2725 vorgestellt.

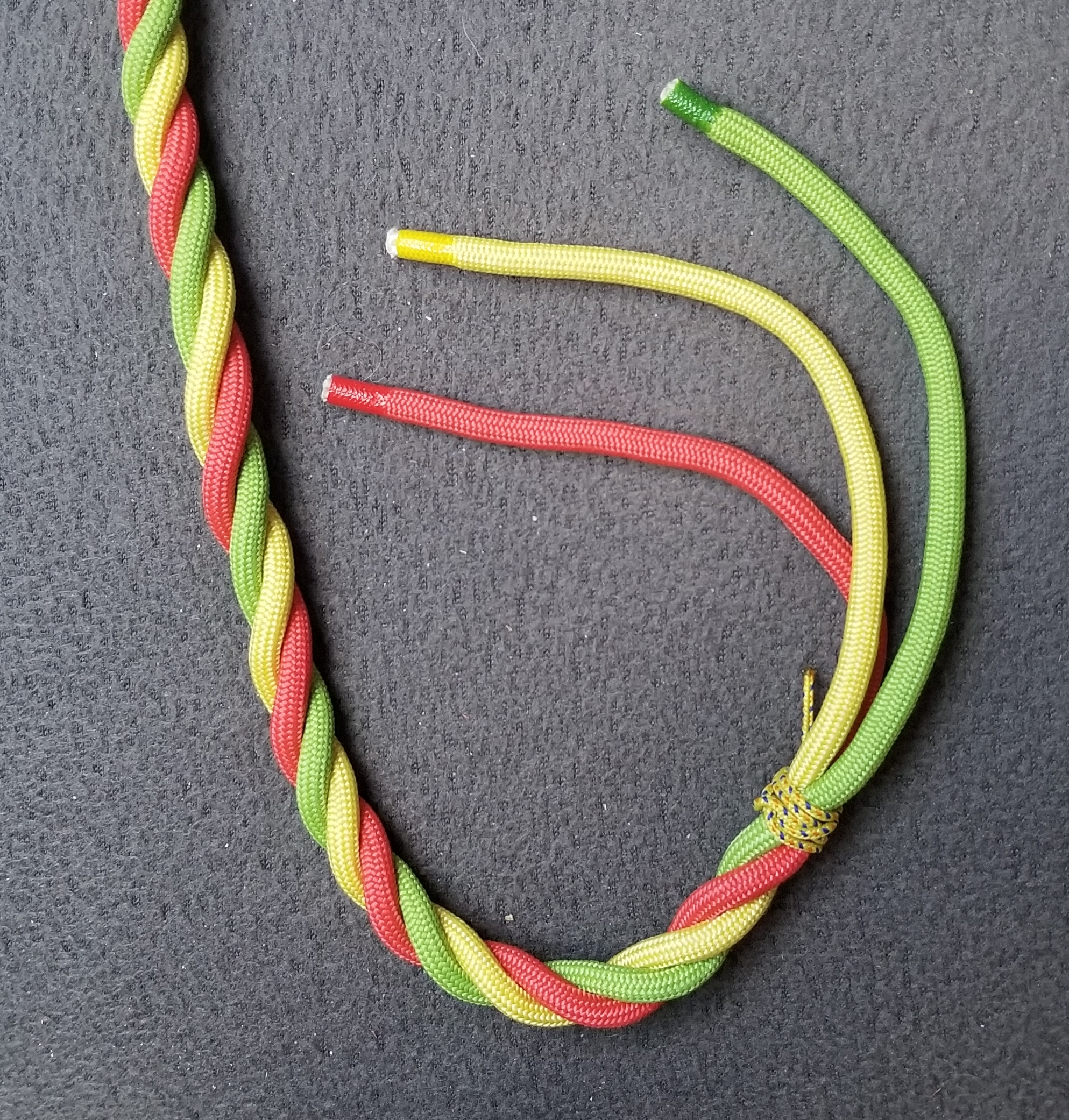
Die Kardeele werden rechts von sich weg, fächerförmig in der benötigten Länge ausgebreitet und bspw. mit einem Würgeknoten gestoppt.
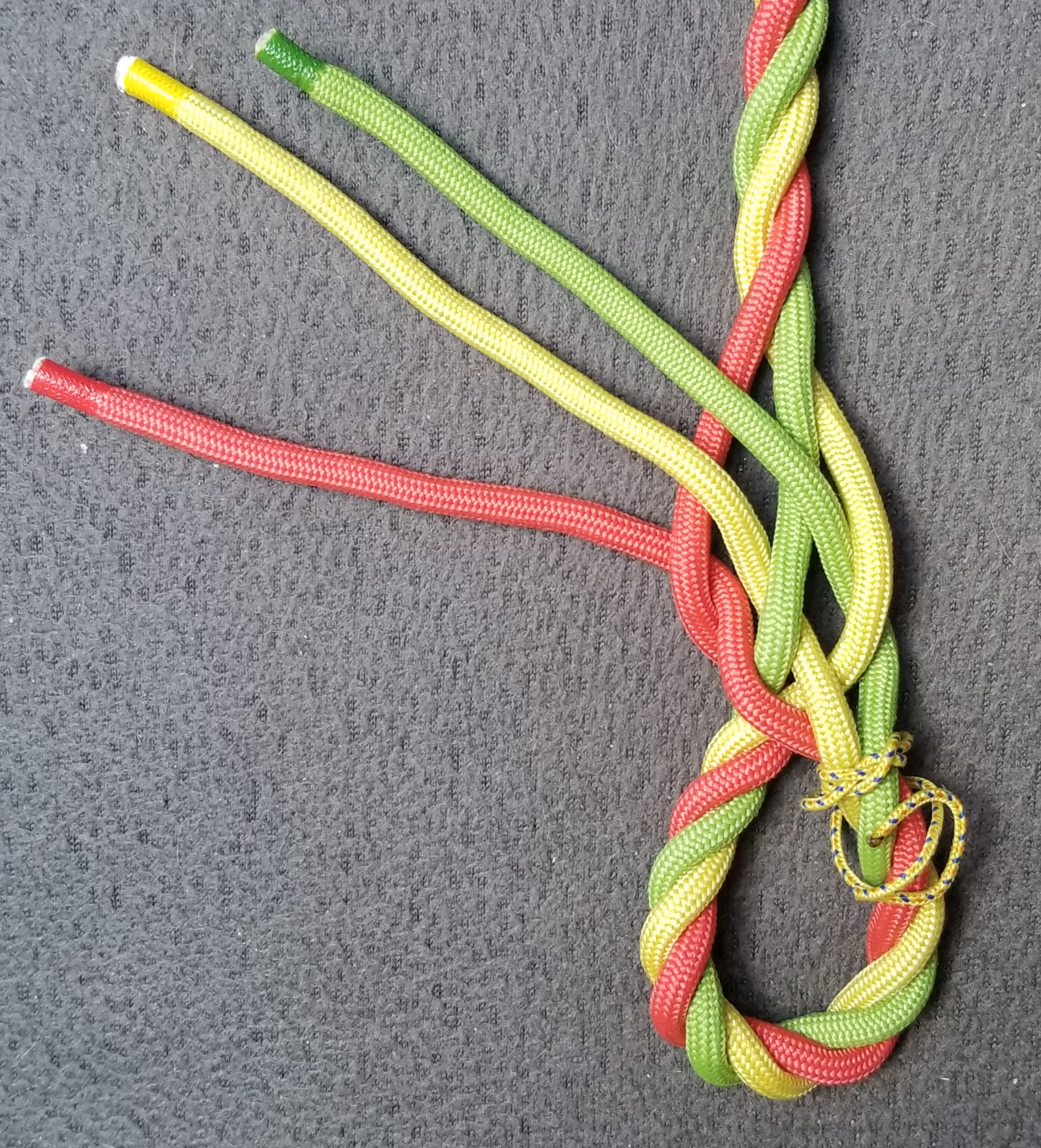
Schematische Darstellung des ersten Knüpfvorganges.
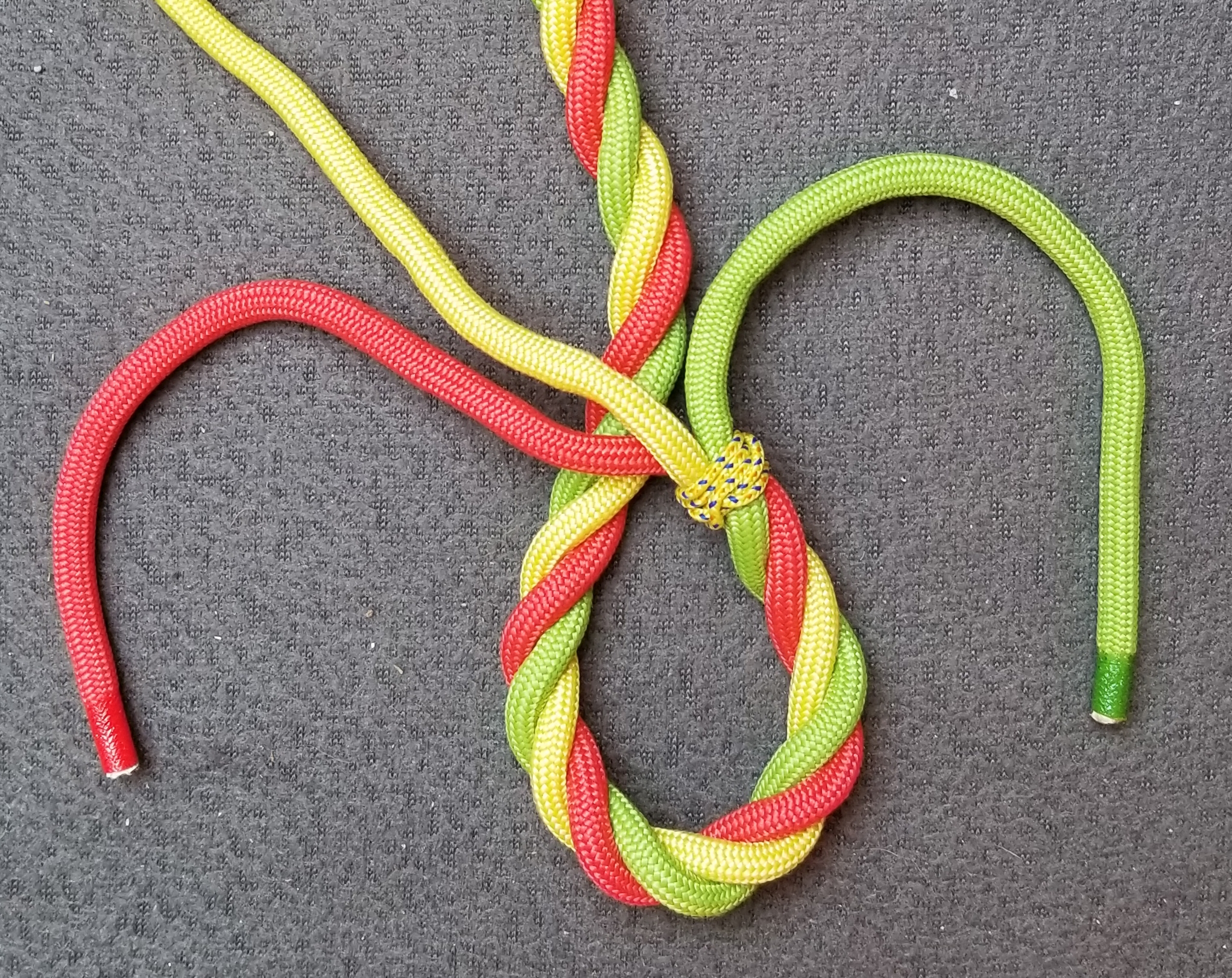
Das Auge wird in der benötigten Größe gebildet, indem man die Kardeele über die Stelle der stehenden Part legt, an der sie dann eingezogen werden.
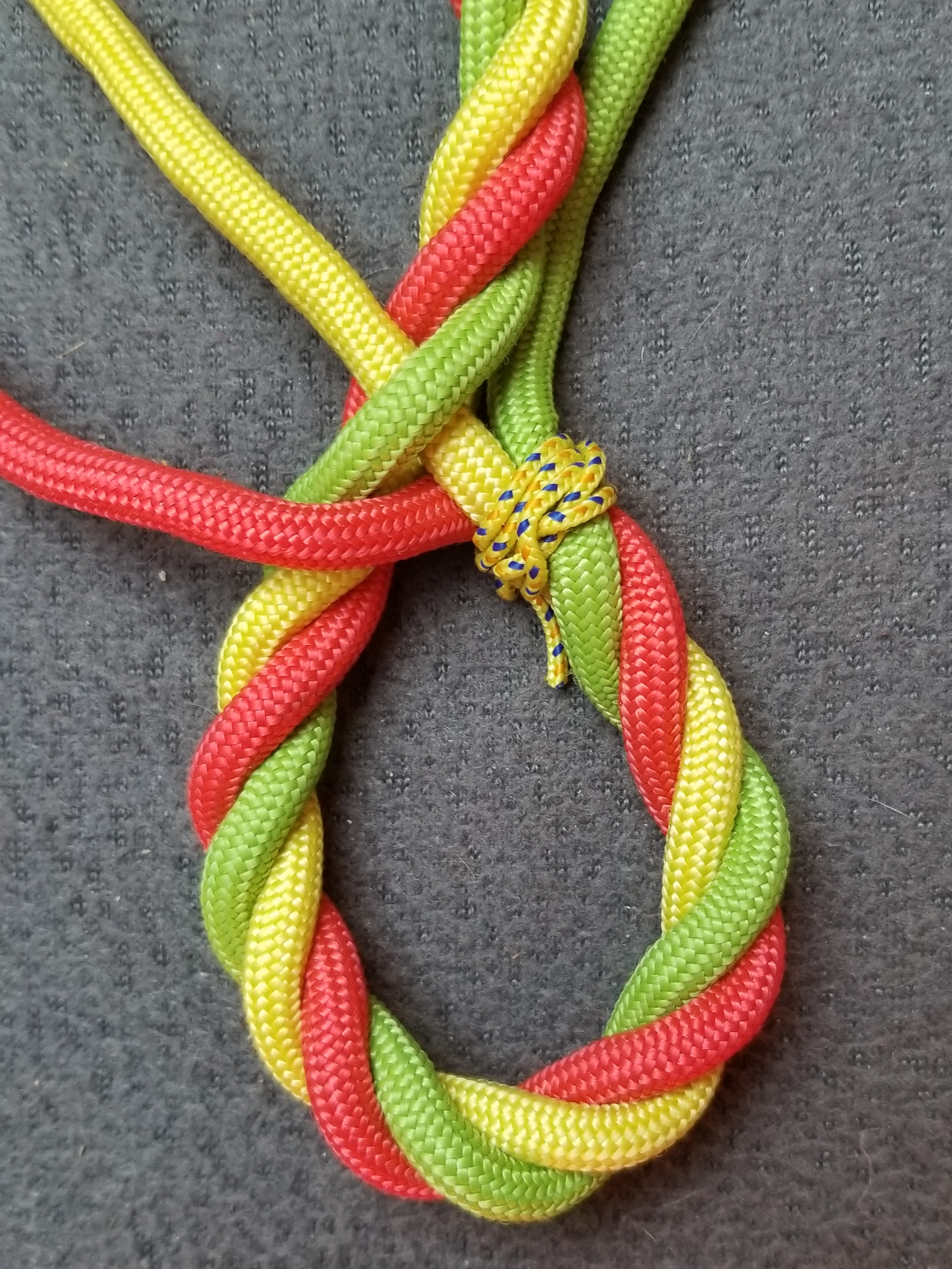
Die stehende Part wird aufgedreht und die obere bzw. mittlere Bucht (hier grün) mit einem Marl- einem Hohlspieker oder einem anderen Werkzeug der Takler geöffnet und das mittlere Kardeel (hier gelb) eingesteckt.
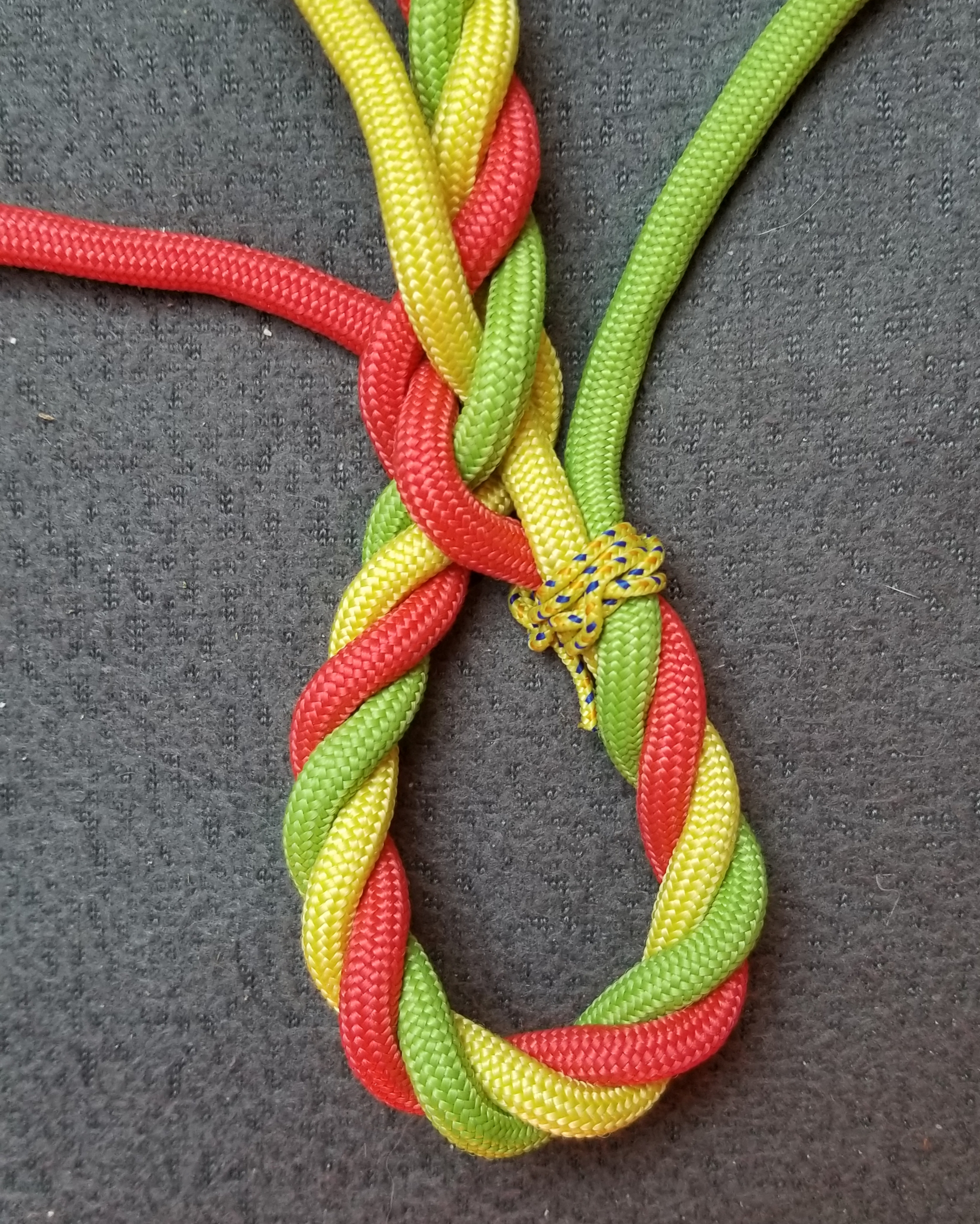
Dann steckt man das linke Kardeel (rot) unter die nächste Bucht (rot) von rechts nach links.
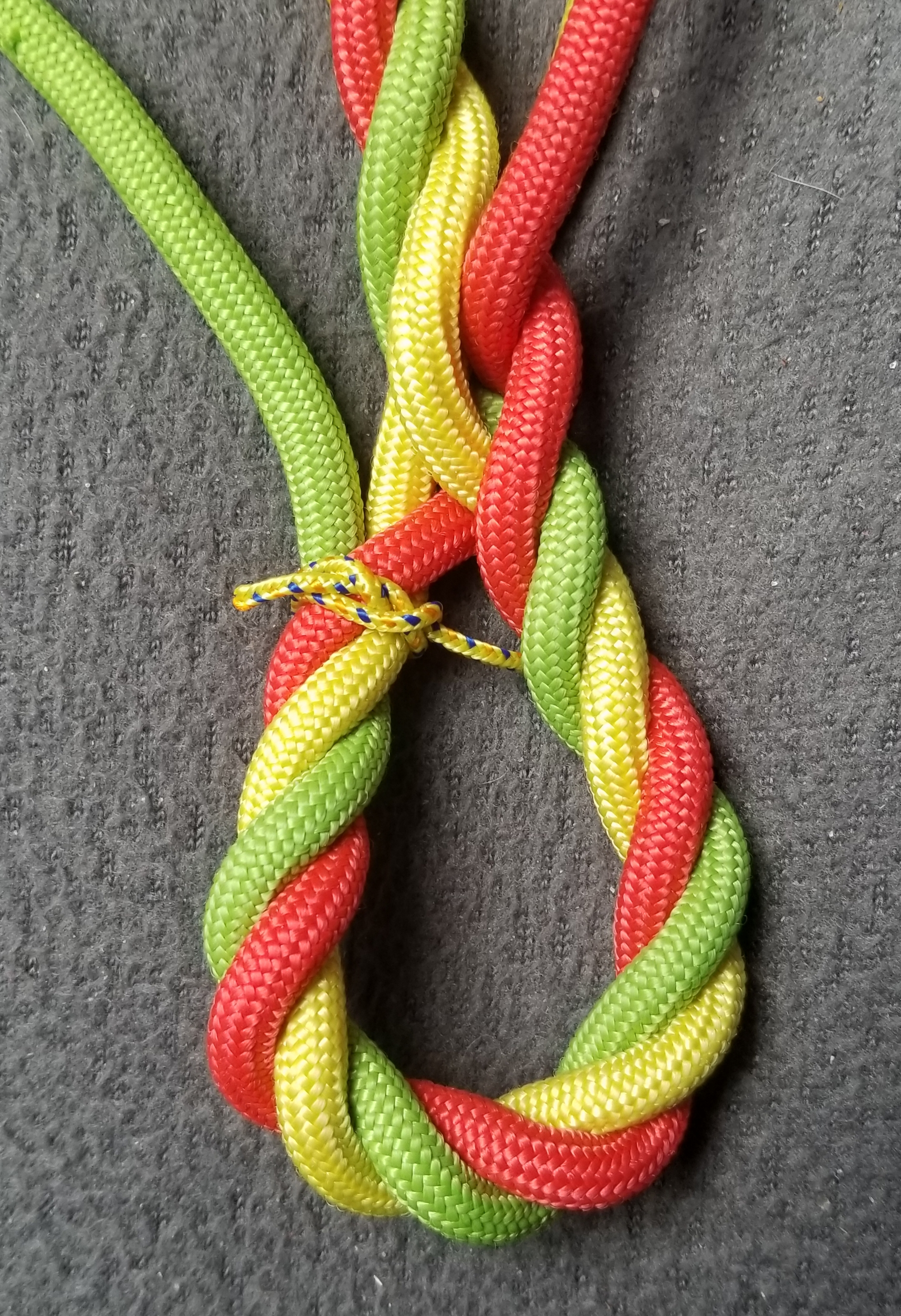
Das Auge wird nun nach rechts umgedreht (im Uhrzeigersinn). Zum ersten Einsteckvorgang fehlt nun noch das dritte Kaardel (grün).
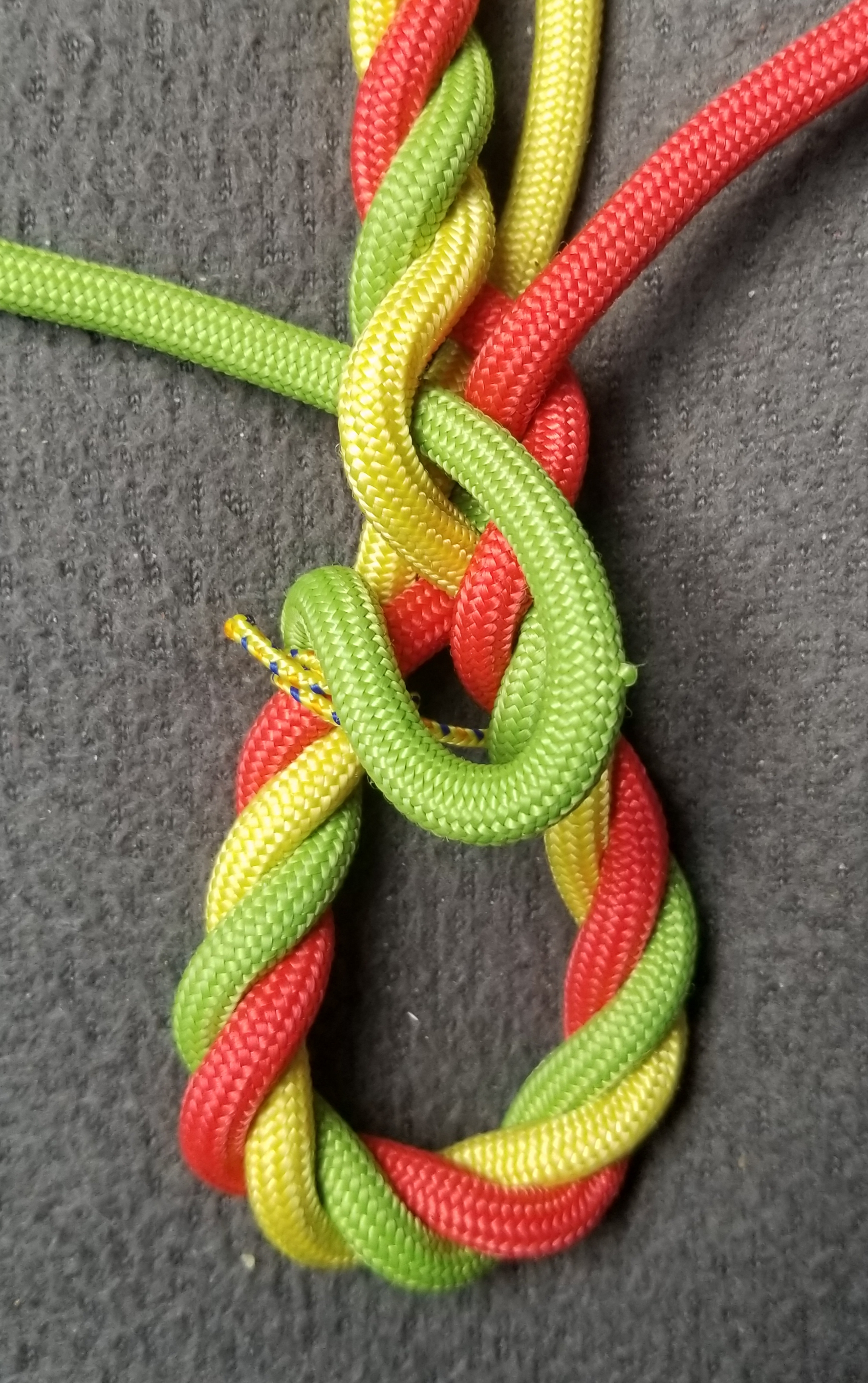
Das restliche Kaardel (grün) wird nun ebenfalls von links nach rechts unter die übriggebliebene Bucht (gelb) eingesteckt.
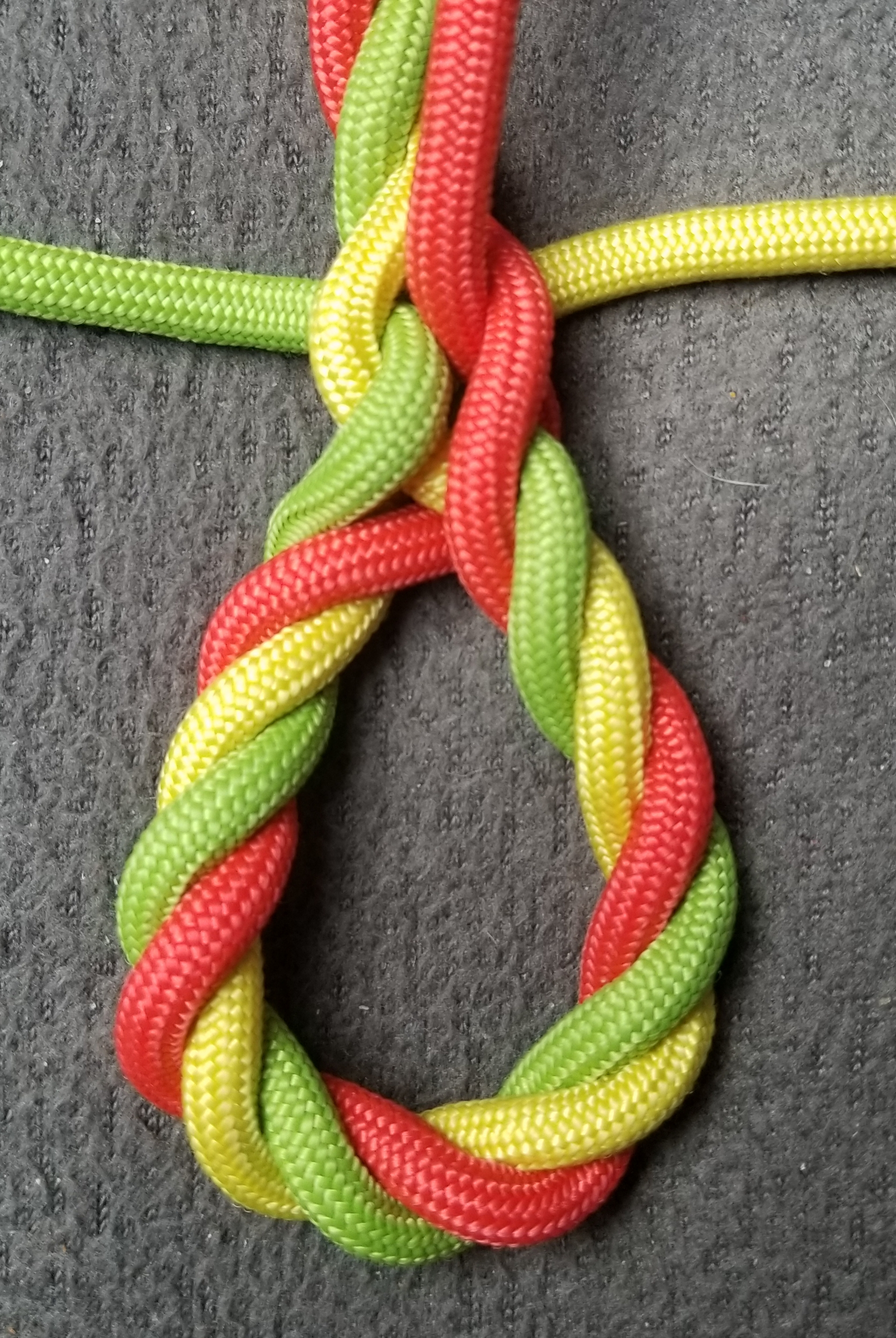
Das war die einzige Bucht der stehenden Part die noch nicht unterfahren wurde. Der erste Einsteckvorgang ist beendet.
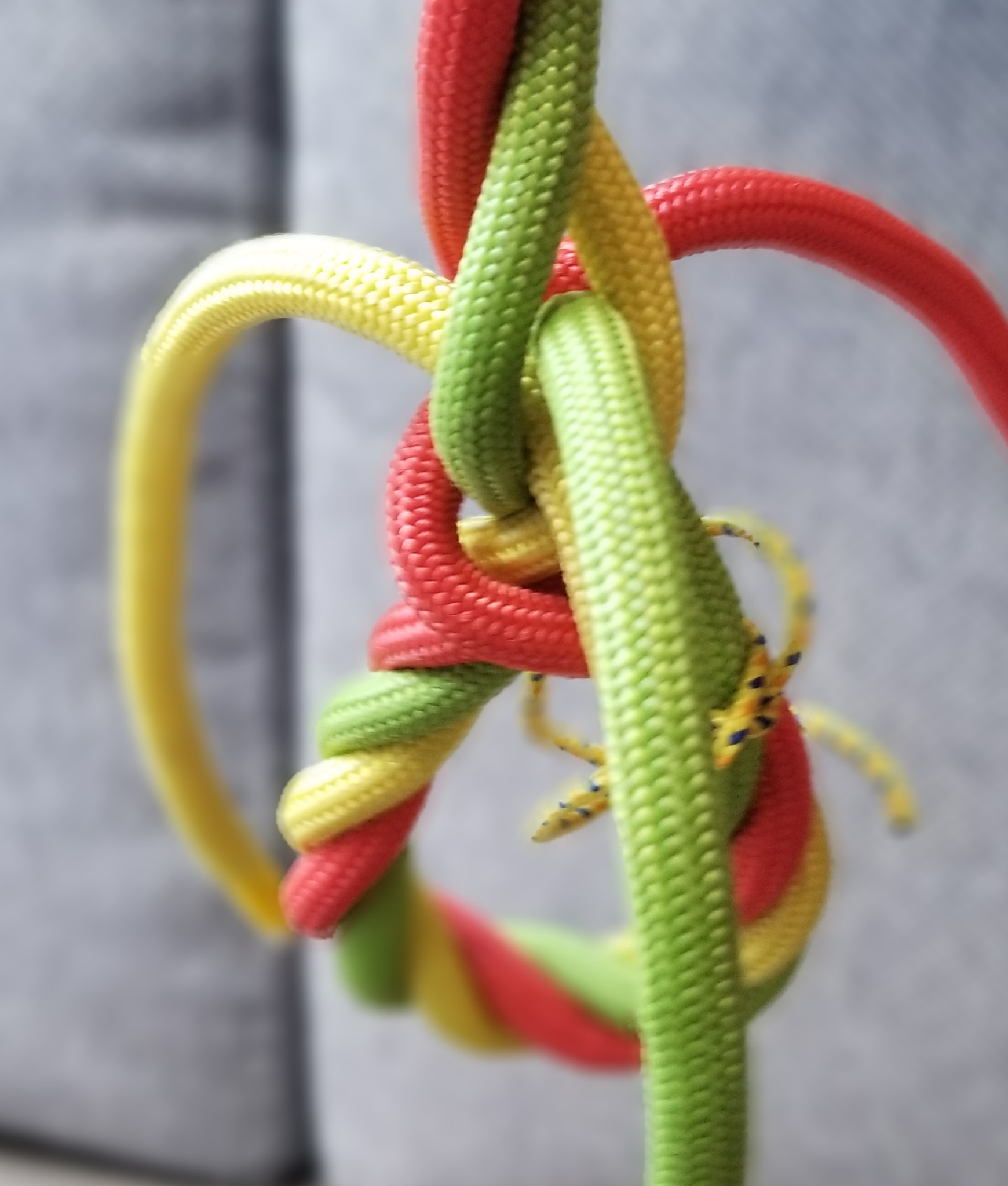
Zur Kontrolle: Der Austritt der Kardeele muss auf einer Ebene sein. Dies ist jetzt einmal gesteckt.
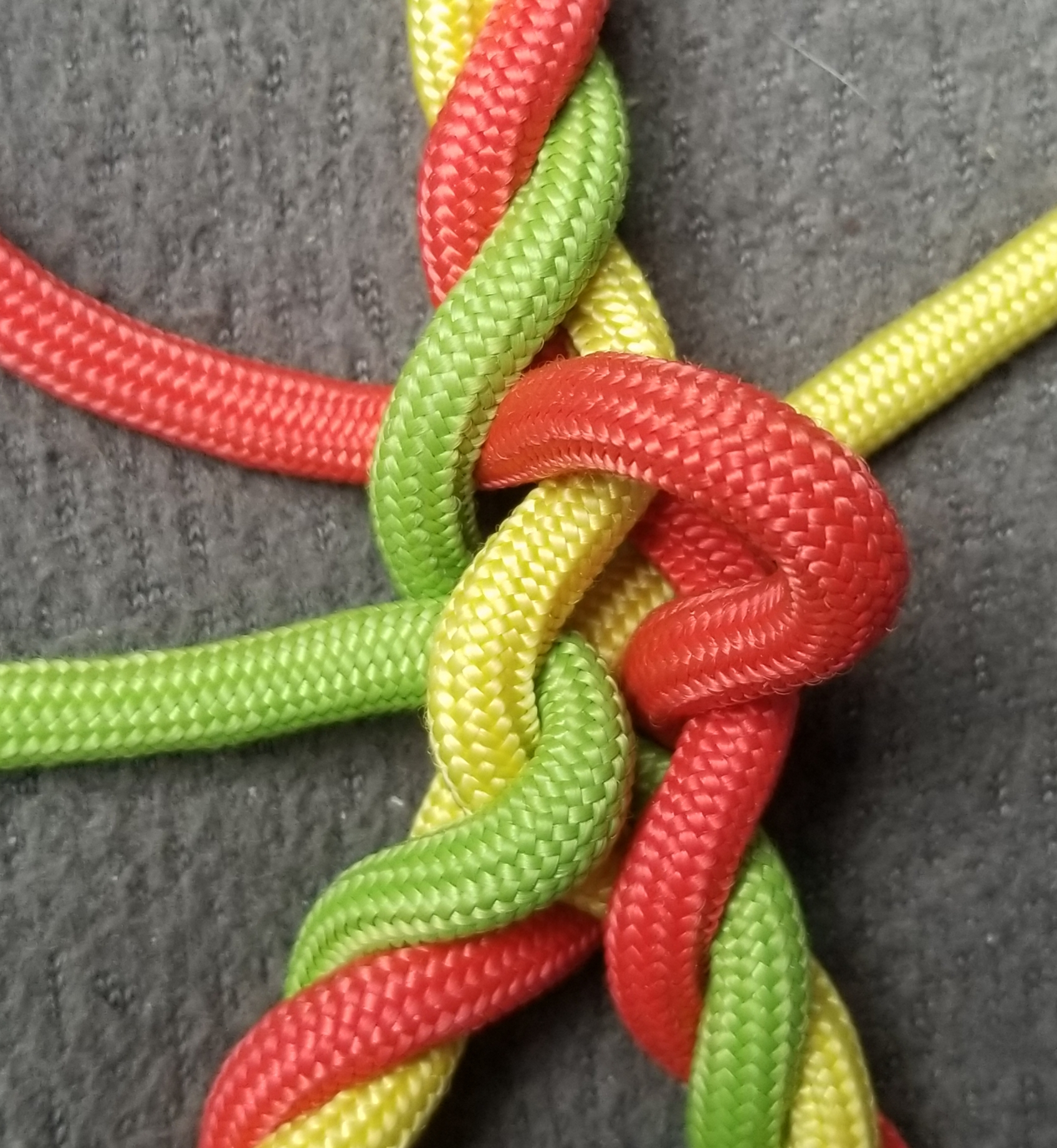
Alle Kardeele werden noch einmal gegen den Schlag von rechts nach links über und unter durchgesteckt. Dabei muss beachtet werden, dass man über und unter die Stränge steckt, die von dem gedrehten Strang kommen und man nicht versehentlich durch die schon gesteckten Kardeele führt. Zuerst mit rot über gelb und unter grün.
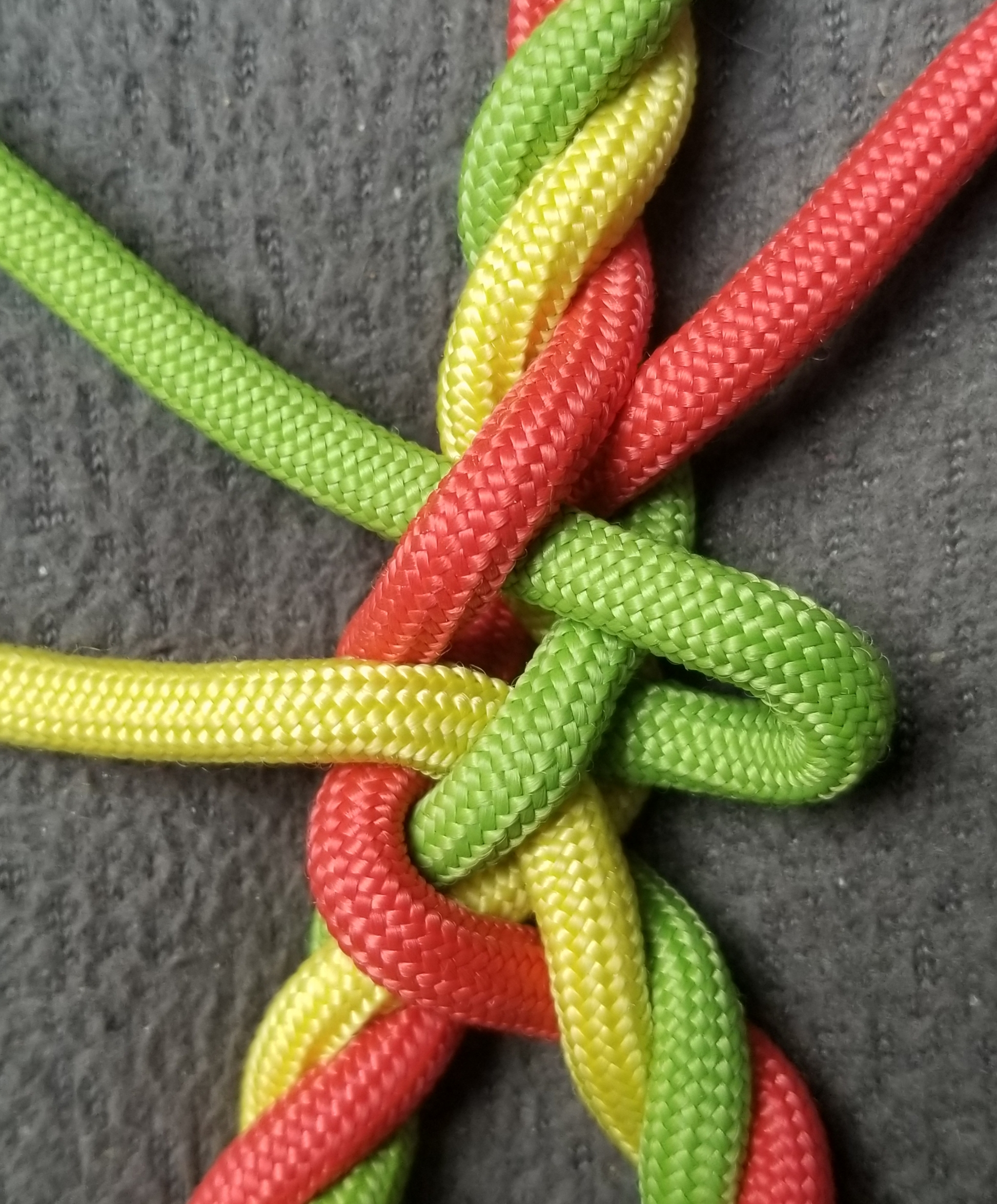
Dann mit grün über grün und unter rot.
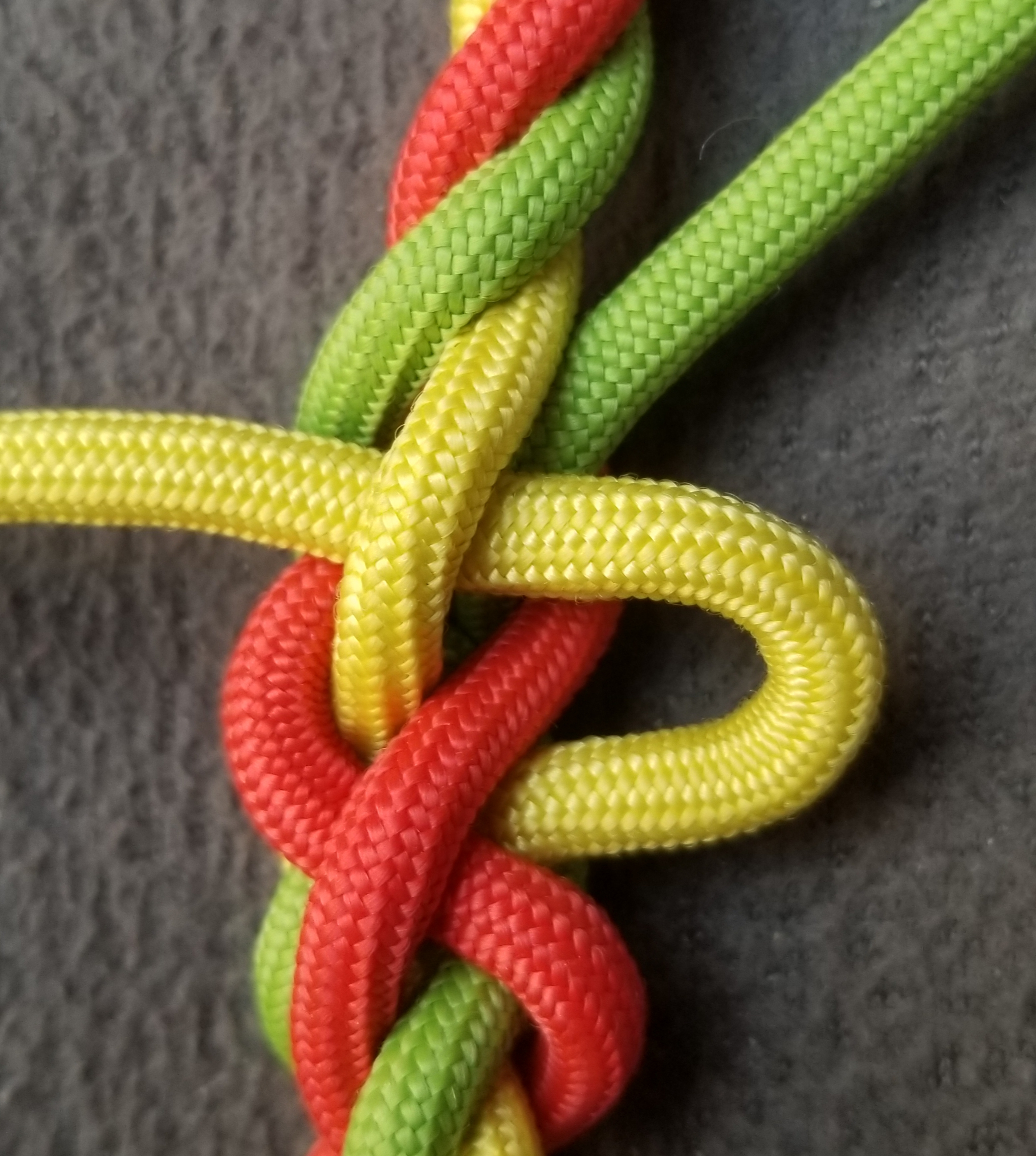
Das Auge noch einmal umgedreht und mit Gelb über Rot und unter Gelb.
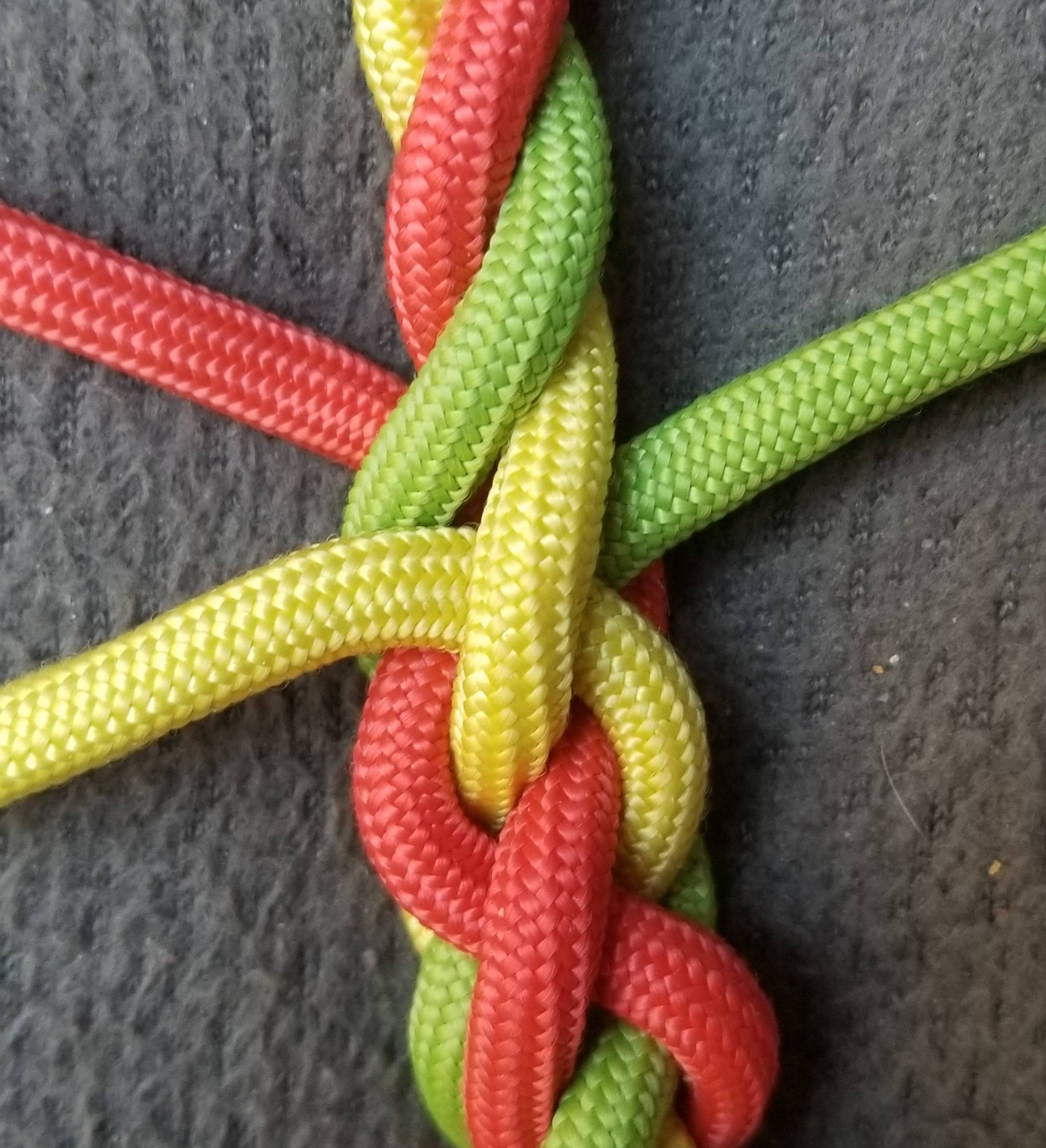
Der zweite Einsteckvorgang ist fertig.
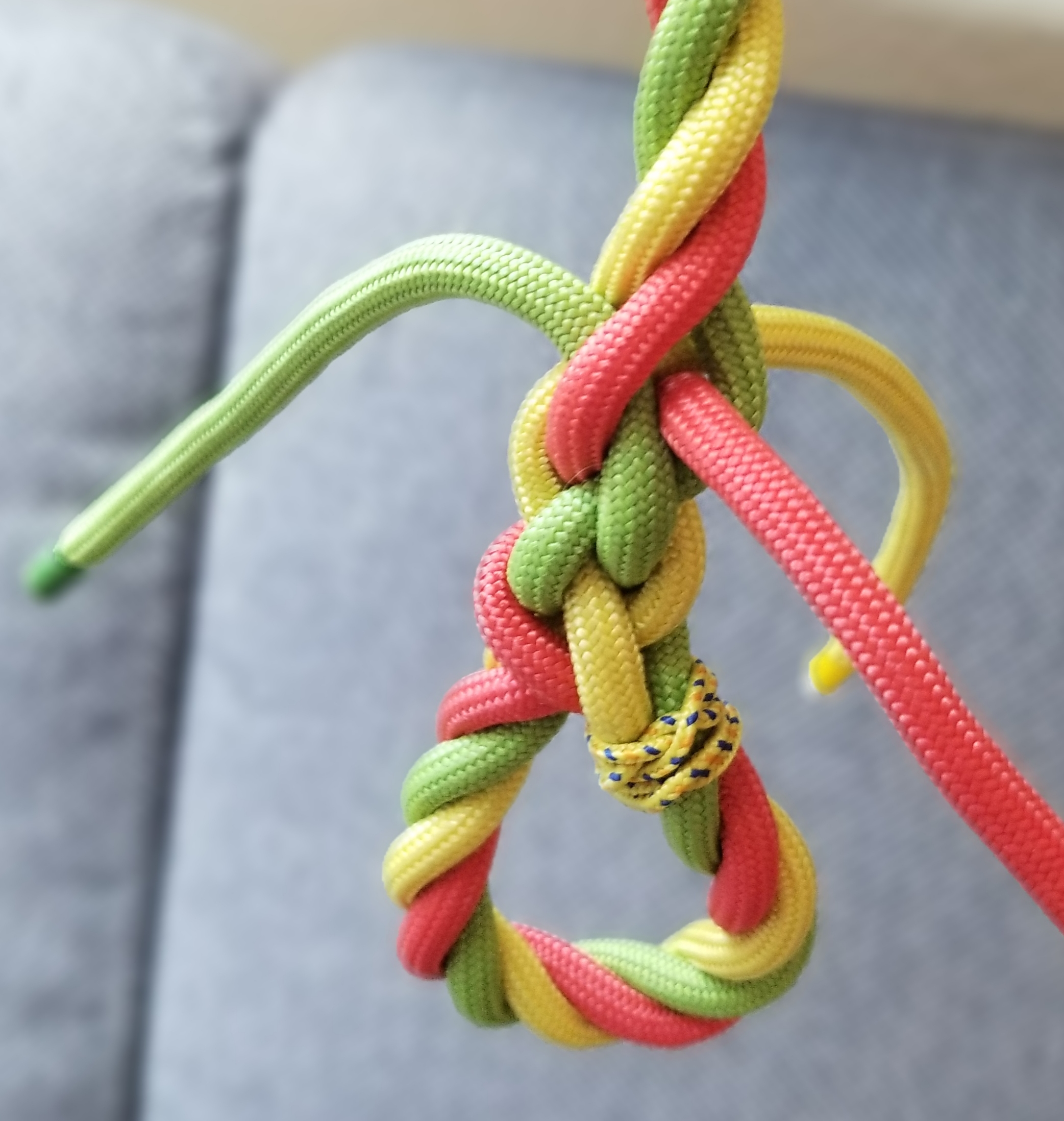
Nochmal kontrollieren, ob die Kardeele auf einer Ebene herauskommen.
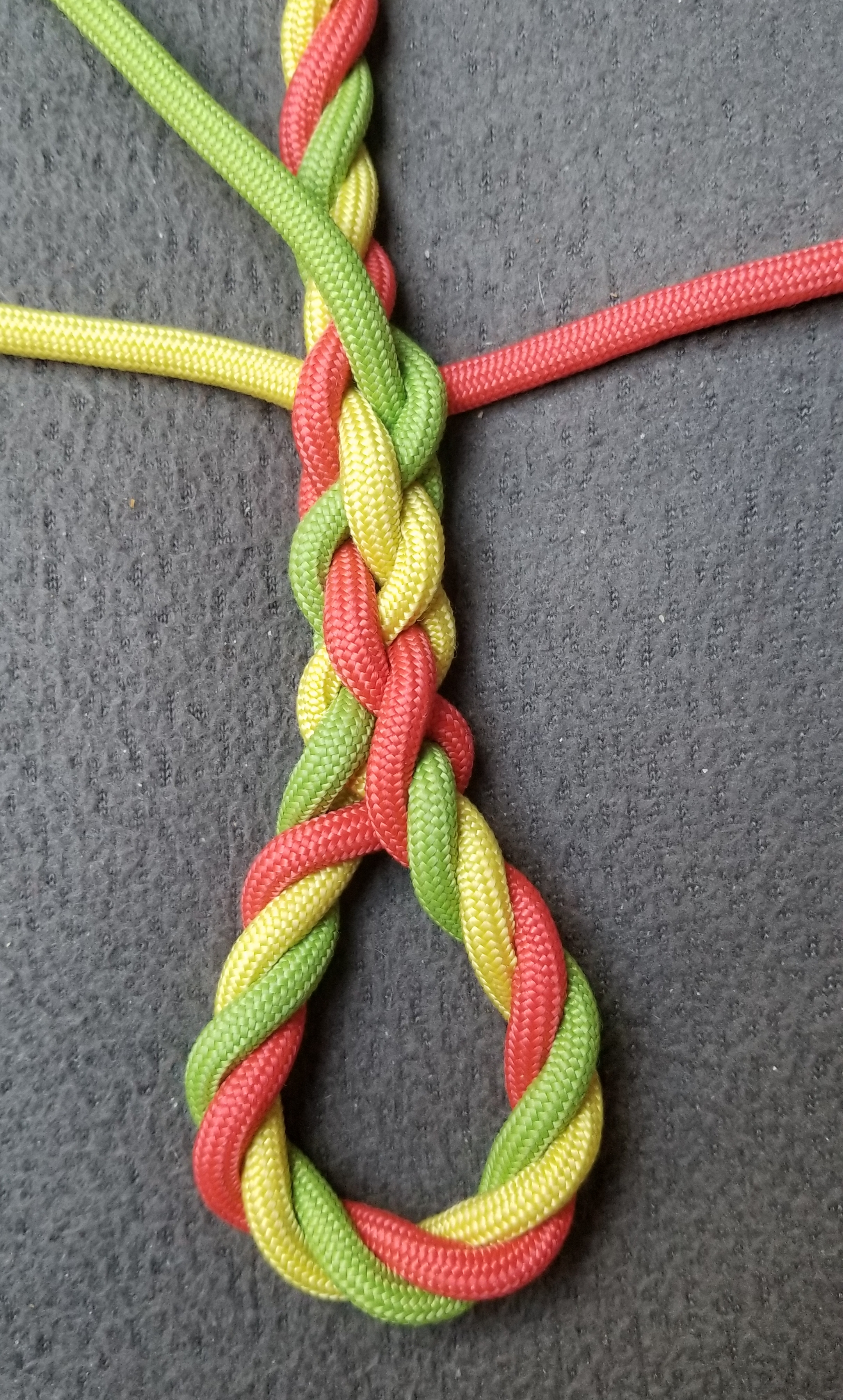
Noch ein drittes Mal gesteckt. Es wird alles noch einmal ordentlich dichtgeholt und die Enden der Kardeele können dann abgeschnitten werden.
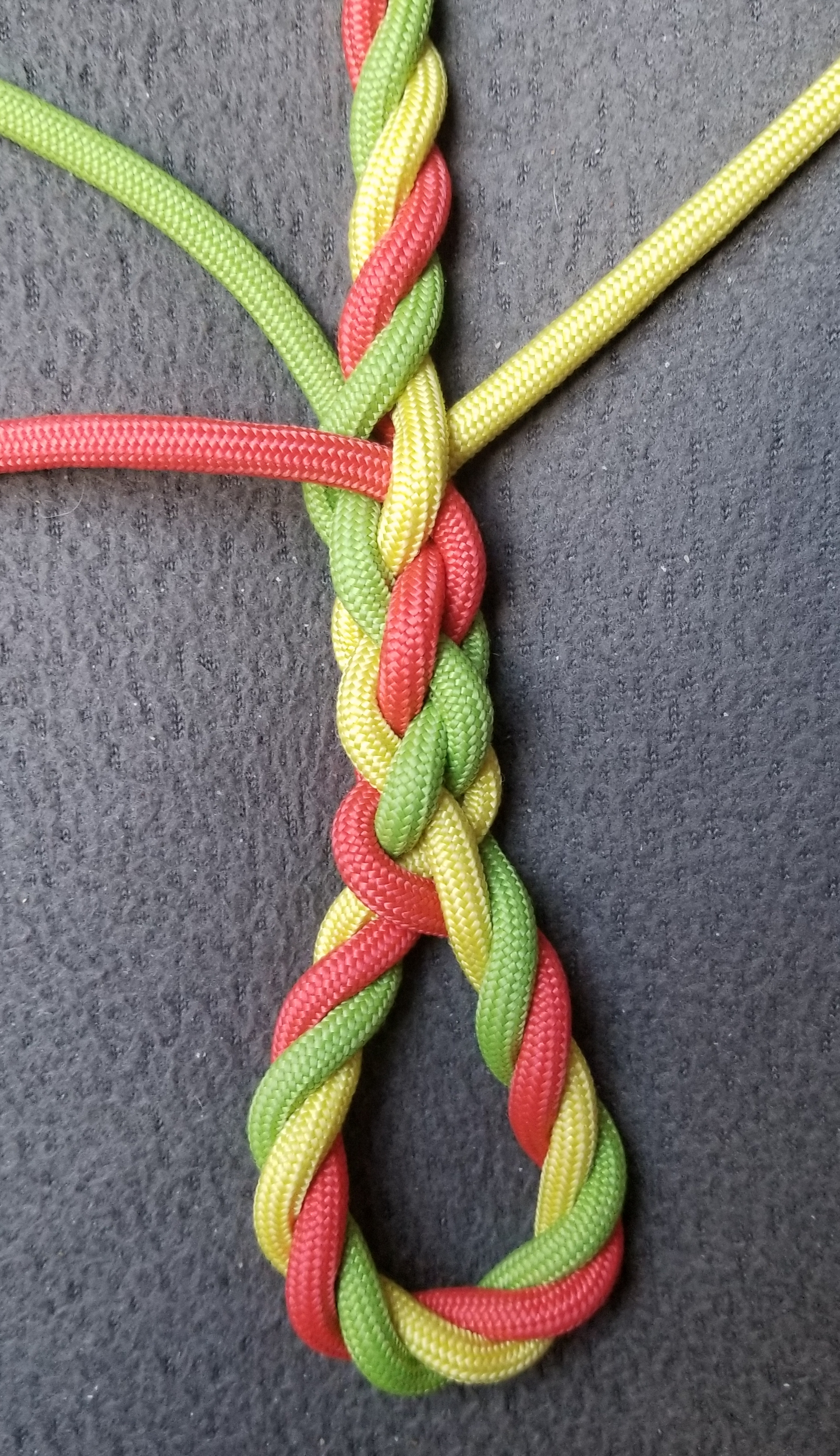
Ansicht von der anderen Seite.

### Seemannsaugspleiß nach Darcy Lever
Es folgt der Darcy Levers Seemannsaugspleiß aus „Sheet Anchor“ (1808). ABOK #2727

Es ist ähnlich wie der obige Seemannsaugspleiß, aber das linke (rote) Kardeel wird zwei Mal durchgesteckt, um es obwohl weiter unten angefangen, auf die gleiche Ebene zu bringen.

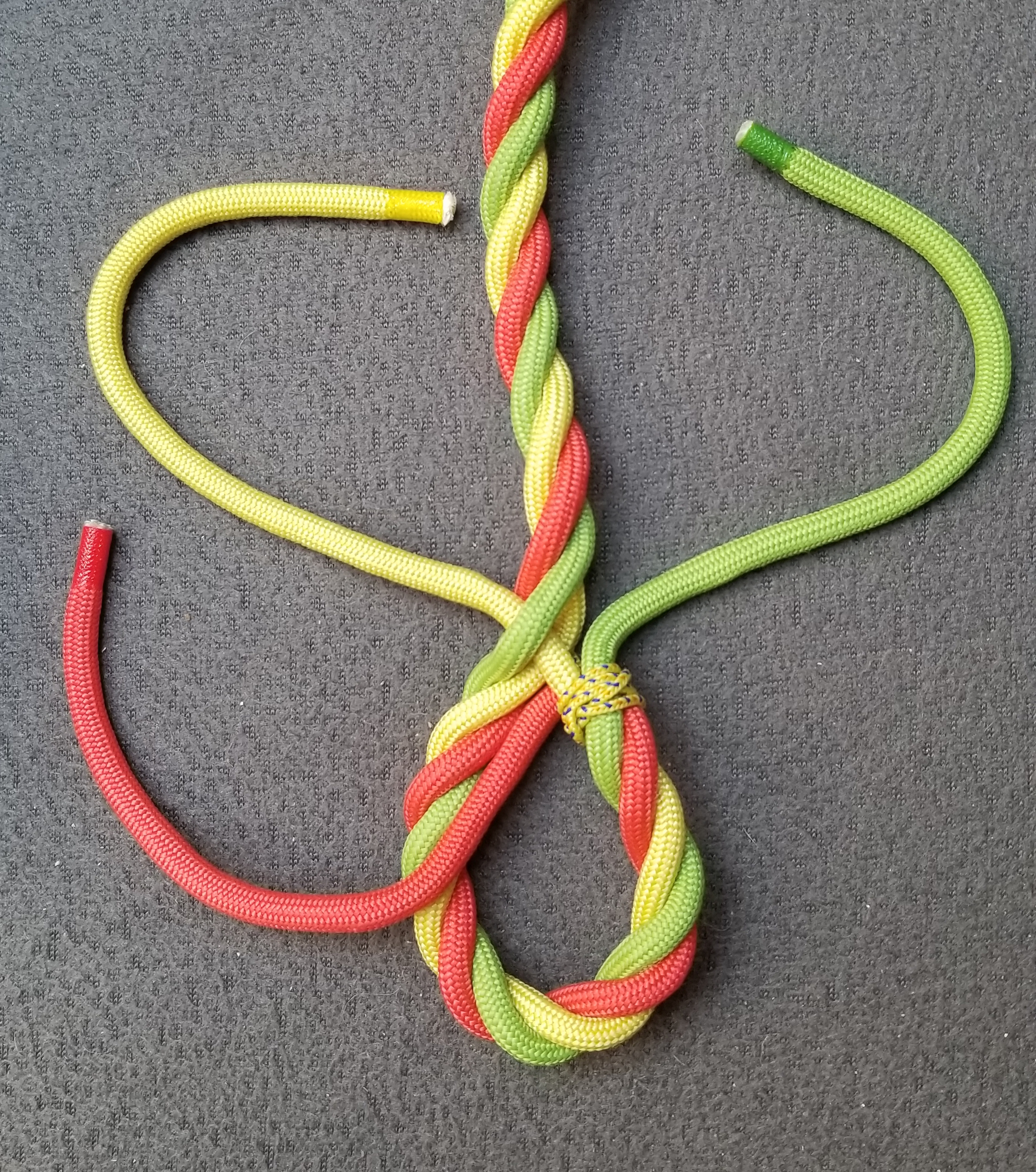
Man beginnt wie beim obigen Seemannsaugspleiß.
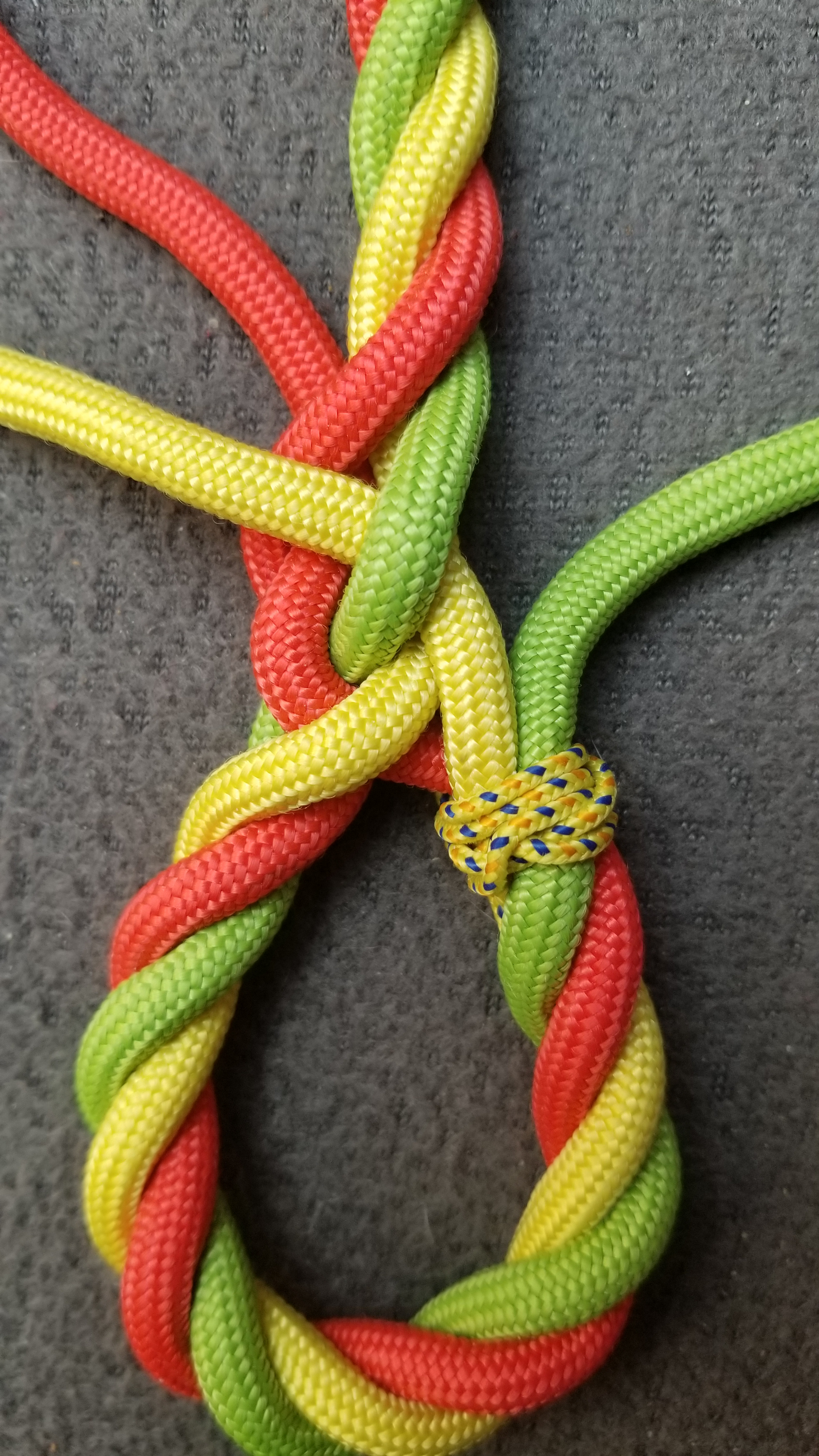
Aber das rote Kardeel wird zwei Mal durchgesteckt. Zuerst unter gelb und dann über grün und unter rot.
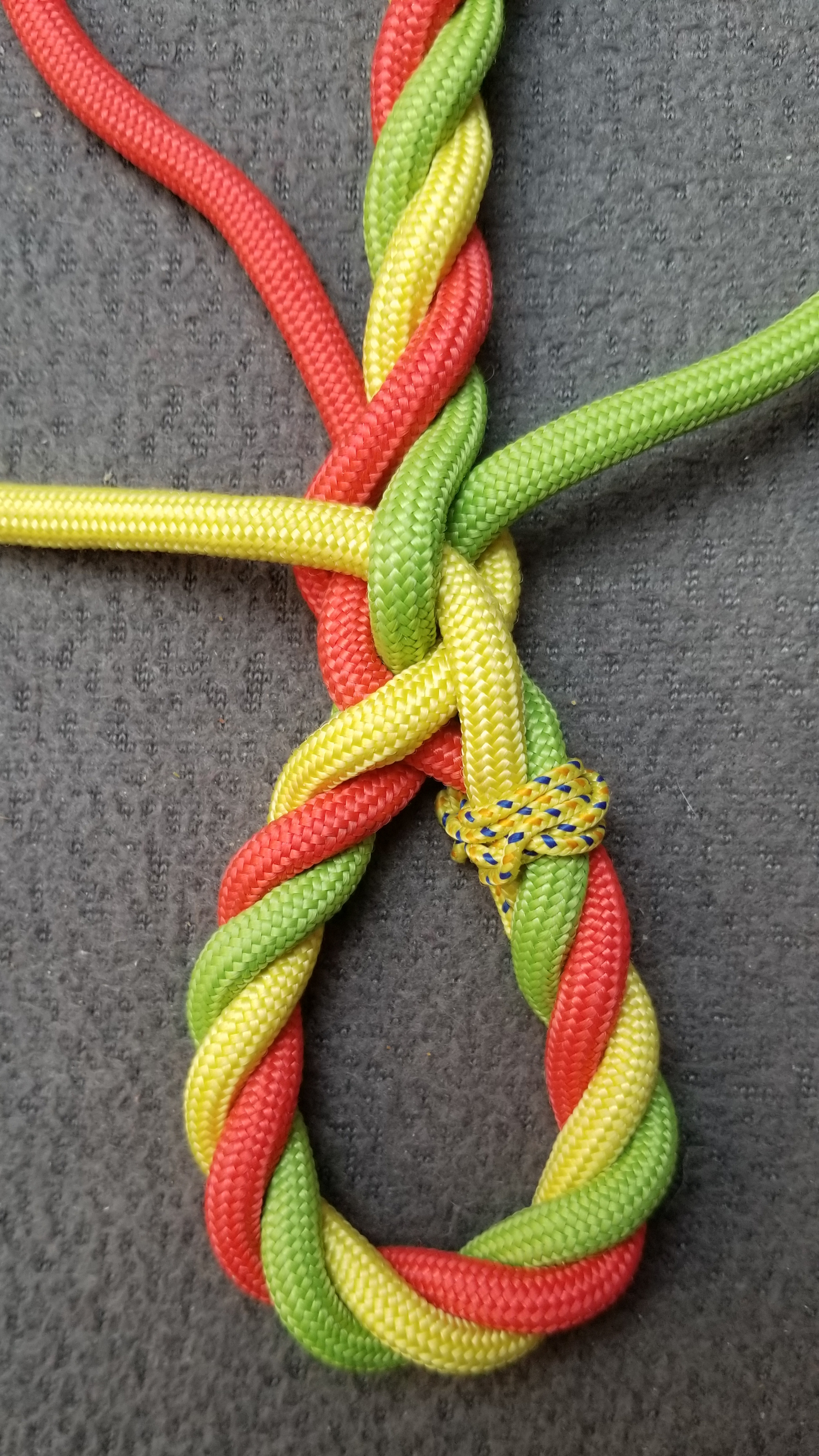
Dann wird noch das grüne Kardeel durchgesteckt.
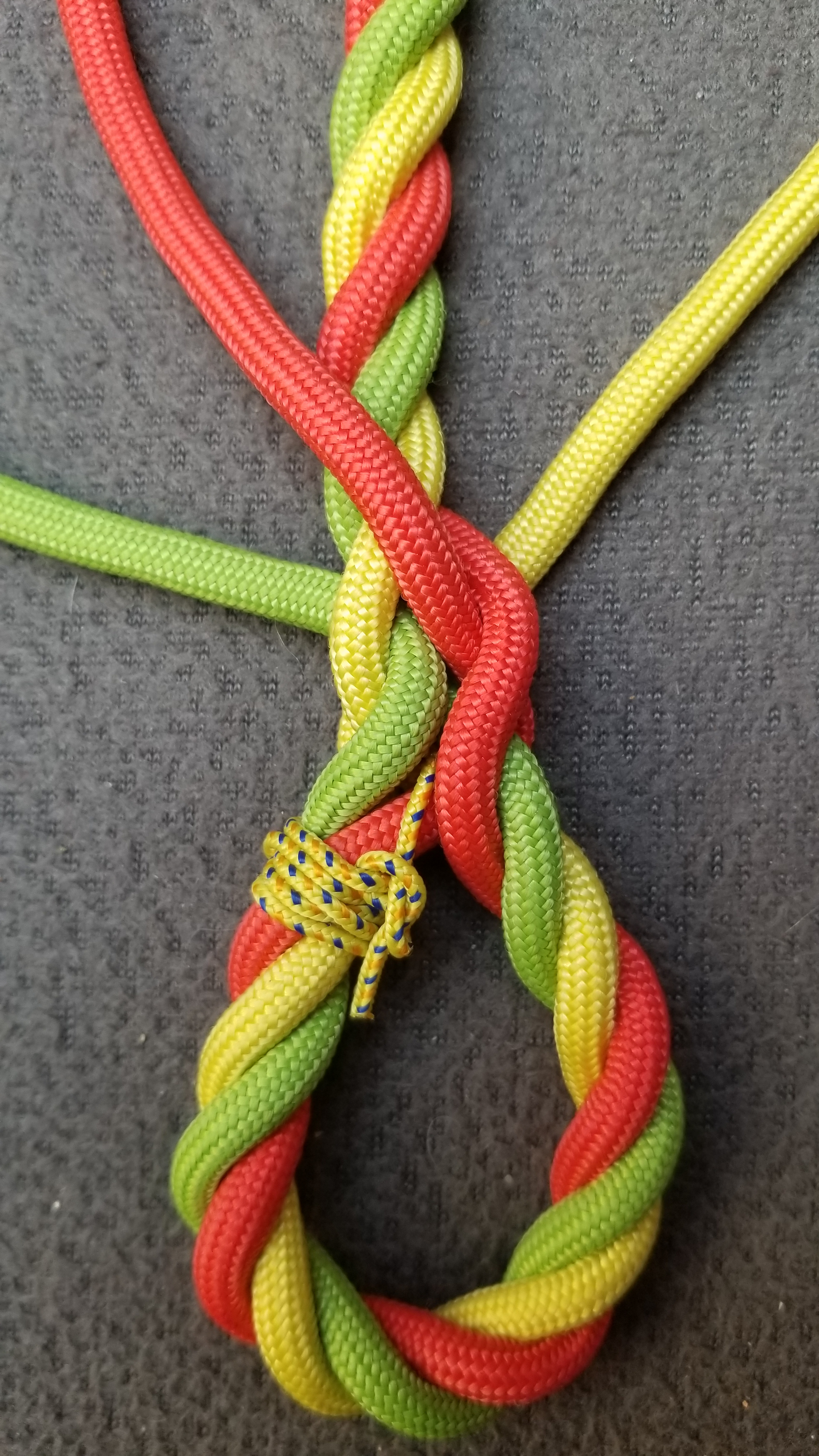
Rückseite des ersten Durchsteckens.
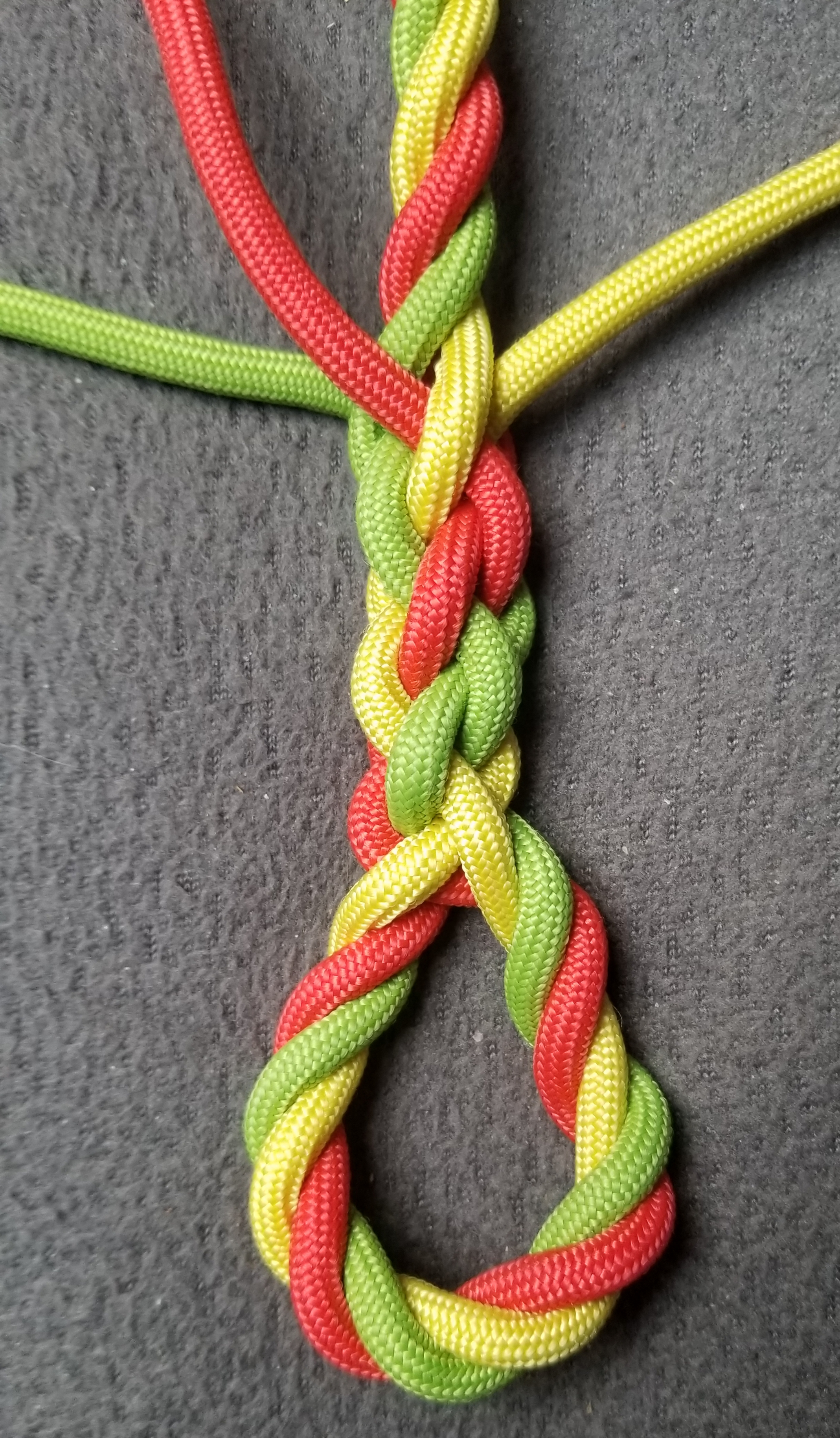
Insgesamt dreimal durchgesteckt.
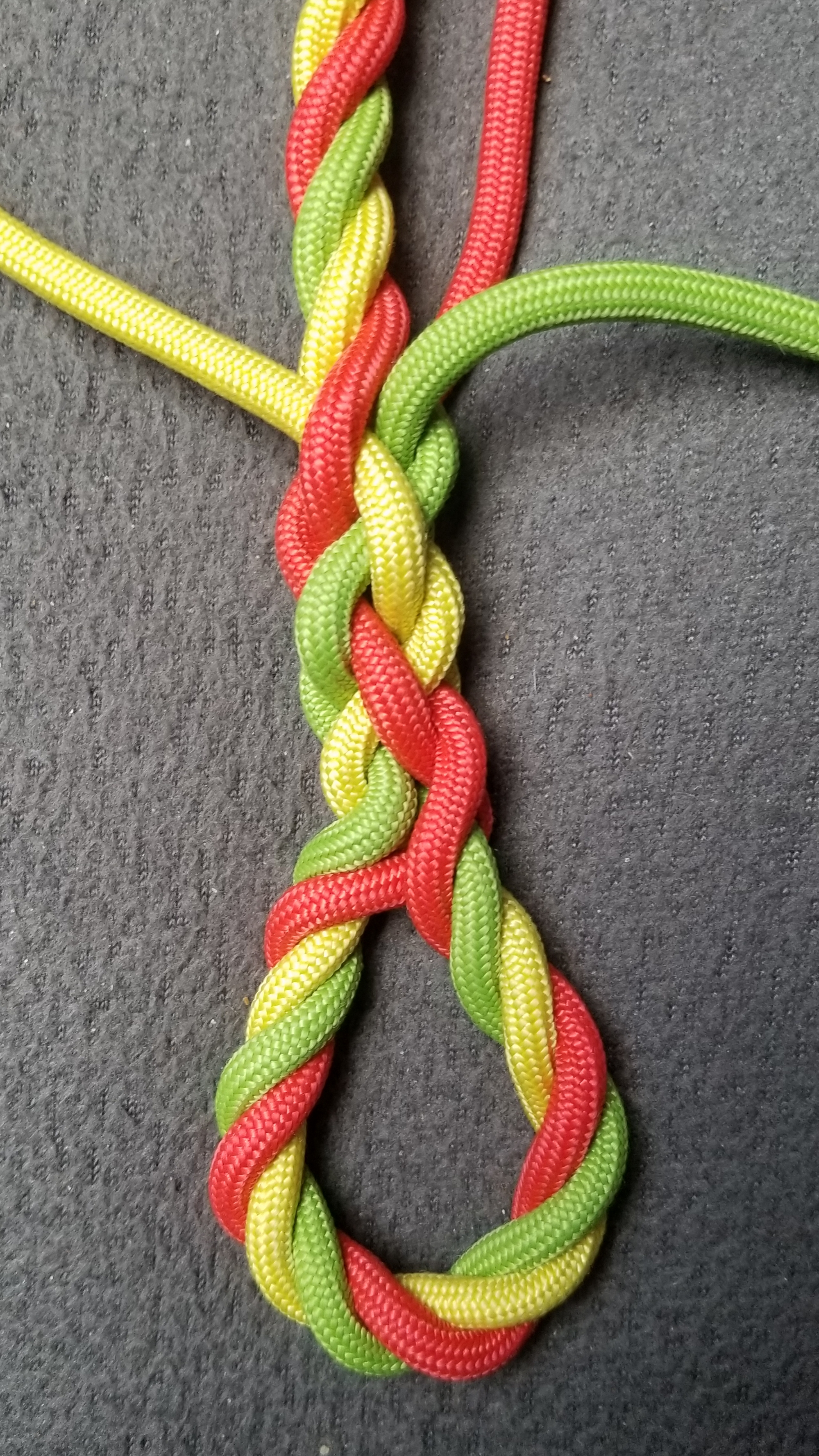
Ansicht der anderen Seite.

### Augspleiß nach Ashley (2734)
Ein Augspleiß von ABOK #2734

Dieser Augspleiß ist einer von Ashleys Versuchsaugen, die aufzeigen sollen, dass es nur mit drei Kardeelen noch viele verschiedene Möglichkeiten gibt, um einen Spleiß anzufangen.

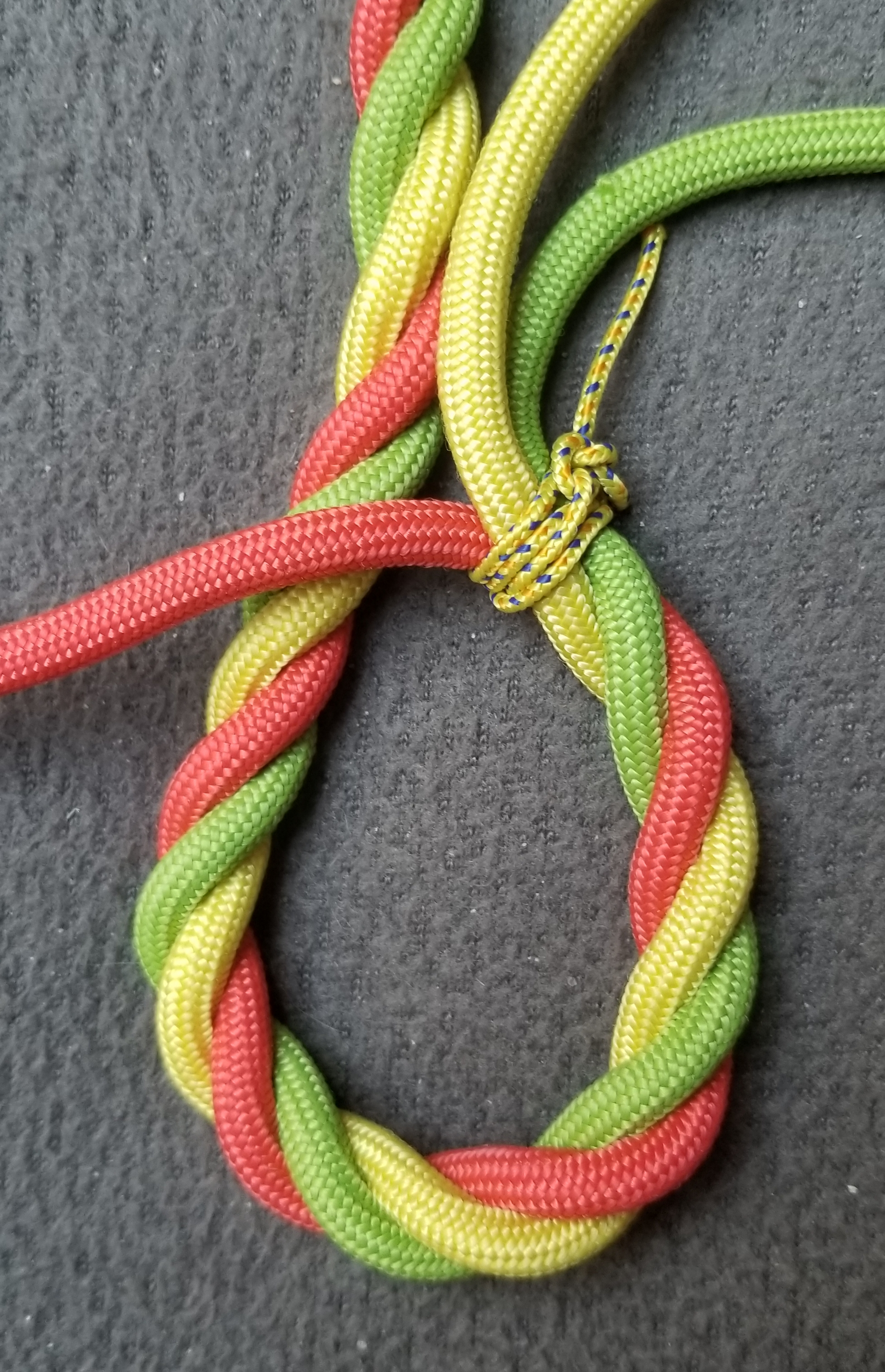
Die Kaardele werden vorbereitet.
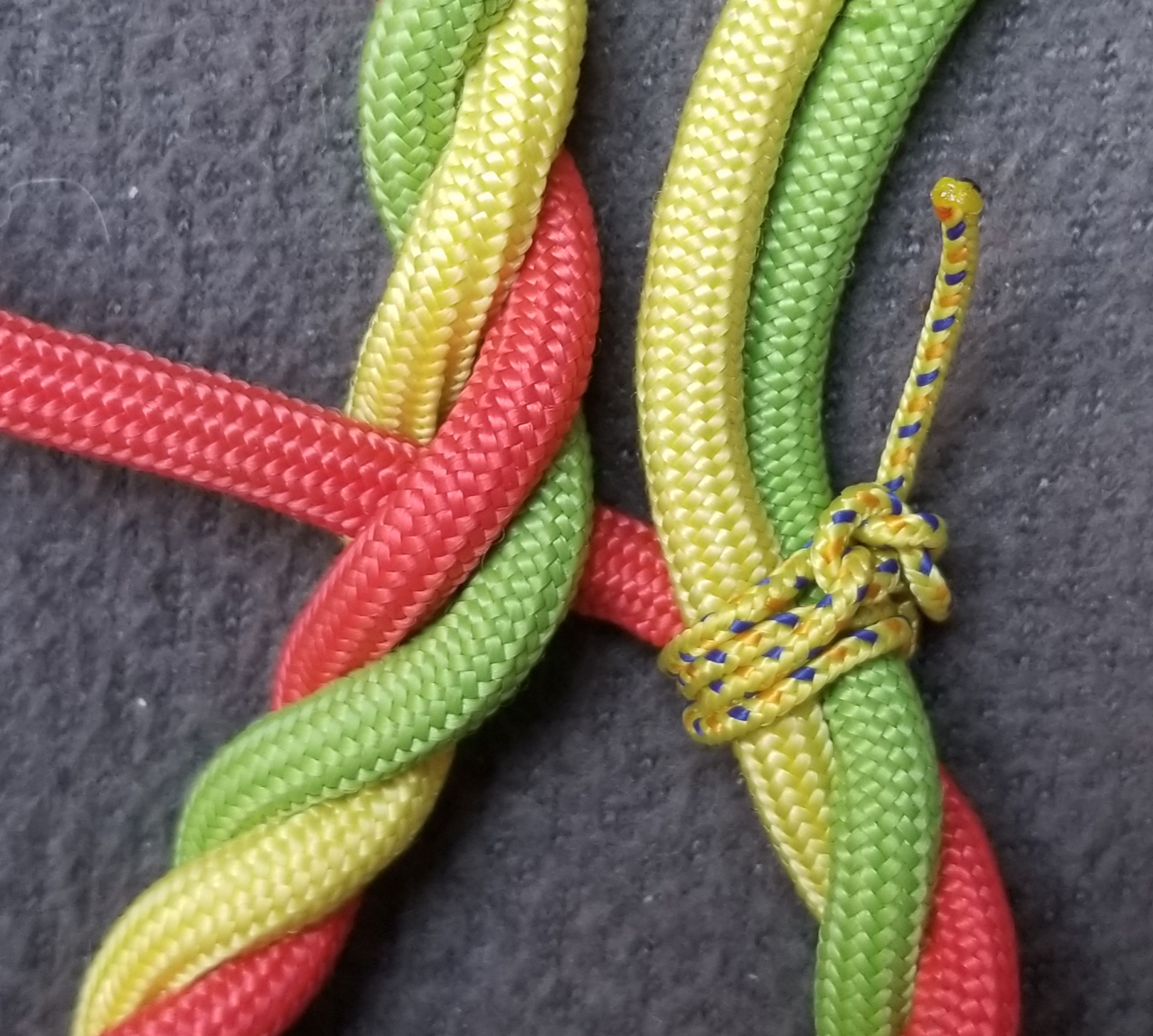
Das untere Kaardel (hier rot) wird vor rechts nach links unter zwei Kaardele der stehenden Part (hier grün und rot) geführt.
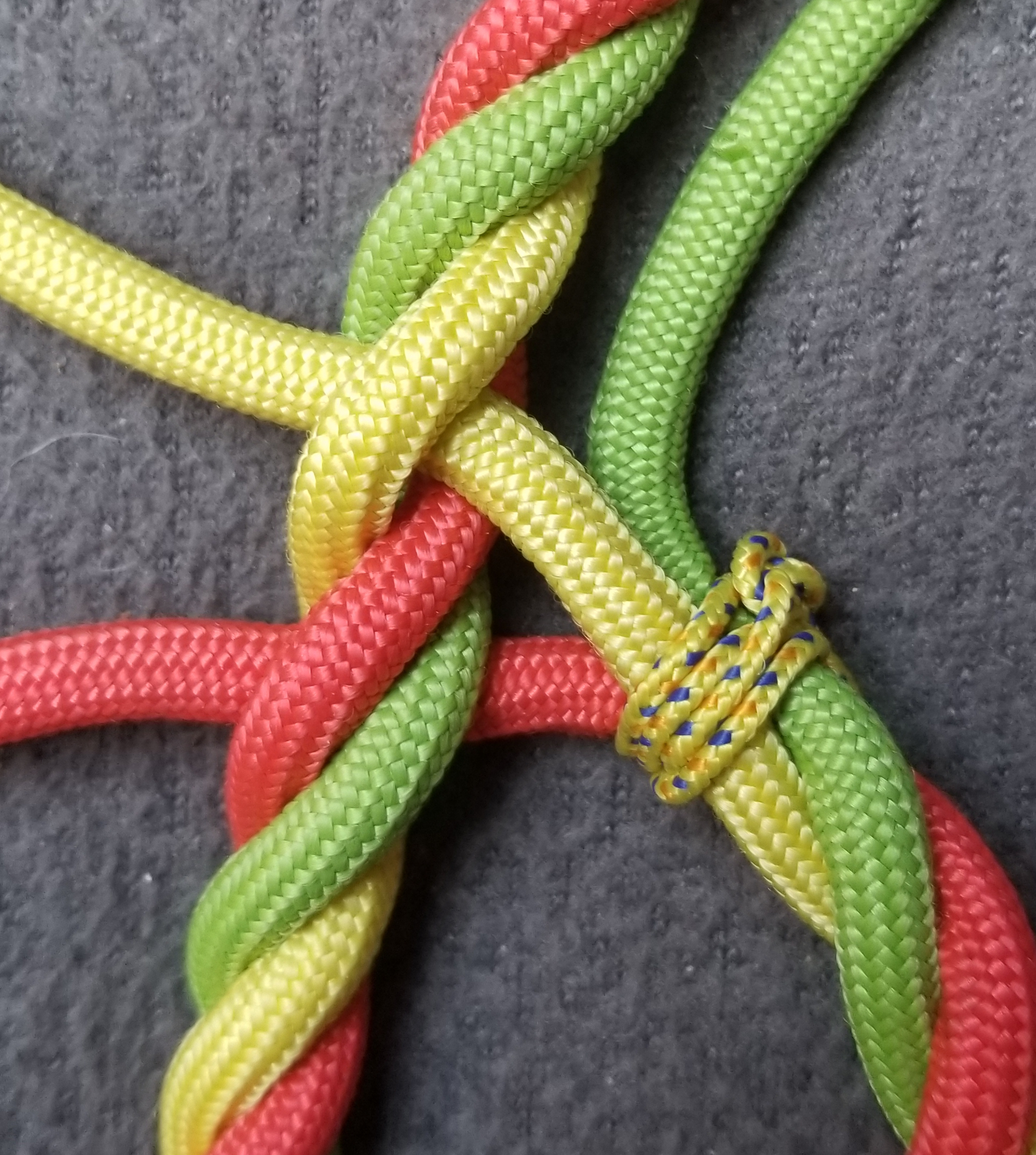
Das linke Kaardel (gelb) wird unter das gelbe Kaardel gesteckt.
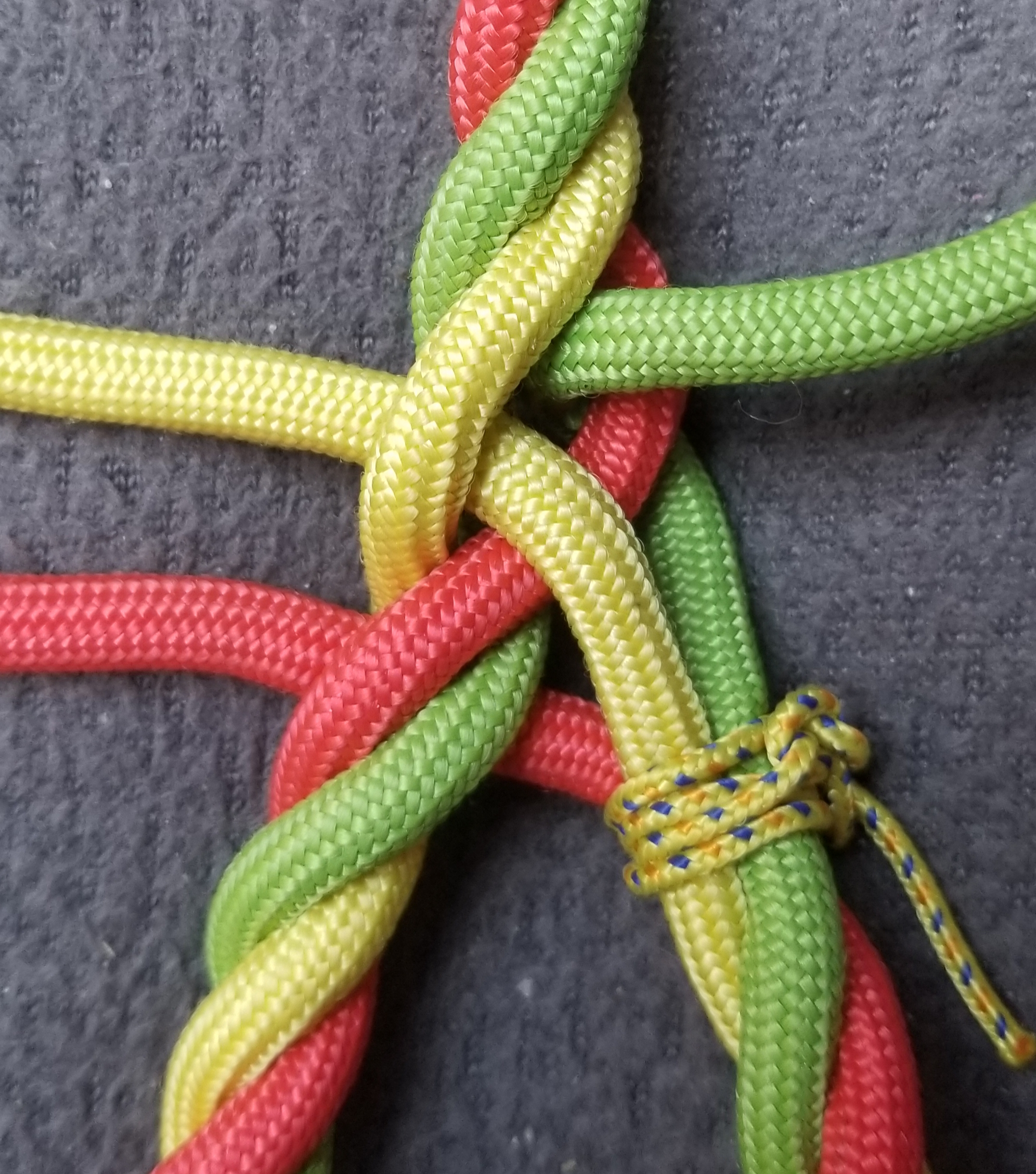
Das grüne Kaardel wird ebenfalls von links nach rechts unter das rote Kaardel durchgeführt.
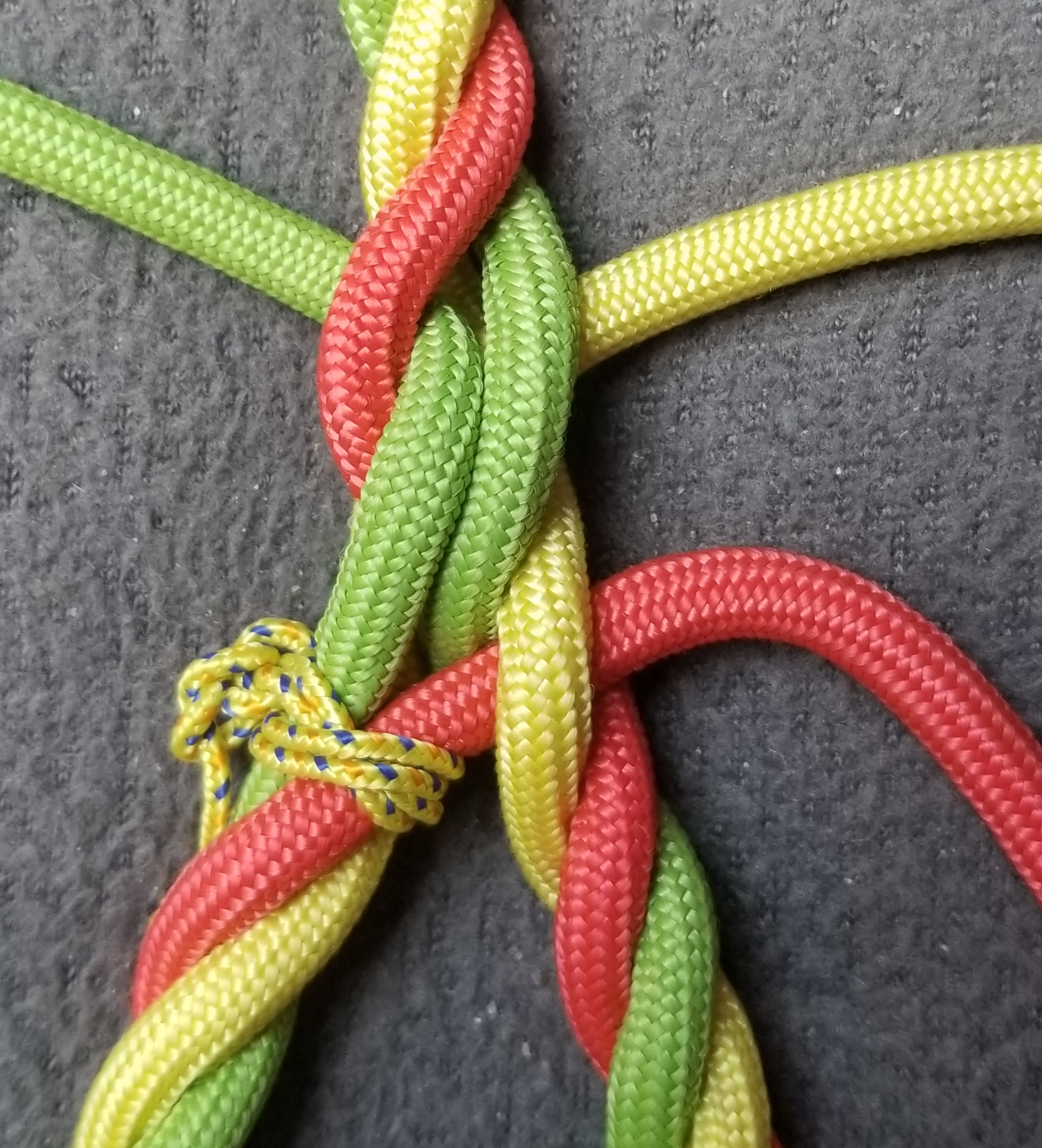
Nun wird das Auge herumgedreht.
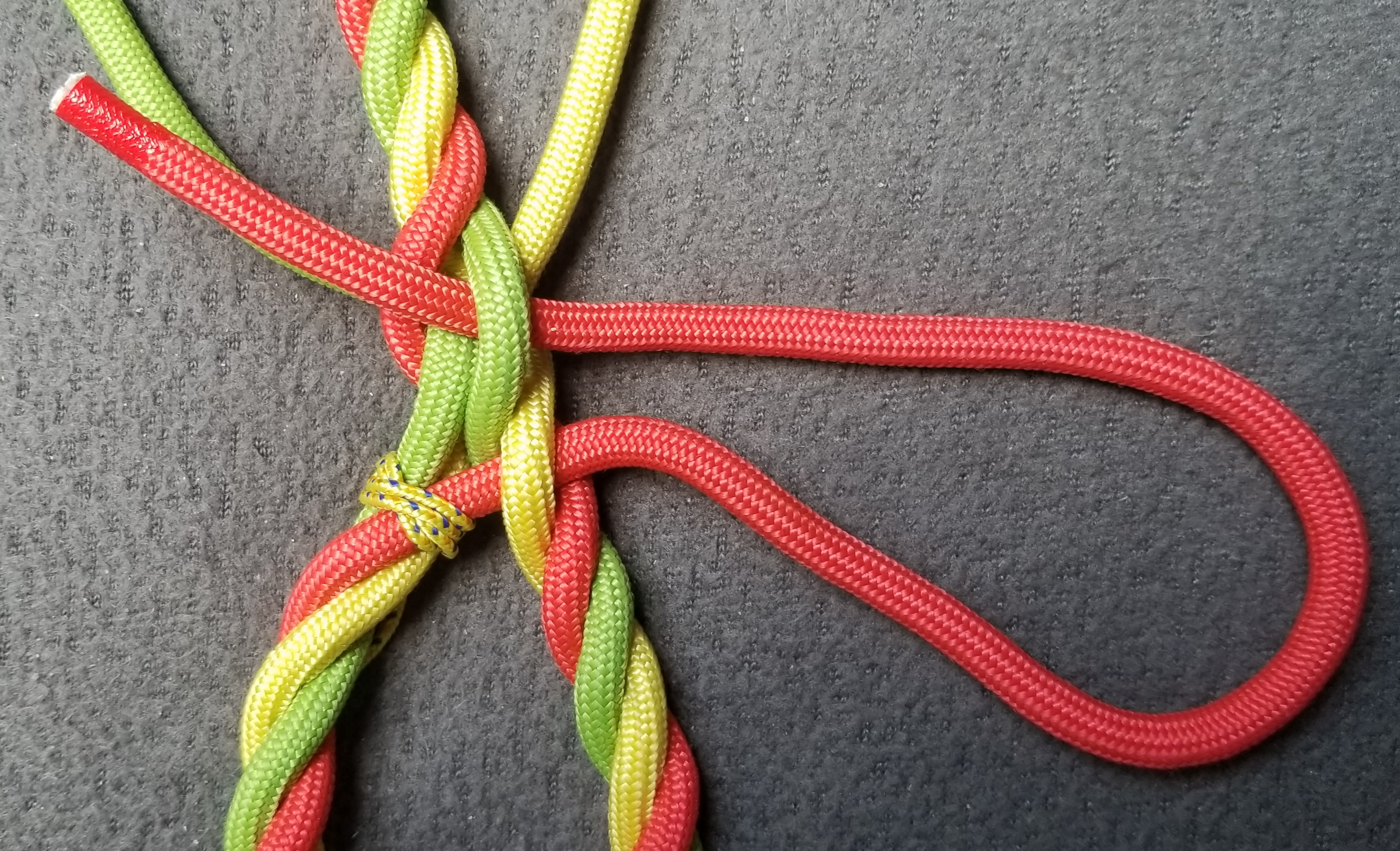
Das oben liegende Kaardel (rot) wird unter das grüne Kaardel der stehenden Part gesteckt, damit dann die Kaardele auf einer Ebene liegen.
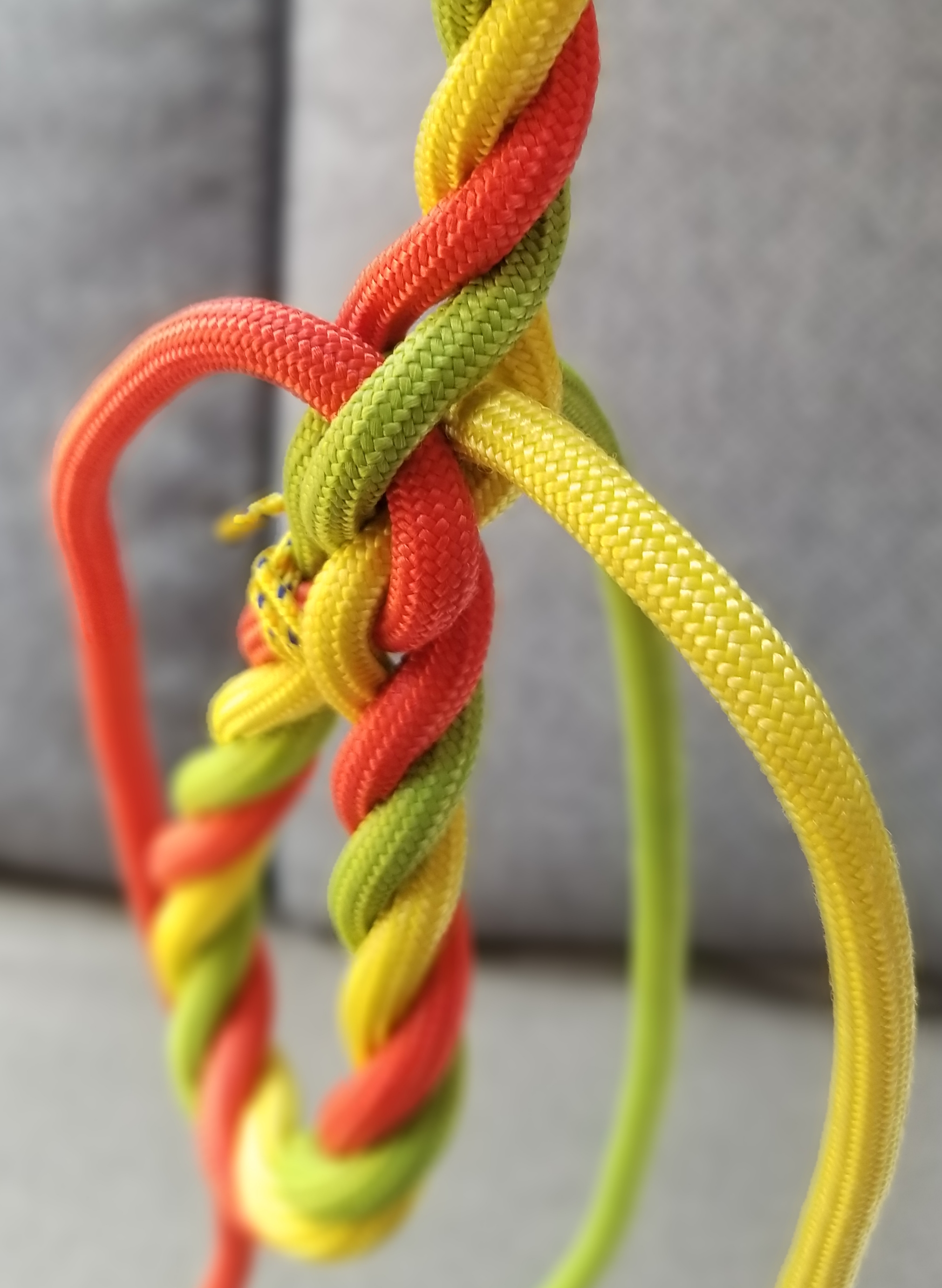
Zur Kontrolle, alle Kaardele kommen auf einer Ebene heraus.
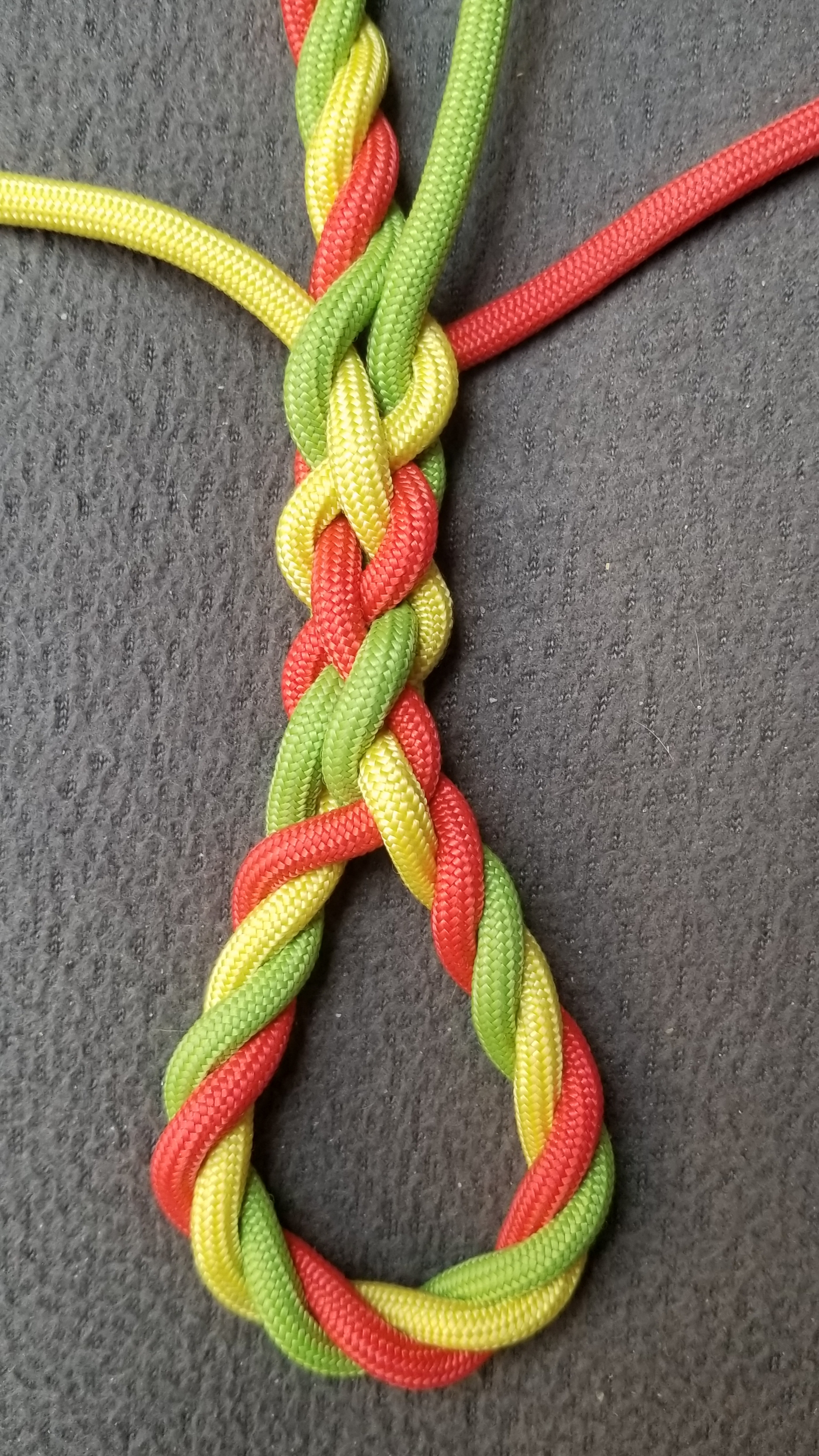
Noch zwei Einsteckvorgänge und der Augspleiß ist insgessamt dreimal eingesteckt.
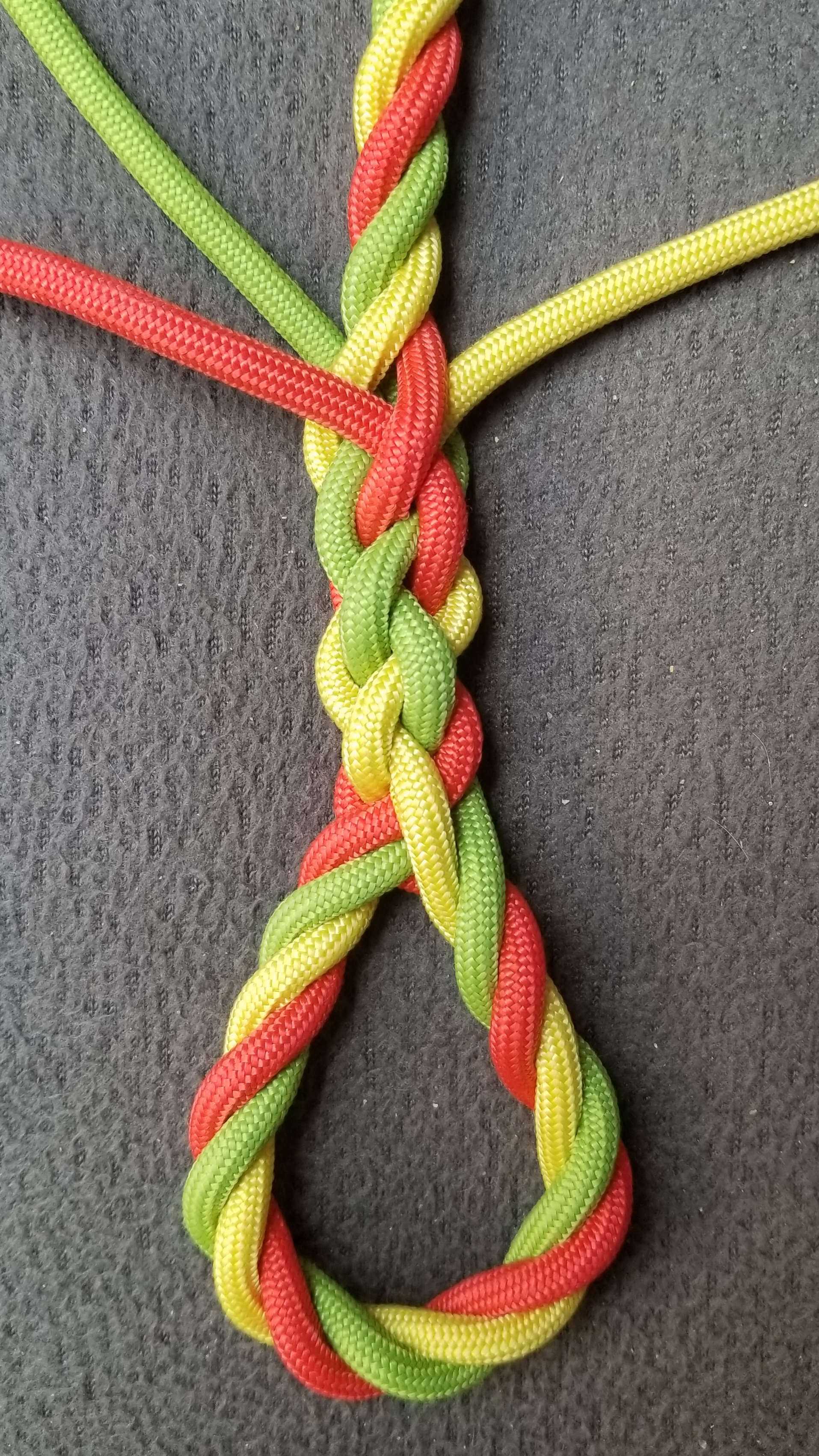
Ansicht von der anderen Seite.

### Augspleiß nach Ashley (2735)
Es folgt ein Augspleiß von ABOK #2735

Dieser Augspleiß ist einer von Ashleys Versuchsaugen, die aufzeigen sollen, dass es nur mit drei Kardeelen noch viele verschiedene Möglichkeiten gibt, um einen Spleiß anzufangen.
Dieser Augspleiß zeigt eine gute Führung

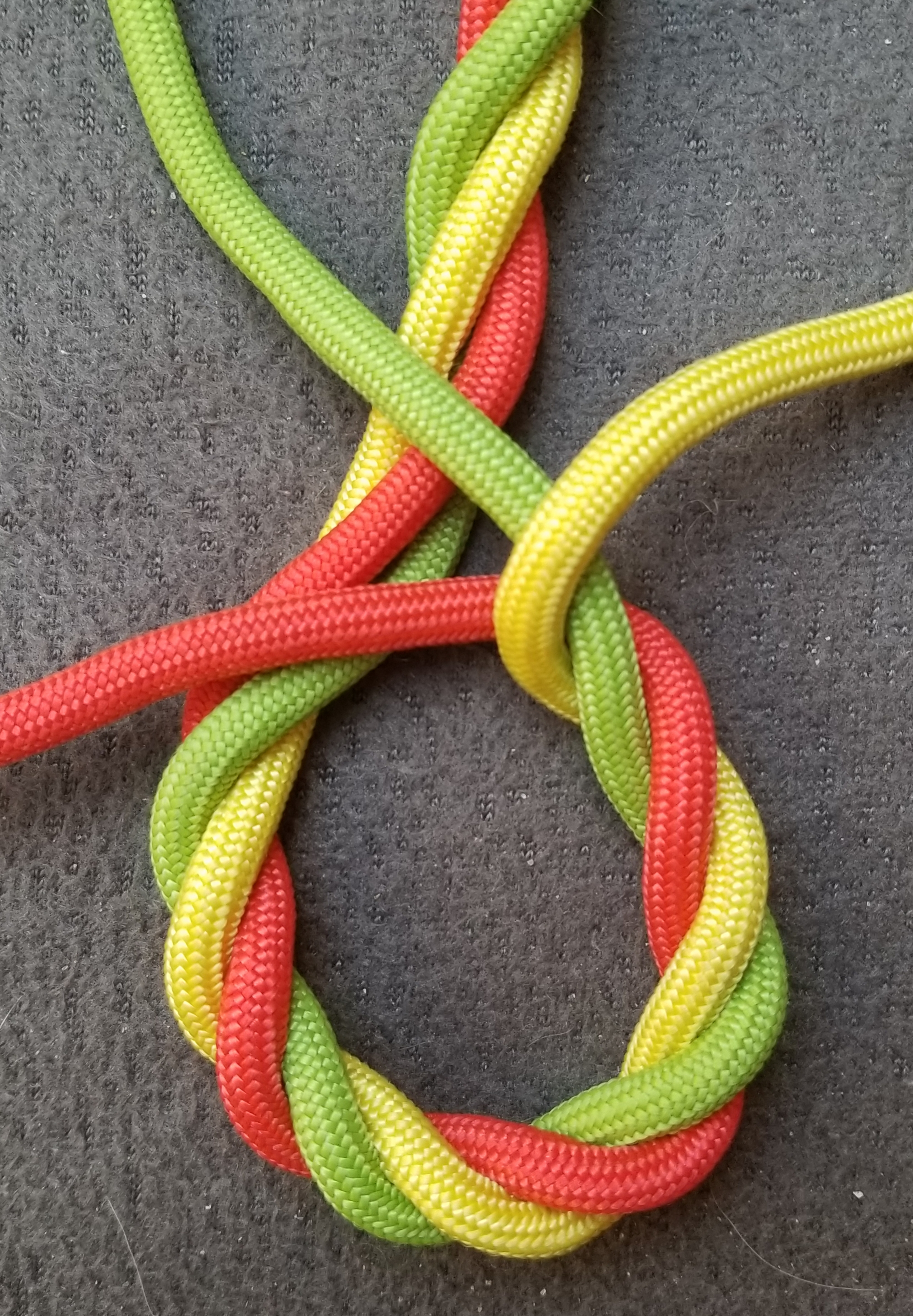
Das Auge wird in der benötigten Größe gebildet, indem man das mittlere Kardeel (hier grün) über die Stelle der Part legt, an der es dann eingezogen wird.
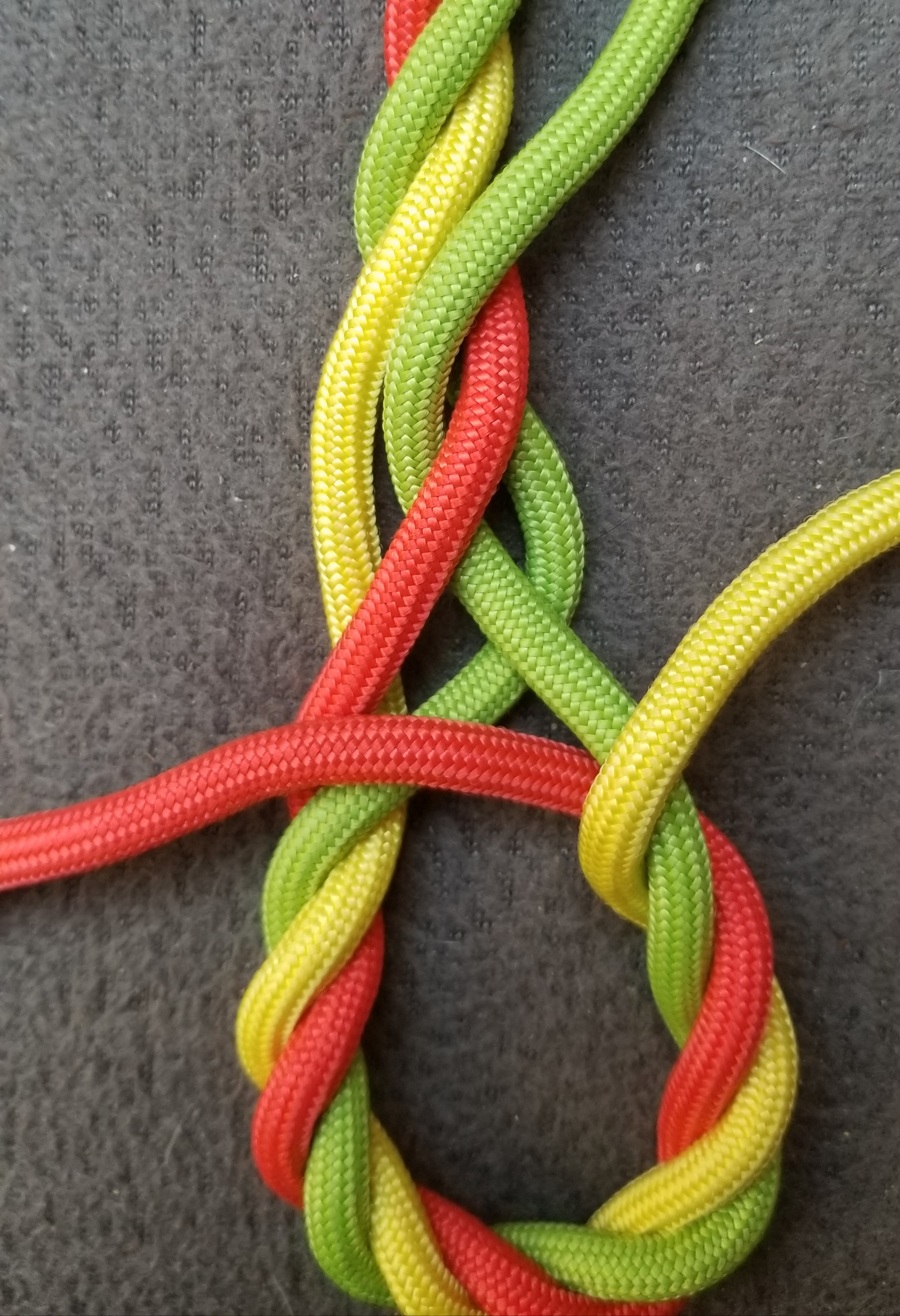
Nun führt man das mittlere grüne Kardeel über das rechte Kardeel (grün) der unten liegenden Part und unter das dort oben liegende Kardeel (rot).
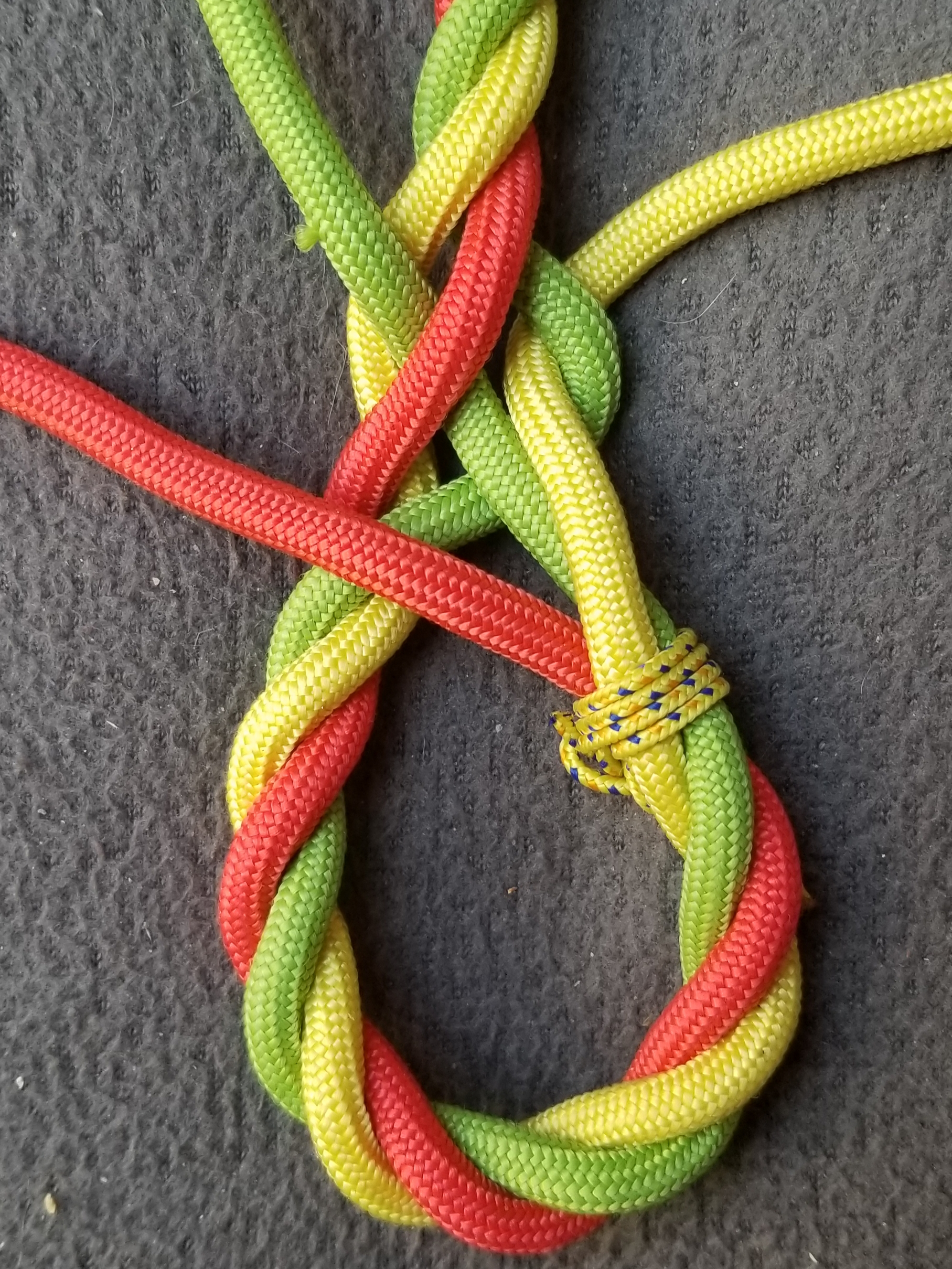
Dann das rechts liegende rechte Kardeel (gelb) vn oben durch das unten liegende rechte Kardeel (grün).
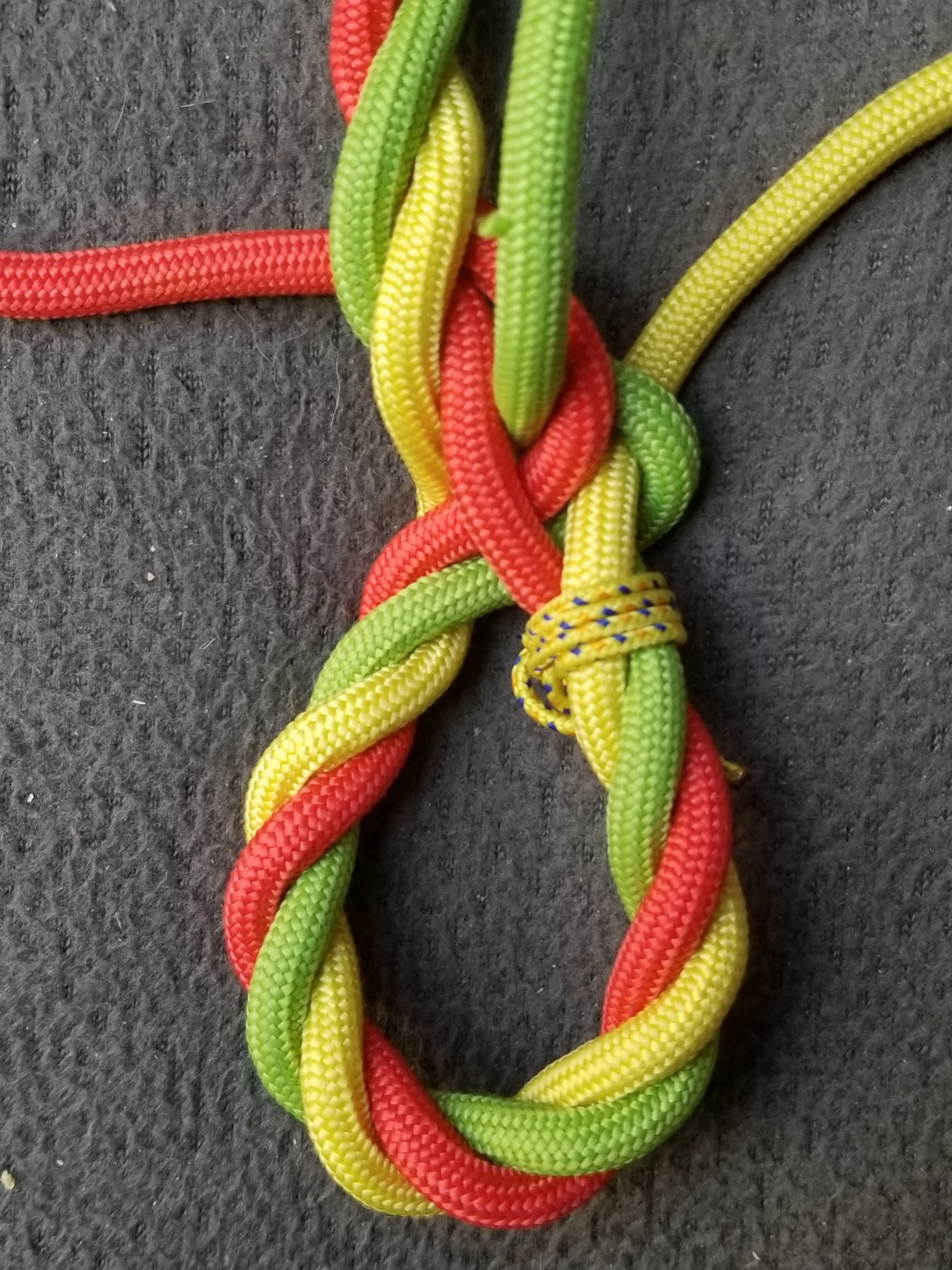
Anschließend das linke Kardeel (rot) über die unten liegenden Kaardeele (grün und rot) und unter das gelbe und grüne Kaardel. Der erste Einsteckvorgang ist fertig.
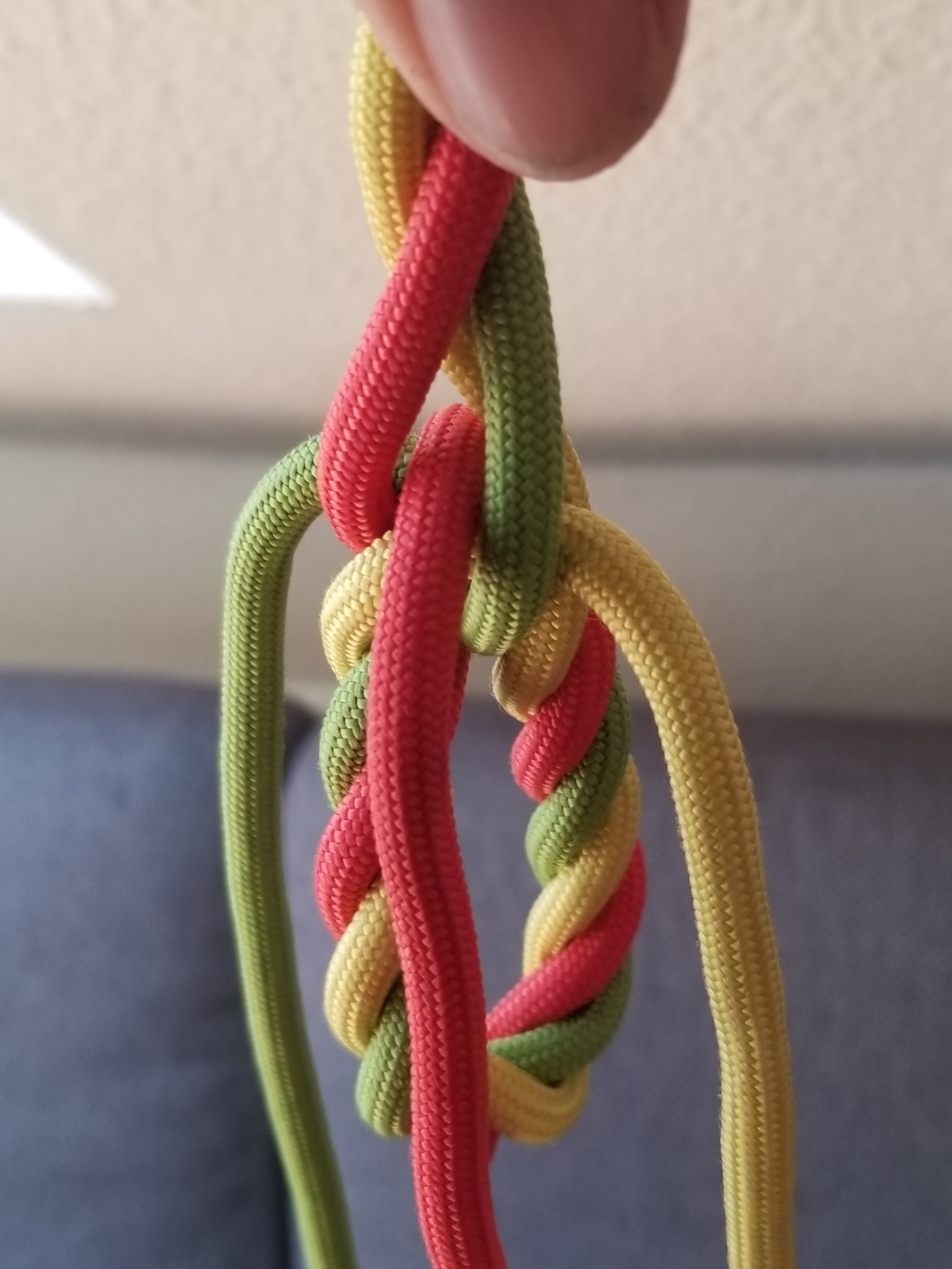
Nun wird noch kontrolliert, ob kein Fehler gemacht wurden und die Stränge alle aus einer Ebene herauskommen.
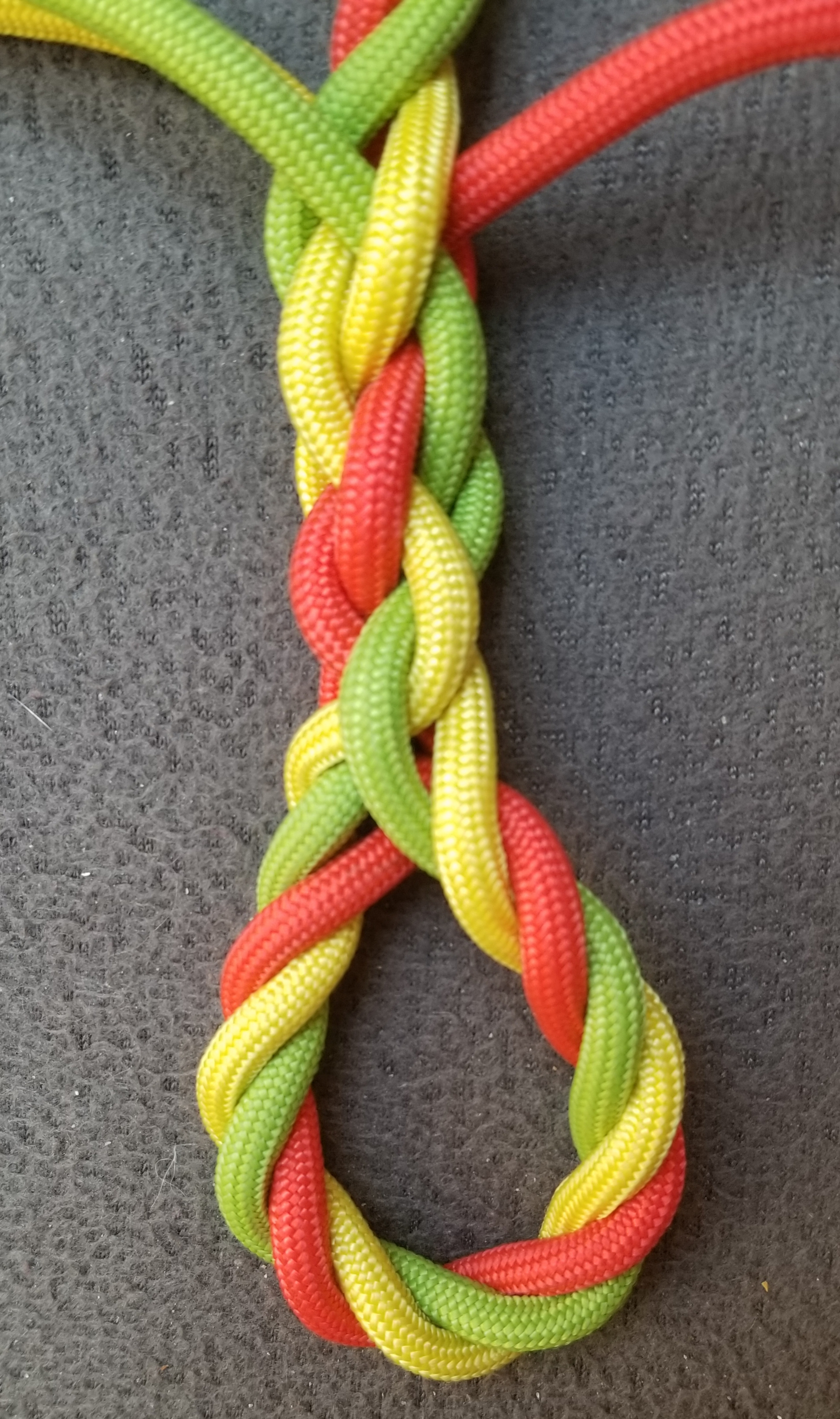
Jetzt wieder alle Kaardele so oft wie gewünscht von links nach rechts gegen den Schlag durchstecken. Insgesamt ist jetzt ein drittes Mal durchgesteckt.
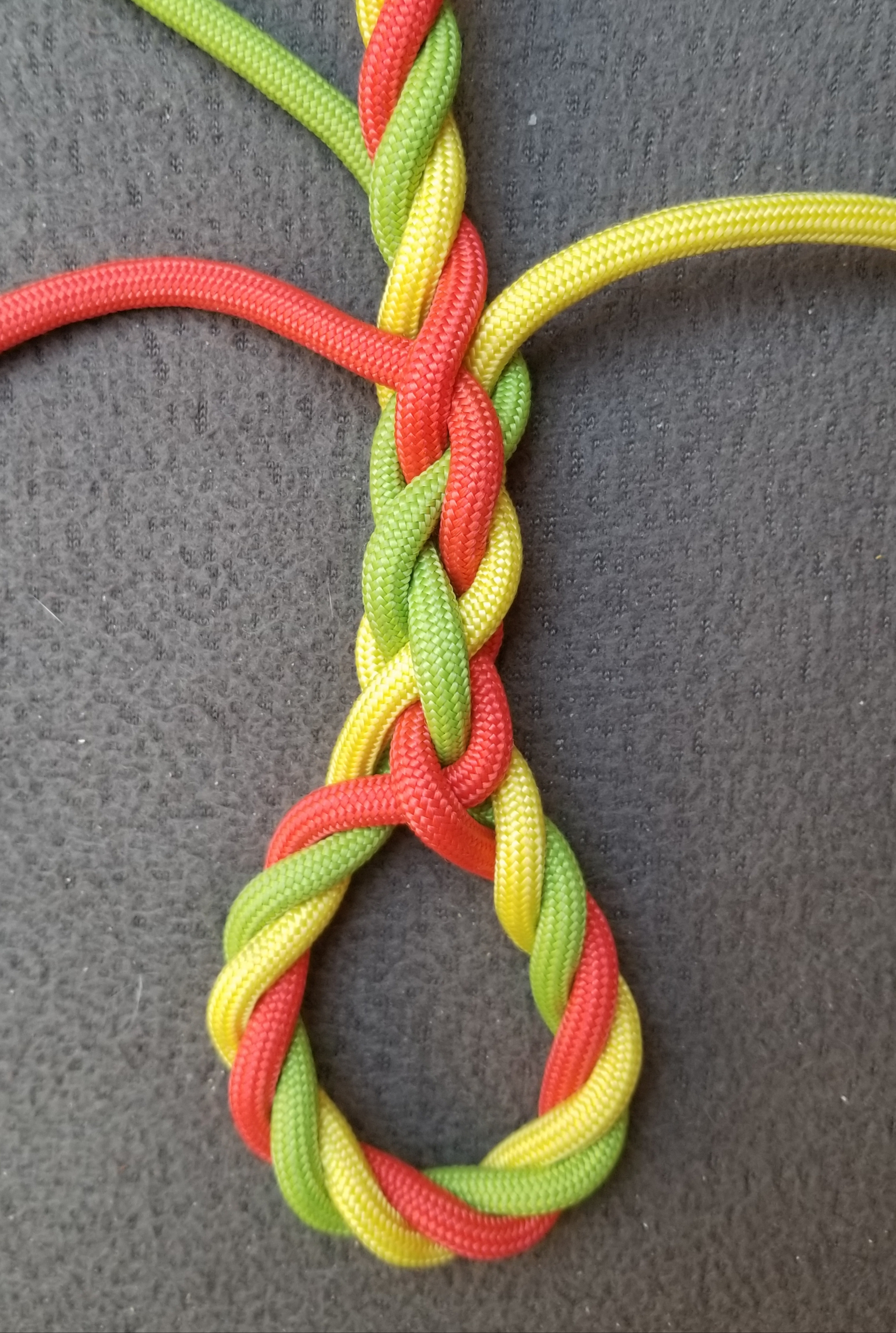
Ansicht nach dreimaligem Durchstecken von der anderen Seite.

### Augspleiß nach der Methode von Brion Toss

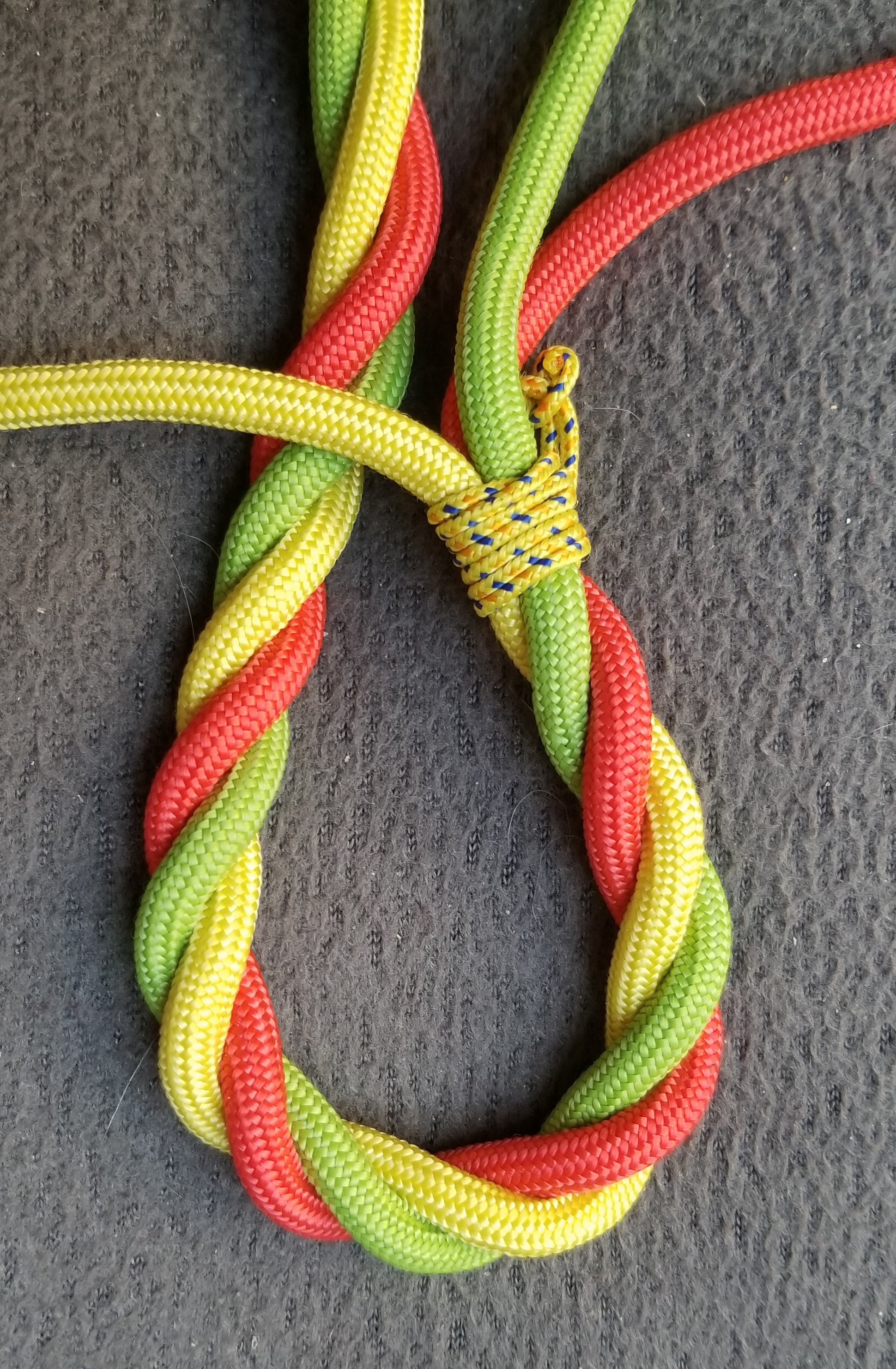
Vorbereitung. Größe des Auges bestimmen.
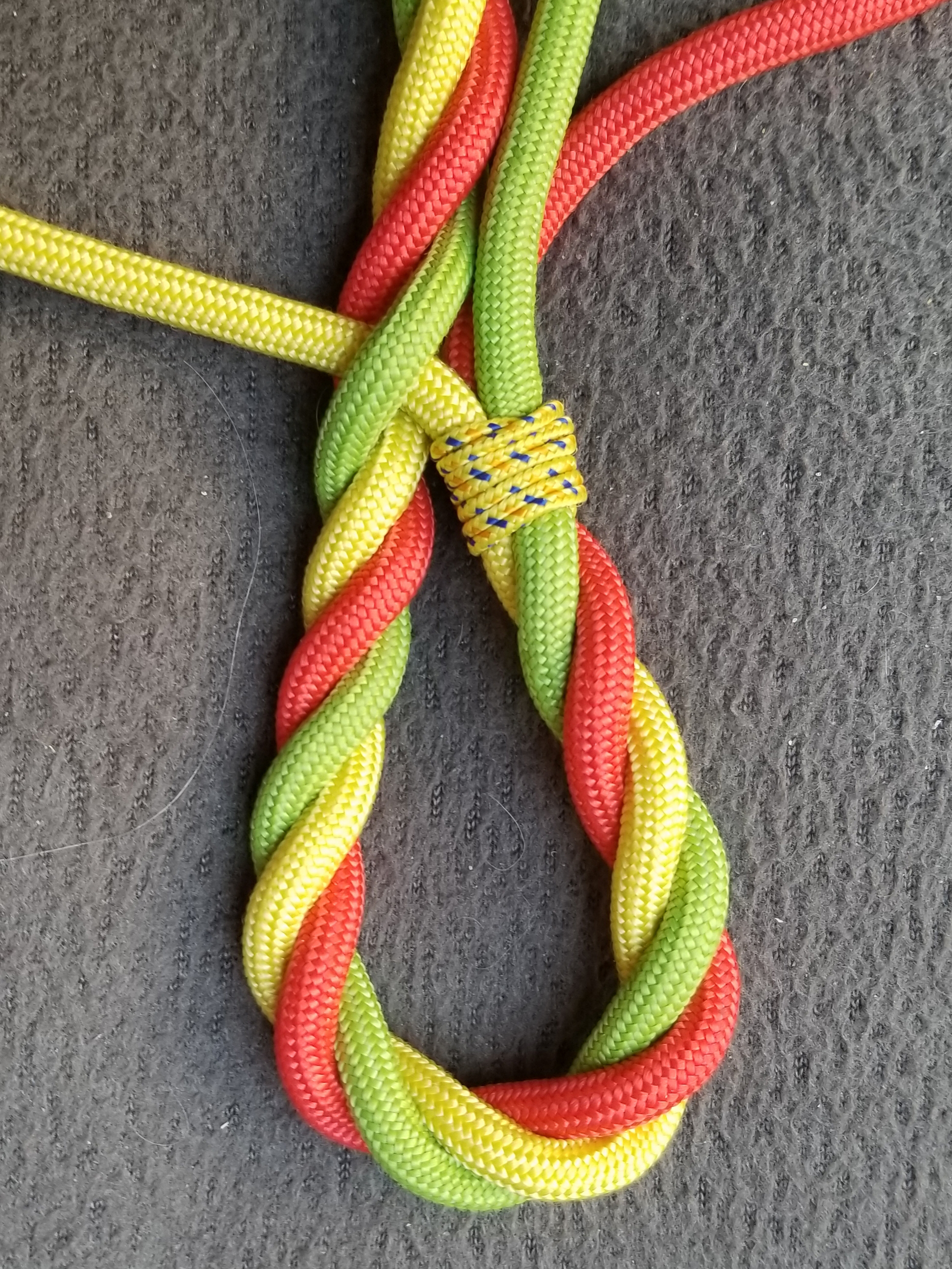
Das linke Kaardel des rechten Stranges (gelb) durch das links oben in der Mitte liegende Kaardell (grün) einfädeln.
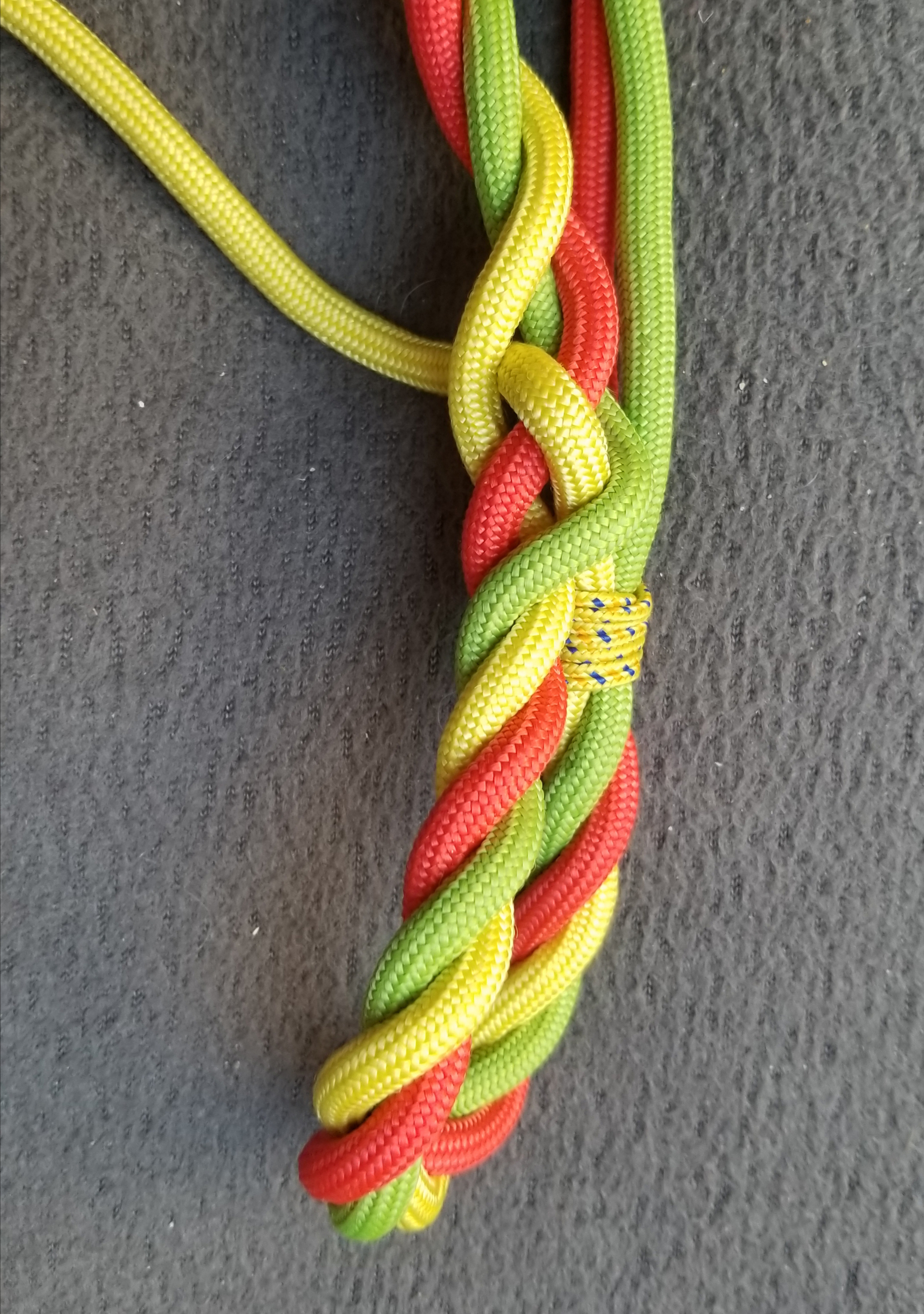
Dann nochmal dieses Kardeel (gelb) von rechts nach links über (rot) und unter (gelb) dem nächsten Kardeel durchstecken
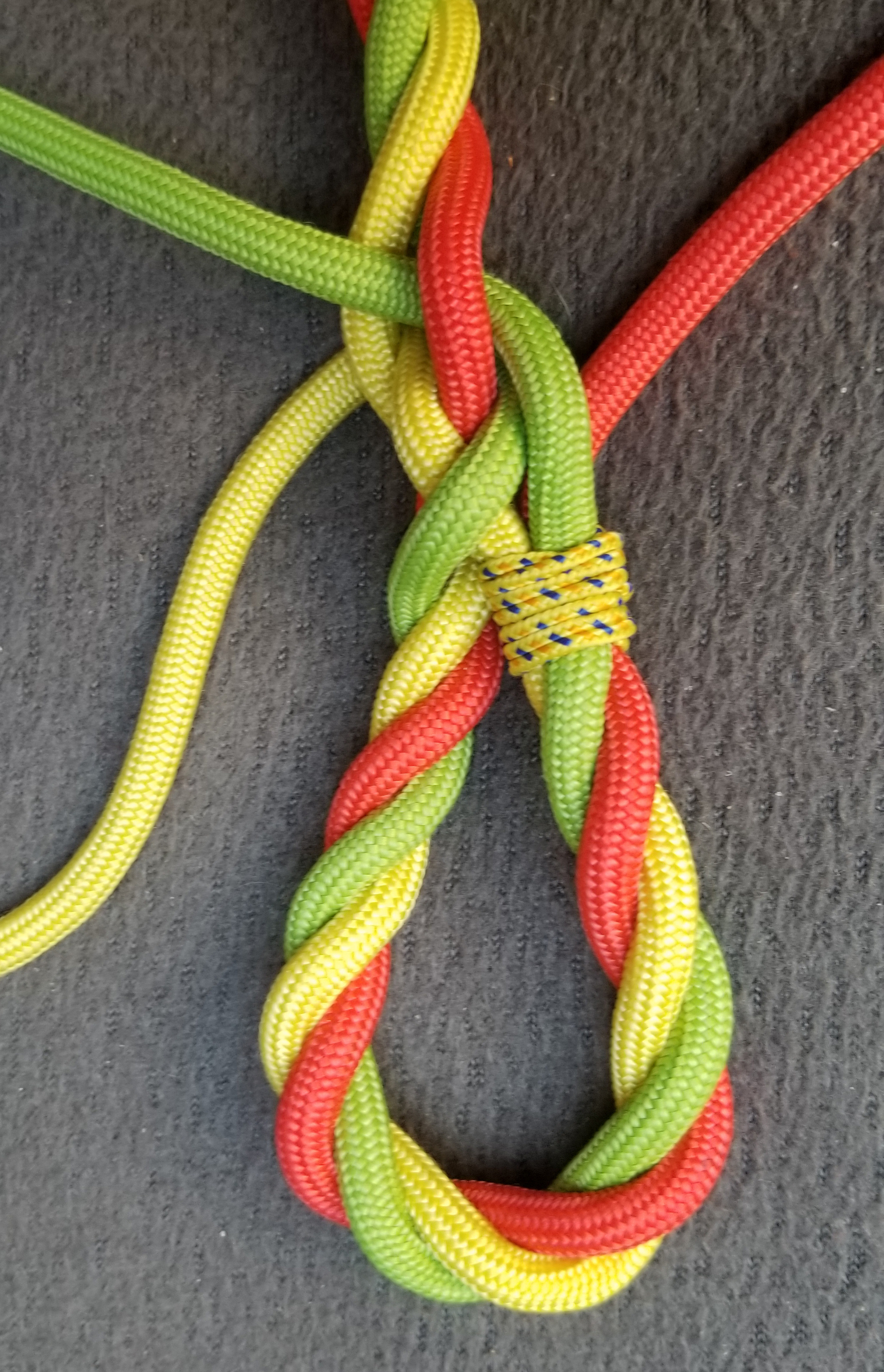
Jetzt das mittlere Kardeel (grün) über (grün) und unter dem nächst liegenden Kaardel (rot) durchführen.
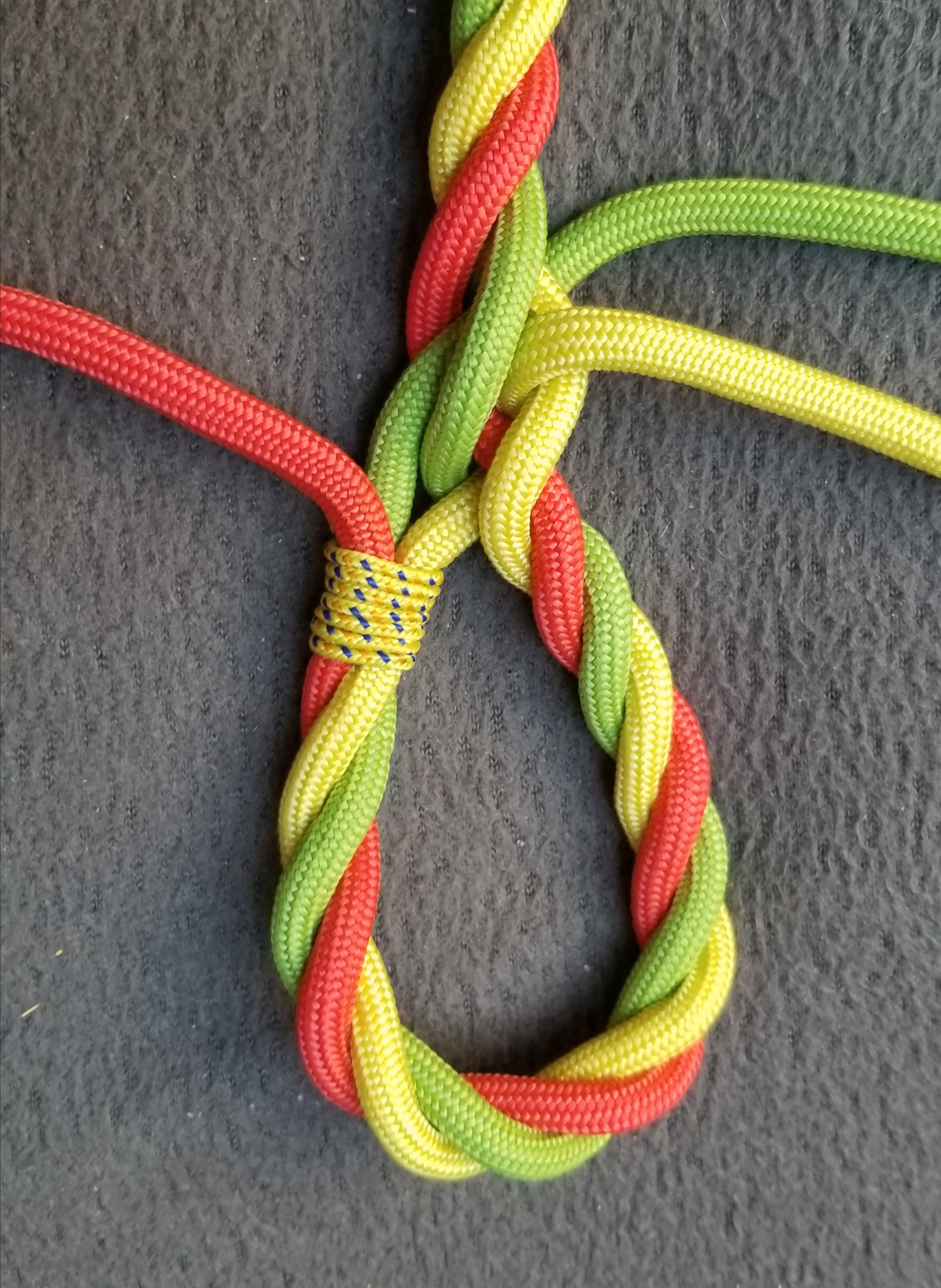
Jetzt wird das Auge umgedreht. Es fehlt noch das dritte Kaardel (rot), welches bisher noch nicht eingesteckt wurde.
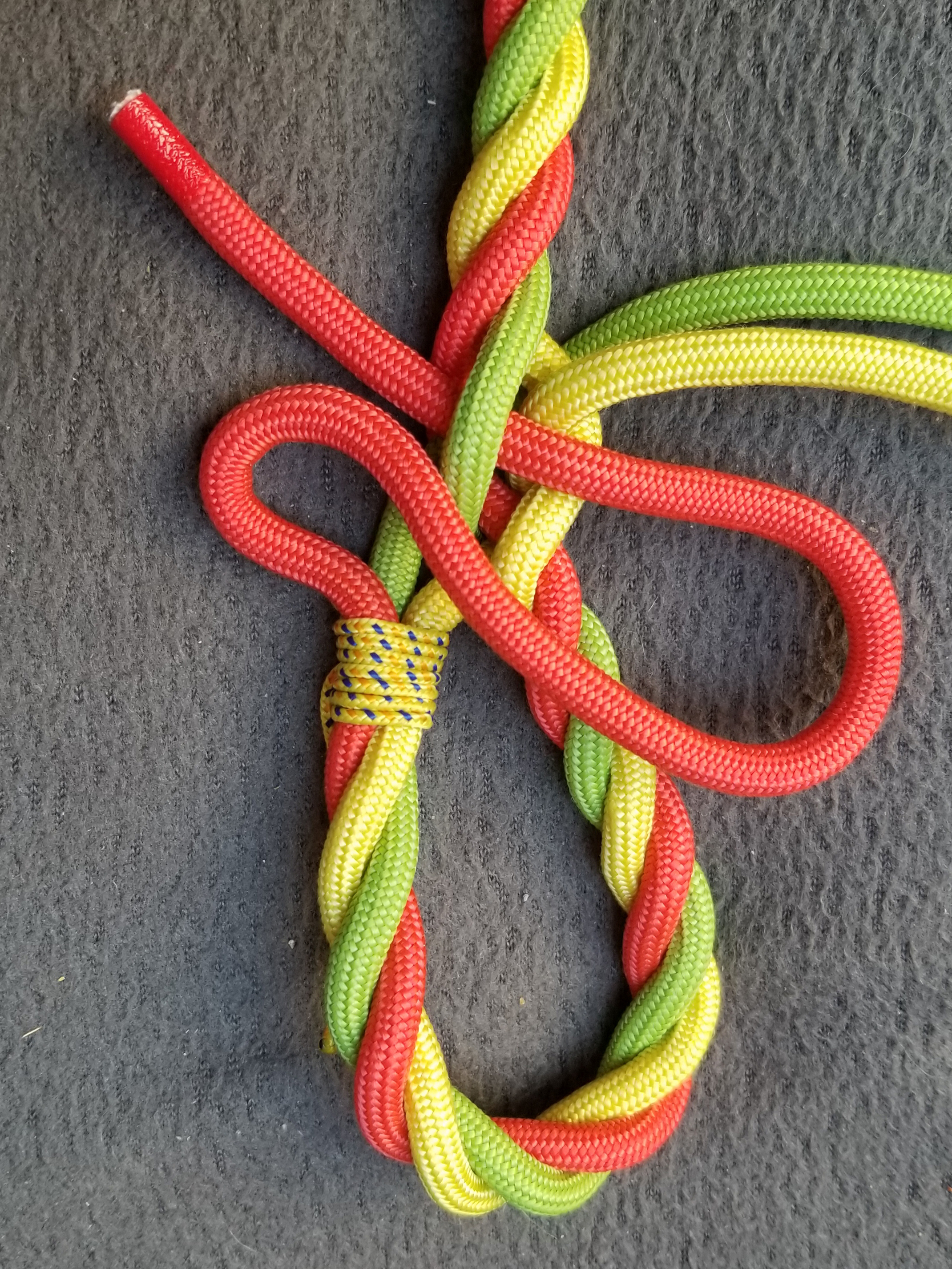
Das dritte Kaardel (rot) wird nach rechts gelegt und von rechts nach links unter das oben liegende Kaardel (grün) geführt.
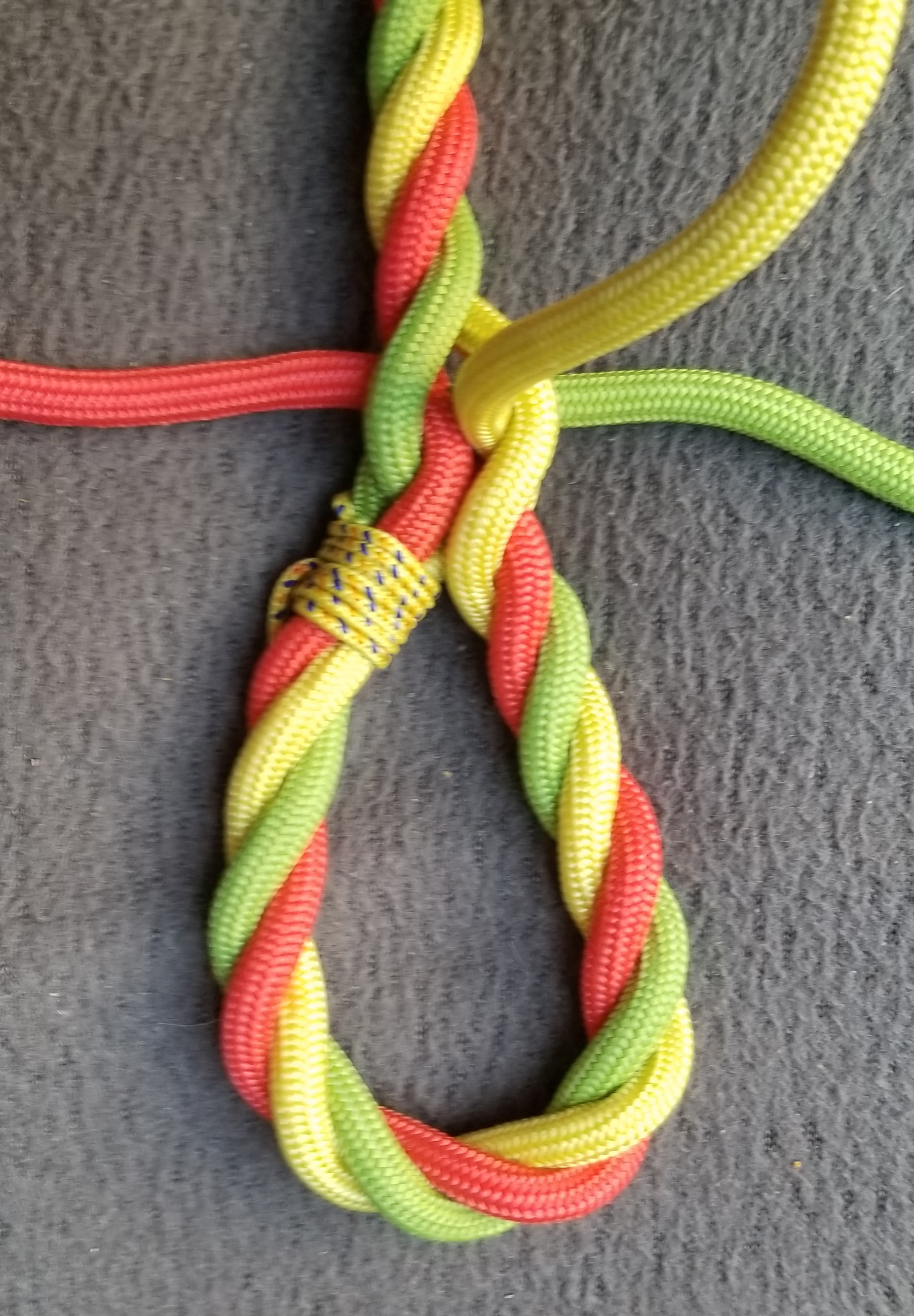
Und alle durchgesteckten Kaardele noch gut dichtholen. Der erste Einsteckvorgang ist fertig.
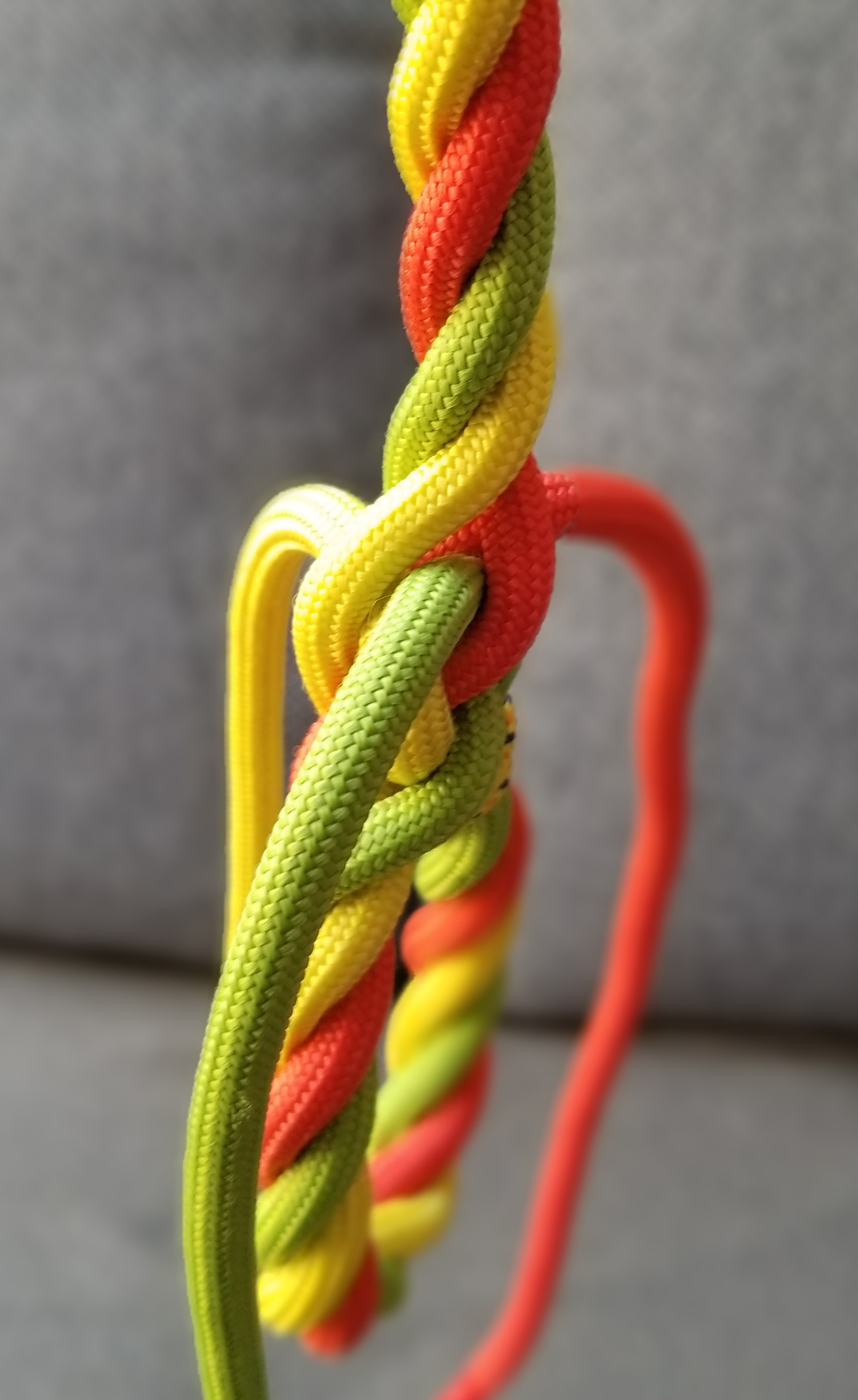
Bei der Seitansicht sieht man gut, ob wie gewünscht alle Kaardeele an einer Ebene (einer horizontalen Linie) liegen.
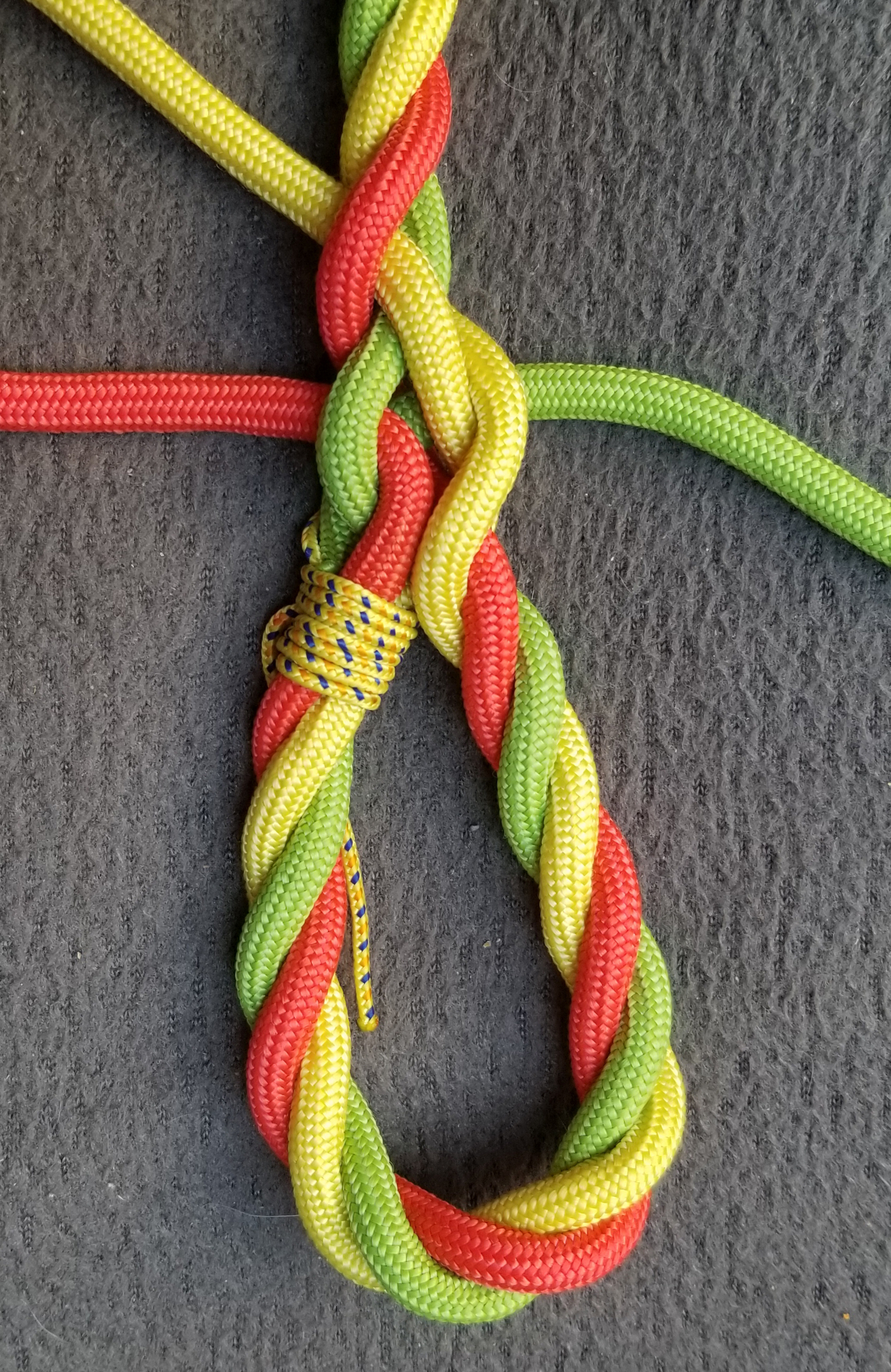
Man fährt fort mit dem zweiten Einsteckvorgang. Hier von rechts nach links über und unter (mit Gelb über Grün und unter Rot).
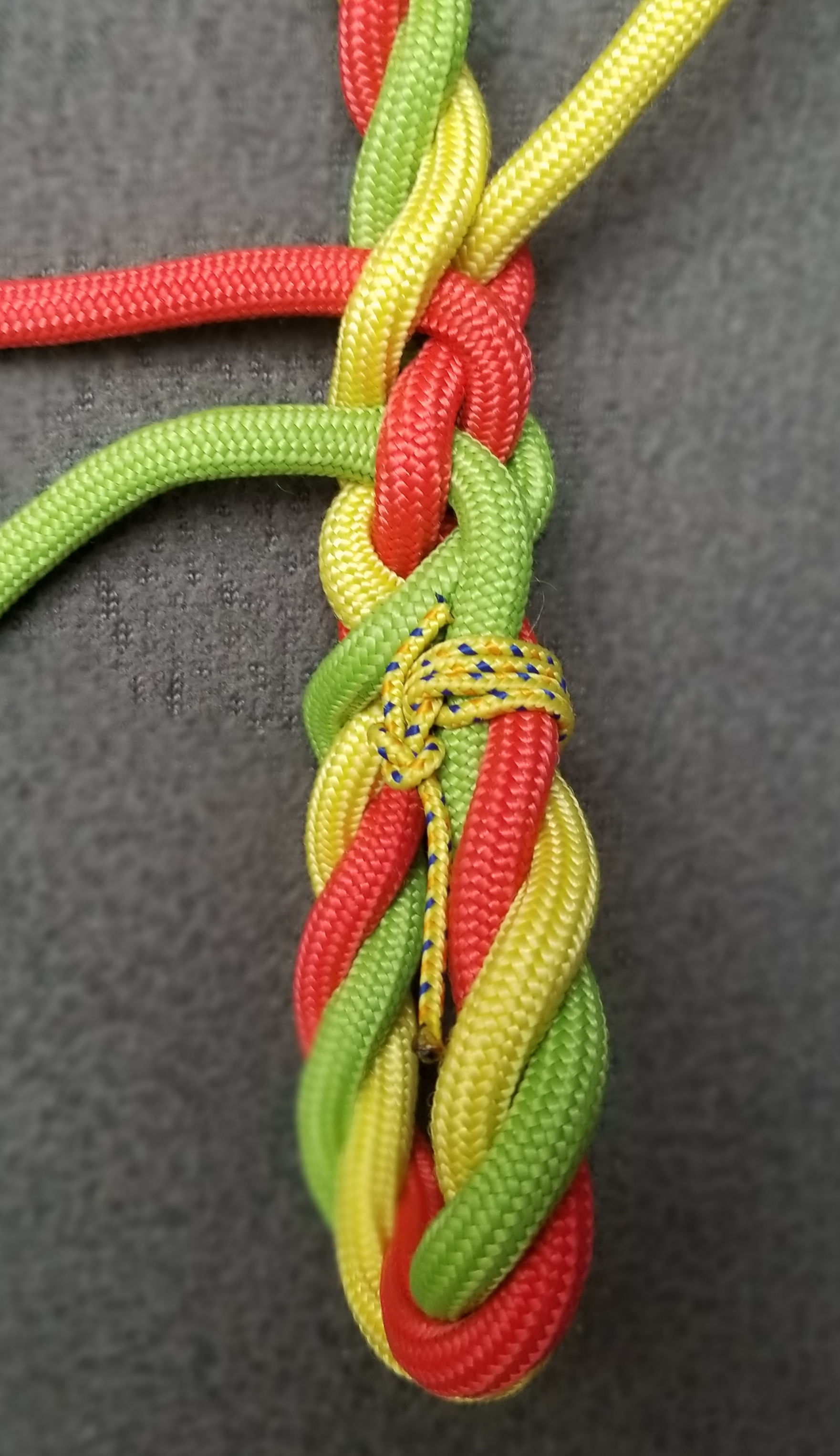
Weiter mit Rot über Rot und unter Gelb.
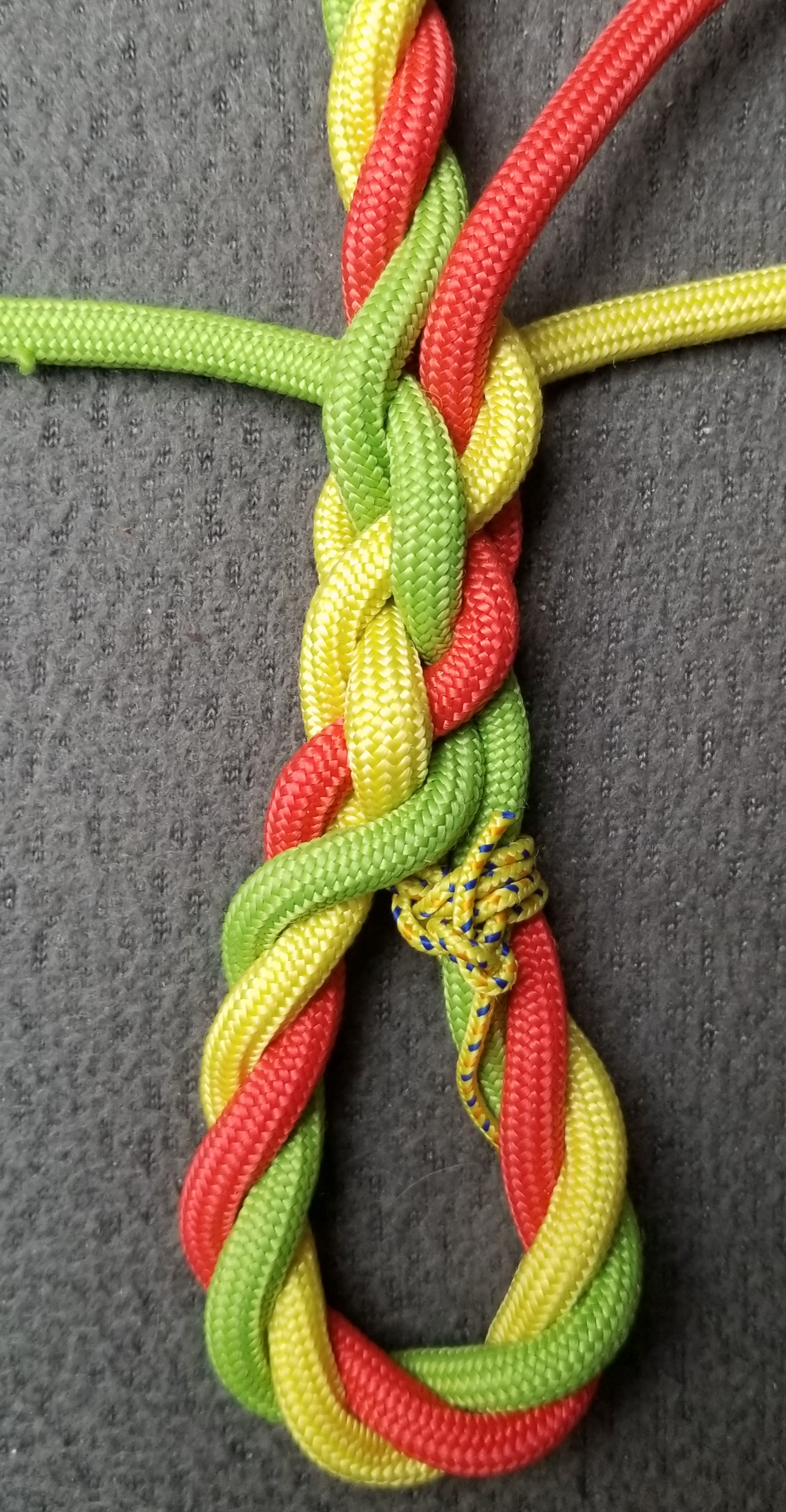
Zum Schluss des zweiten Einsteckvorganges noch grün über gelb und unter rot.
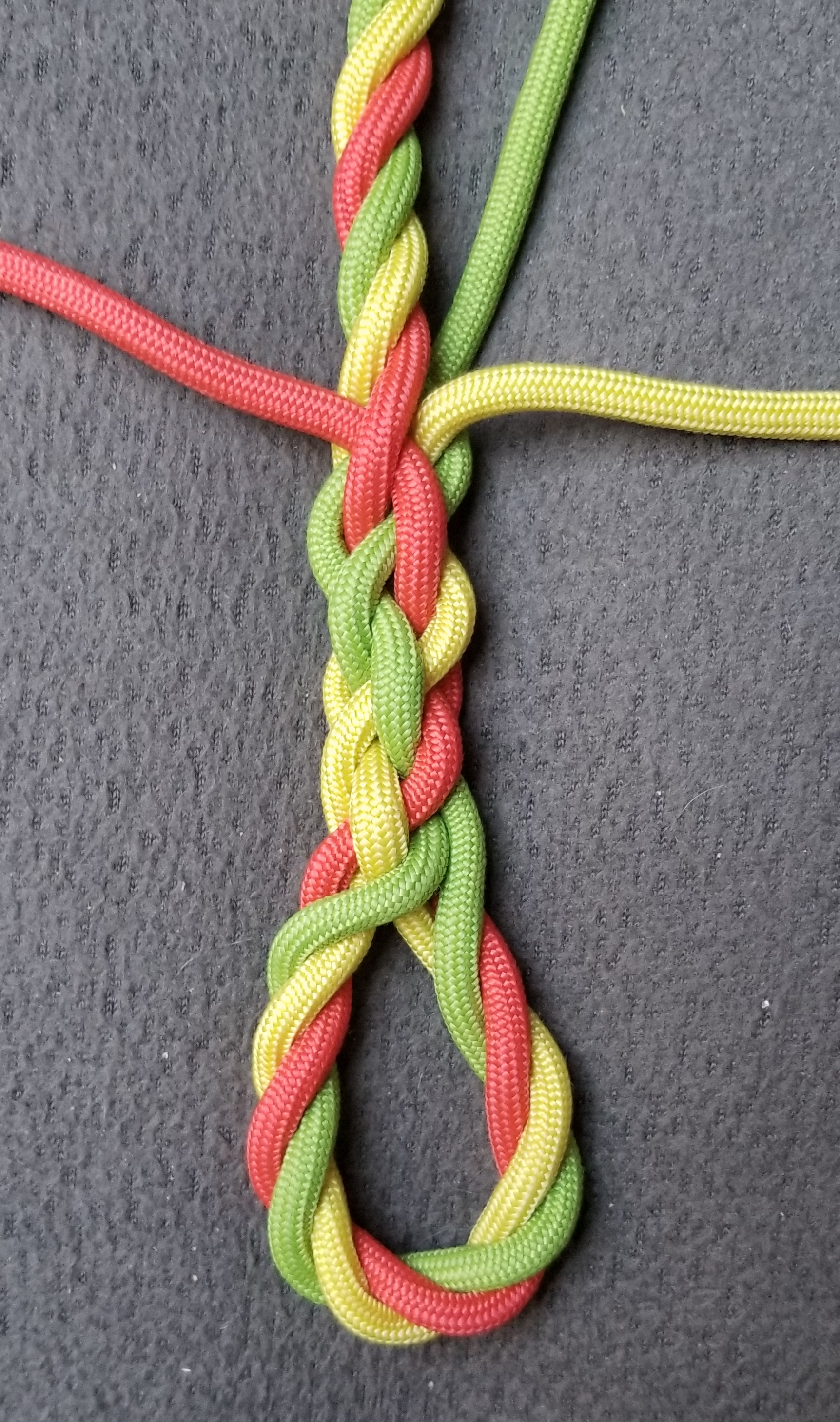
Noch ein dritter Einsteckvorgang und fertig.
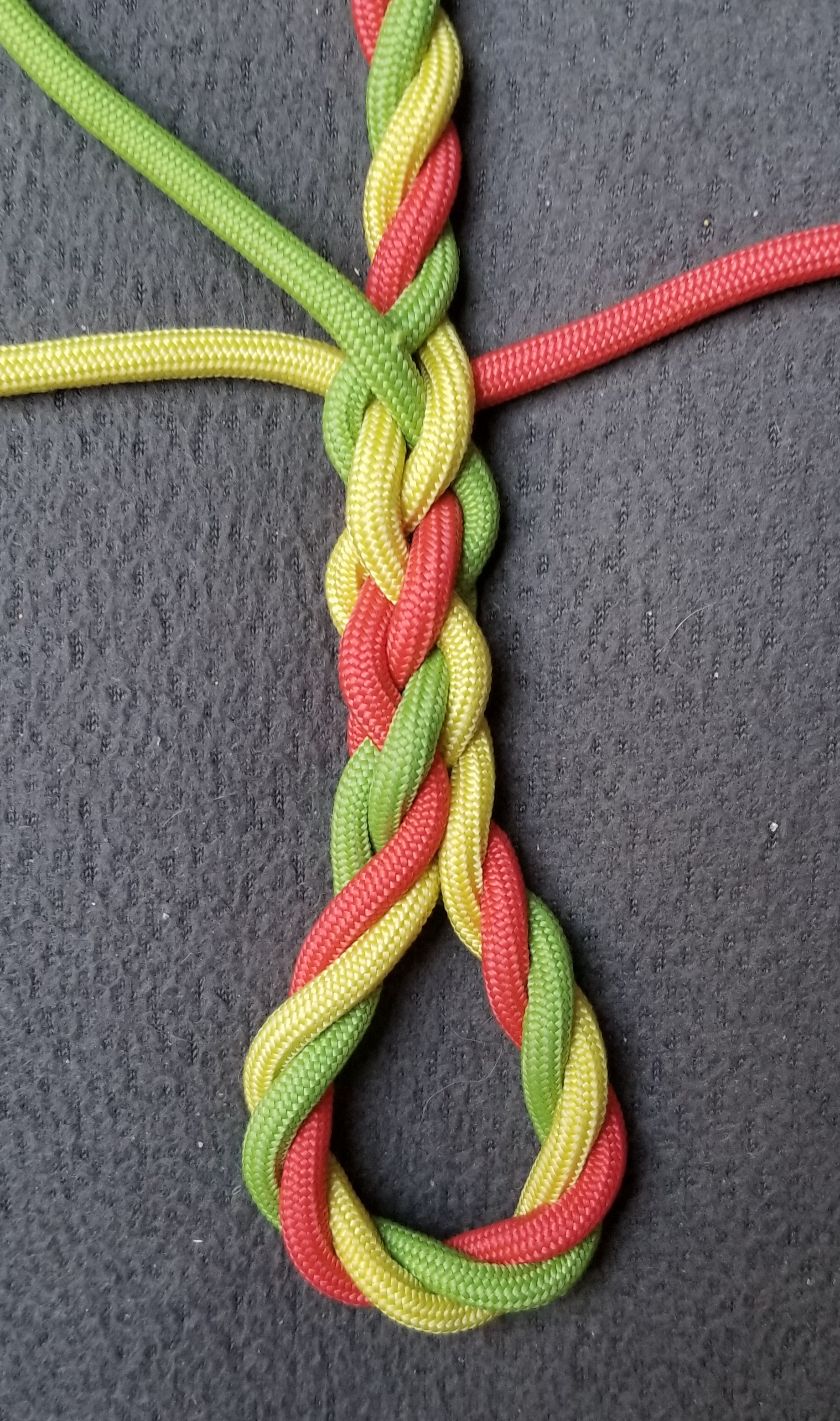
Ansicht von der anderen Seite

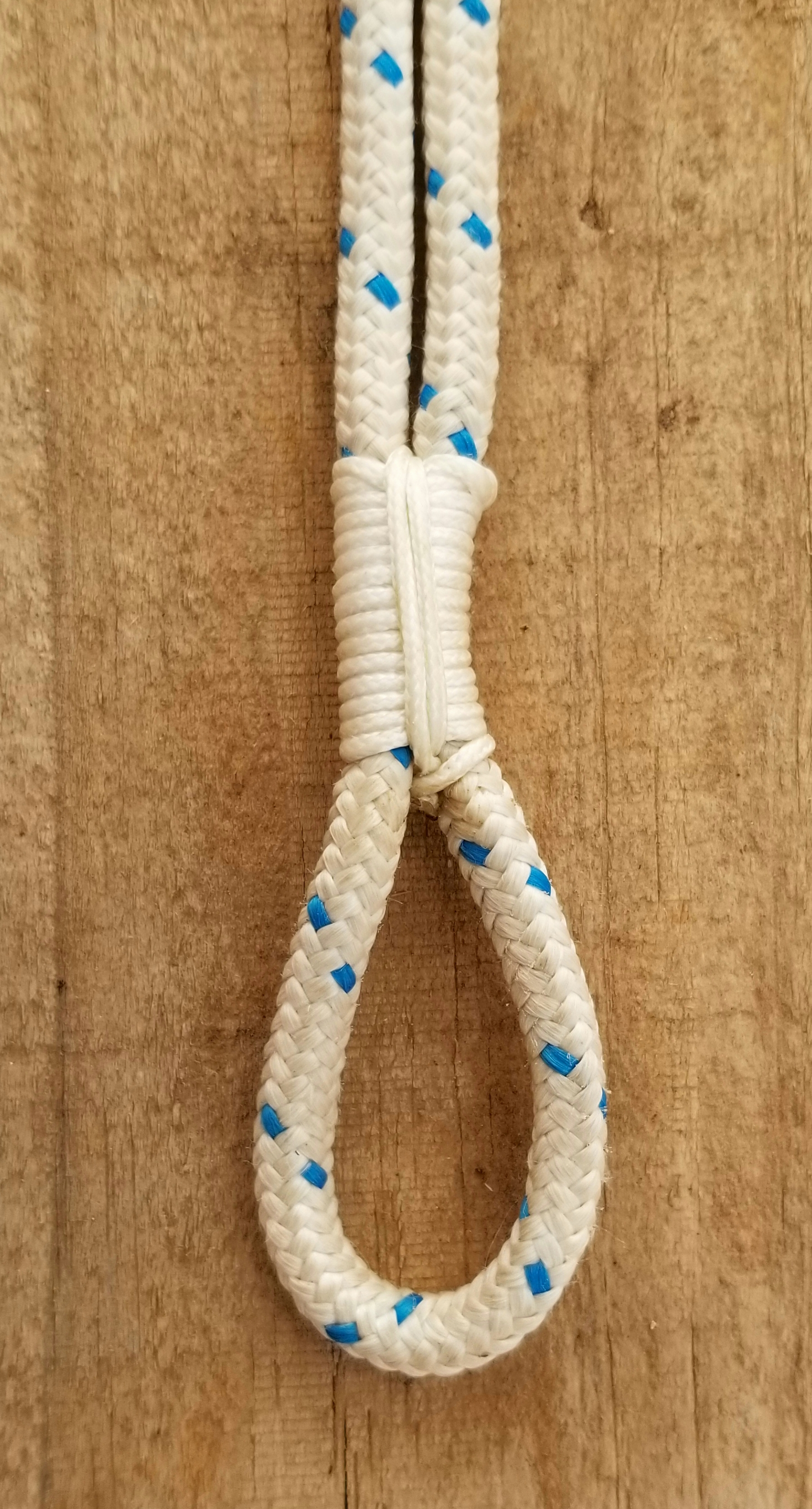
Gezeistes Auge. Hier ein Rundbändsel

### Flämischer Spleiß
Die Öhrchen der Bogensehnen von Langbögen werden – gegenüber einer auf einem Sehnengalgen gewickelten Bogensehne – mit einem Flämischen Auge bzw. Flämischen Spleiß hergestellt.

## Alternativen ohne Spleißen

### Mit Kausch
Ohne Spleißen kann das Auge auch mittels Zweistrang-Bändselknoten und Kausche schnell geknotet werden. Ein Vorteil besteht hierbei, dass ein Recken des Seils nicht zur Lockerung der Kausch beiträgt. Der Zweistrang-Bändselknoten zieht sich unter Belastung zu und hält die Kausche sicher fest. Mit Stahlseilen ist diese Lösung jedoch nicht möglich.

### Ohne Kausch
Ohne Kausch wird der Palstek sehr gerne als Auge verwendet. Er ist einfach zu knüpfen, hält gut und ist auch nach langer und wechselnder Belastung meist gut zu lösen. Die Knotenfestigkeit beträgt 64 %.
Nachteile:
- Der Palstek darf nicht bei Ringbelastung (quer zur Schlaufe) verwendet werden.[6]
- Die Bruchlast eines Seils kann durch den Palstek auf bis zu 50 % herabgesetzt sein; für ein ständiges Auge empfiehlt sich deswegen der Augspleiß.

### Mit einem Zeising
Ein Auge lässt sich auch mit einem Zeising, auch Bändselung genannt, herstellen.